# Arribes (comarca natural)
Arribes (más conocida como Arribes del Duero) es una comarca natural situada en el noroeste de la provincia de Salamanca y el suroeste de la provincia de Zamora, en la comunidad autónoma de Castilla y León, España, fuertemente vinculada con la zona portuguesa de Arribas do Douro (más conocida como Douro Internacional).

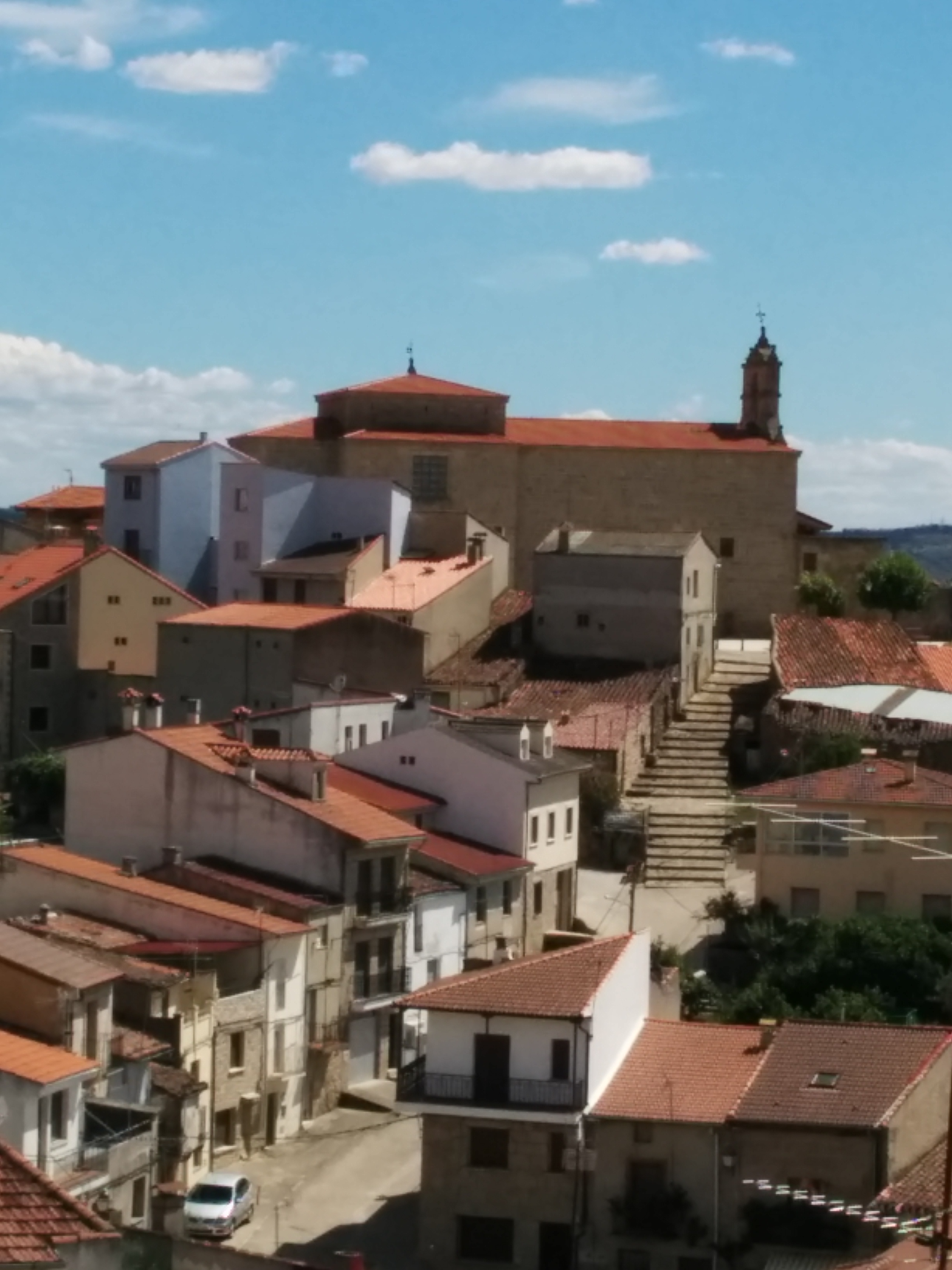
La localidad de Fermoselle destaca como el núcleo urbano más importante de la zona española

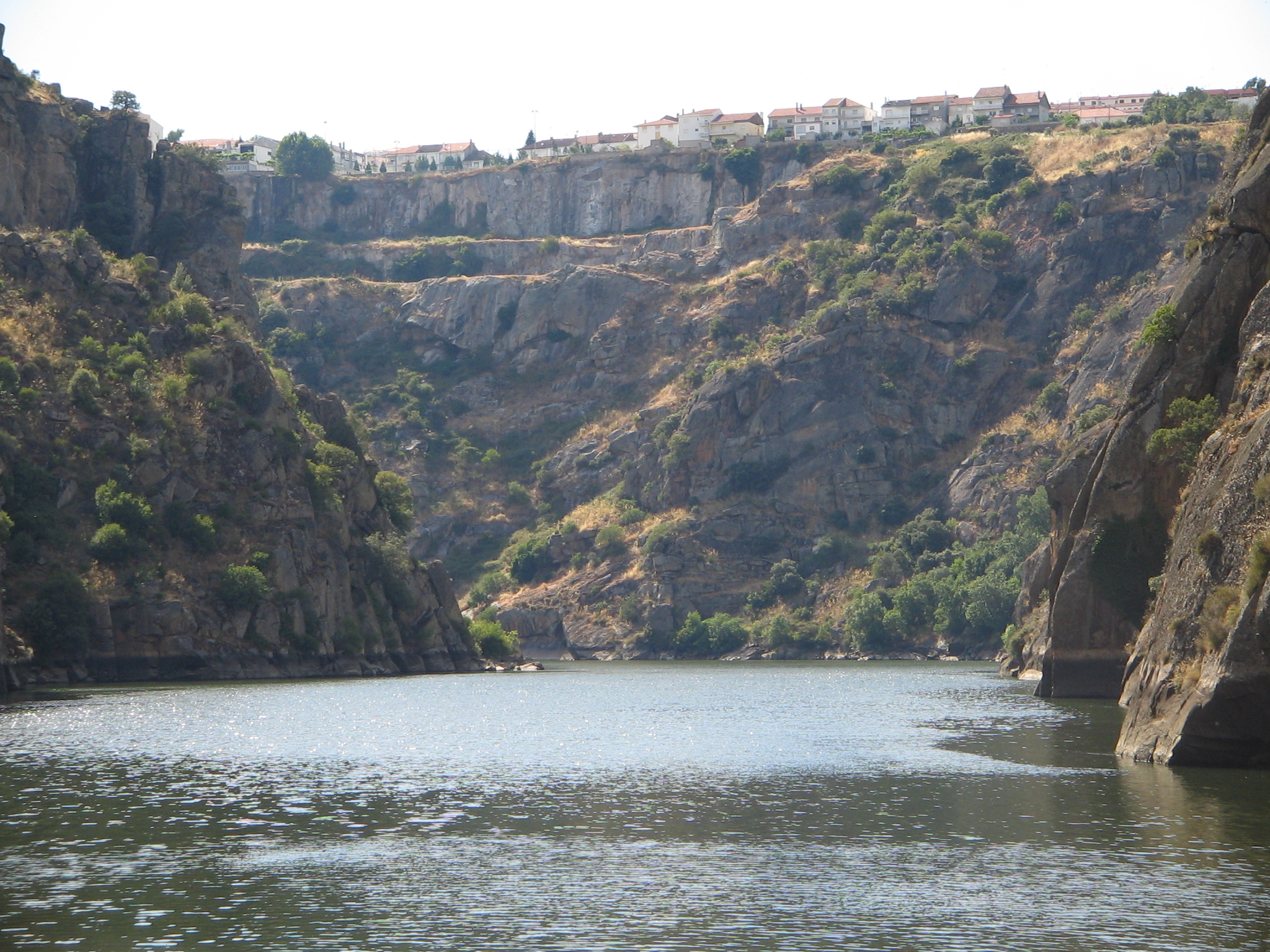
La localidad portuguesa de Miranda do Douro destaca como la más visitada de toda la zona pues constituye un importante núcleo de concentración de actividades comerciales

La peculiar geografía de la zona conforma un territorio con idénticas características económicas, culturales y turísticas. De esta forma, se puede considerar a todo este espacio como una ecorregión, comarca natural de límites no establecidos o territorio de especial relación entre las poblaciones de la zona. También se dan muchas similitudes entre la parte española y la parte portuguesa, pero aparecen algunas diferencias (por ejemplo en el plano cultural) debido a la separación de frontera casi infranqueable que establecía el Duero antiguamente. Con el paso del tiempo, los vínculos entre las dos zonas se han ido haciendo cada vez más estrechos. El 14 de marzo de 2009 se constituyó la Agrupación Europea de Cooperación Territorial Duero-Douro, una institución o asociación con entidad jurídica que agrupa localidades de los dos países con la finalidad de organizar, gestionar y llevar a cabo proyectos de cooperación transfronteriza en los ámbitos del desarrollo económico, laboral, medioambiental y turístico.
No está determinado el número de localidades incluidas dentro de esta ecorregión o comarca natural. Se presuponen dentro los pueblos más cercanos a las depresiones geográficas originadas por los ríos que tienen arribes. Históricamente, en la parte española las comarcas de estas tierras siempre han sido las del Campo de Argañán, El Abadengo, La Ramajería, La Ribera y la Tierra de Ledesma en la provincia de Salamanca y las de Sayago y Aliste en la provincia de Zamora. Estas comarcas tradicionales si tienen unos límites fronterizos más definidos, aunque al igual que Arribes, ninguna constituye una subdivisión territorial administrativa. Las únicas demarcaciones con esta competencia son las de las mancomunidades y municipios.
Las mancomunidades en las que se van agrupando los distintos municipios de la zona española son la Mancomunidad El Abadengo, la Mancomunidad Arribes del Duero, la Mancomunidad Centro Duero, la Mancomunidad Comarca de Ledesma y la Mancomunidad Puente La Unión en la provincia de Salamanca, y la Mancomunidad Sayagua y la Mancomunidad Tierra del Pan en la provincia de Zamora.

## Etimología

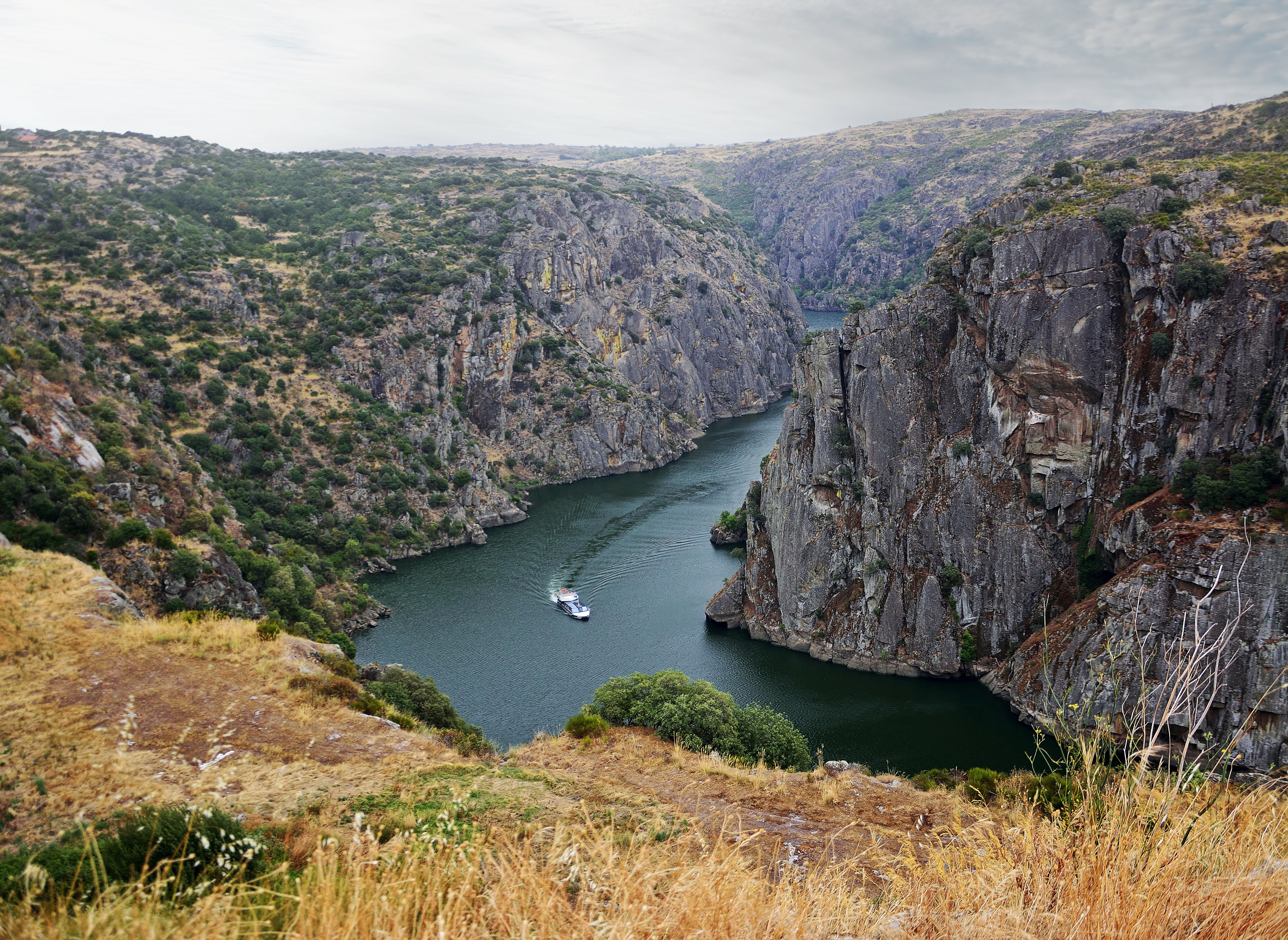
Los arribes del Duero vistos desde Miranda del Duero, cerca de Torregamones, Zamora

Arribes, arribas y arribanzos son vocablos en lengua leonesa con derivación etimológica del latín «ad ripa-ae», que significa orilla. El término «las arribas» era usado en las comarcas de Sayago, Aliste y La Ribera, así como en la zona colindante portuguesa, para referirse a la depresión geográfica del Duero. Los zamoranos utilizan además el término «arribanzo», algo más conciso, con el que se refieren a los enormes roquedos o gigantescas rocas graníticas que forman los valles. Posteriormente, arribes, en su forma femenina «las arribes» comenzó a usarse por los naturales de la comarca salmantina de La Ribera para referirse a la misma geomorfología.
En las últimas décadas, por influencia externa de la administración y de algunos medios de comunicación, se ha ido imponiendo la denominación «los arribes», en masculino. Los naturales de las comarcas zamoranas de Sayago y Aliste, han empezado a utilizar esta forma, y aunque todavía emplean las autóctonas «las arribas» y «arribanzos», estas últimas han quedado algo desplazadas en favor de la primera y es en la zona portuguesa, el único sitio donde todavía prevalece decir «as arribas». En el sur, los naturales de la comarca salmantina de La Ribera, ahora más conocida como Las Arribes, siguen utilizando su variación tradicional «las arribes», en femenino, variación que con la creación del parque natural, se ha extendido también a la vecina comarca de El Abadengo, donde antes prácticamente no se usaba.

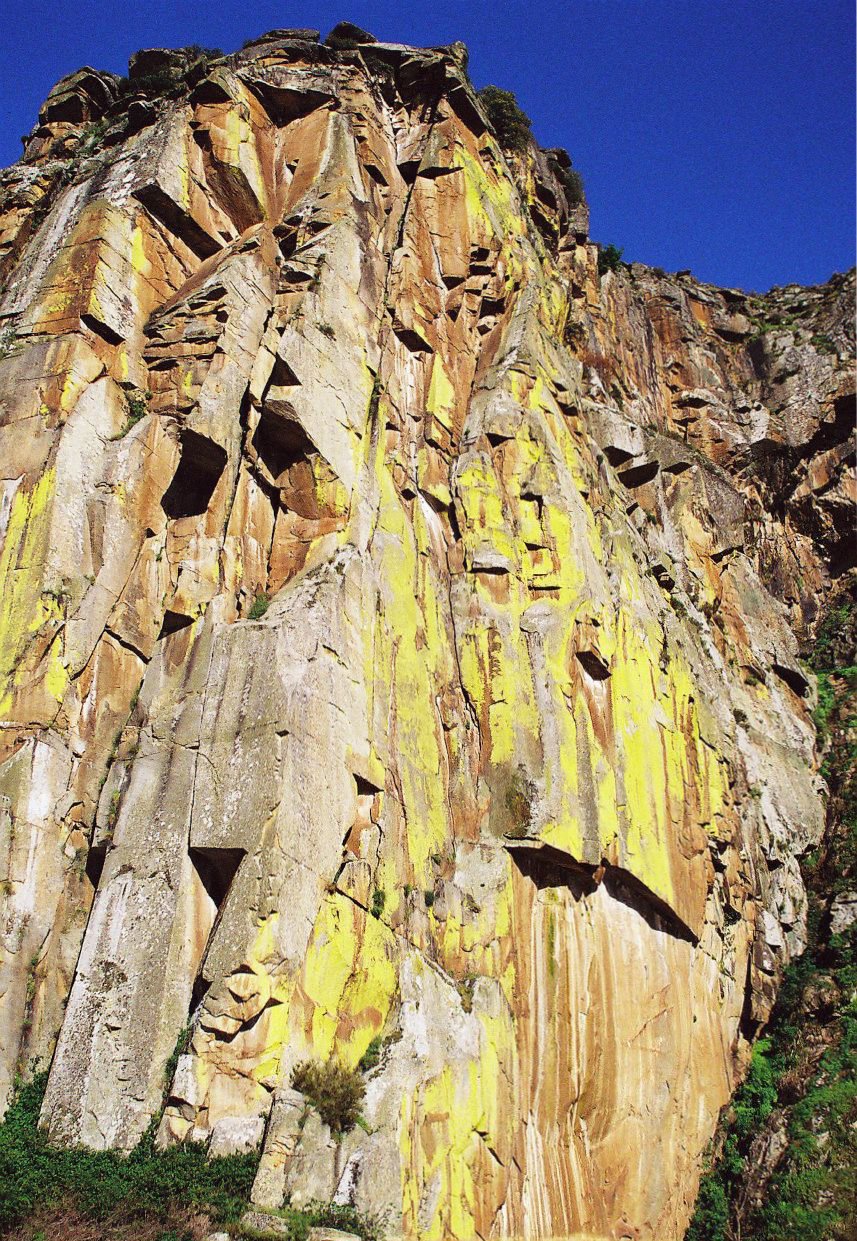
Arribanzos zamoranos vistos desde el embarcadero portugués de Miranda do Douro, cerca de Torregamones

## Geografía

### Localización
Arribes se encuentra situado junto al río Duero, en el tramo del prolongado cañón ﬂuvial que ha originado y que separa España de Portugal bajo el nombre de Duero Internacional. Este territorio comienza aguas abajo de la ciudad de Zamora (652 m s. n. m.), donde el Duero abandona los materiales sedimentarios de su cuenca terciaria y se encaja progresivamente sobre las duras y resistentes rocas plutónicas y metamórﬁcas del zócalo paleozoico que sustentan la penillanura zamorano-salmantina. Se extiende de forma longitudinal, para finalizar cuando el Duero se adentra deﬁnitivamente en territorio portugués, a la altura de Barca de Alba (125 m s. n. m.), dejando a su paso una profunda hendidura abierta, que supera los 400 m de profundidad y que tiene como principal consecuencia el originar laderas resguardadas que suavizan el régimen térmico que ha permitido el desarrollo de una vegetación termóﬁla y cultivos típicamente mediterráneos en bancales.
Al ser una comarca natural no está determinado qué municipios pertenecen a ella, los únicos límites establecidos son los de los cursos fluviales de los ríos Duero y Águeda, que hacen de frontera natural entre España y Portugal en casi todo el tramo de estas tierras, también conocidas como Valle del Duero, La Raya o las del Duero Internacional, que han sido protegidas y declaradas parque natural de Arribes del Duero en España y parque natural del Duero Internacional en Portugal, así como reserva de la biosfera bajo la denominación de Meseta Ibérica.
La demarcación más concreta de esta comarca natural surge recientemente, tras la creación del parque natural de Arribes del Duero, con una demarcación que comprende (total o parcialmente) la superficie de 37 términos municipales:

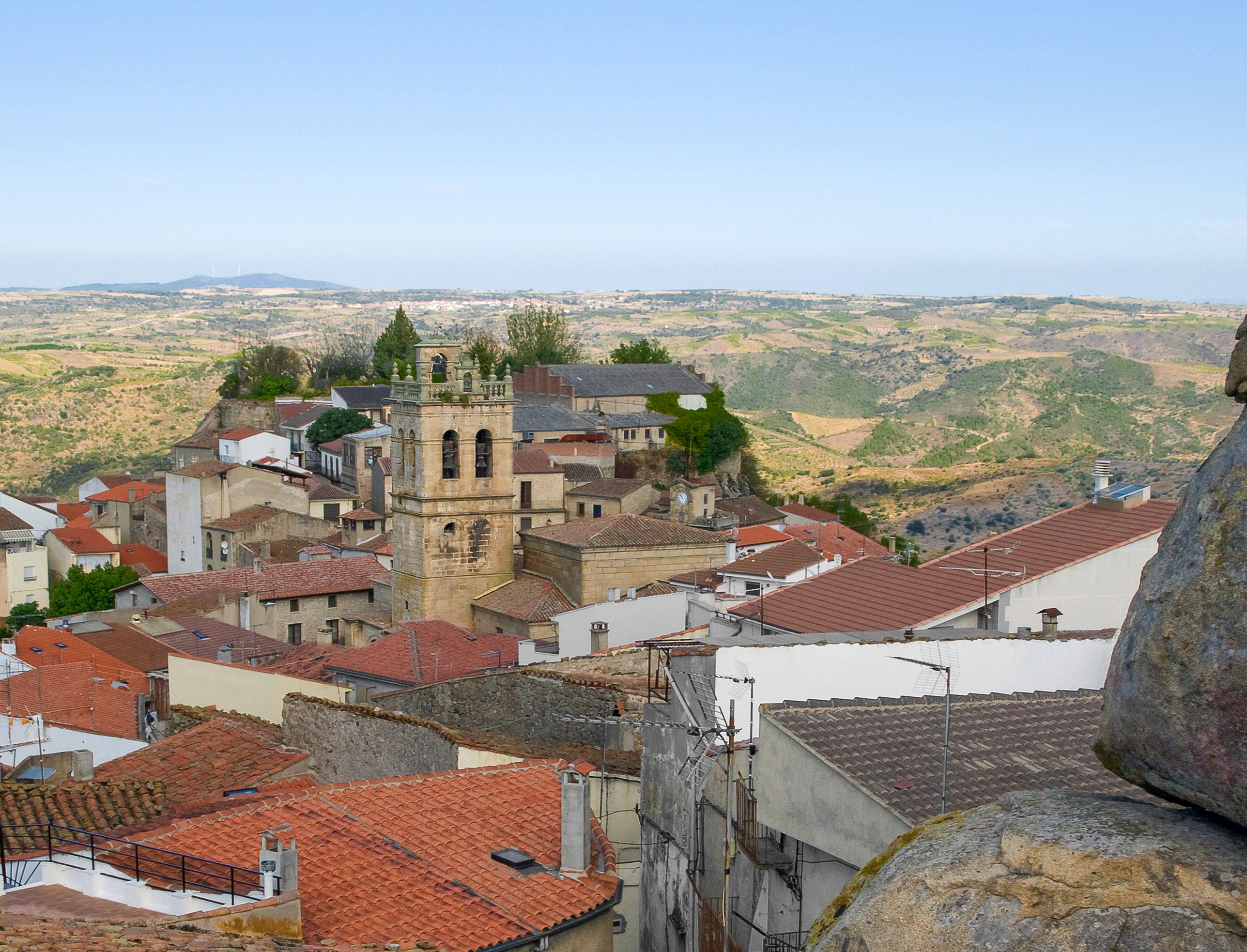
Vista general del conjunto histórico de Fermoselle desde el mirador de El Torojón. La villa es considerada habitualmente la capital de la zona

- 24 pertenecientes a la provincia de Salamanca: Ahigal de los Aceiteros, Aldeadávila de la Ribera, Almendra, Barruecopardo, Bermellar, La Bouza, Cabeza del Caballo, Cerezal de Peñahorcada, La Fregeneda, Hinojosa de Duero, Lumbrales, Masueco, Mieza, La Peña, Pereña de la Ribera, Puerto Seguro, Saldeana, San Felices de los Gallegos, Saucelle, Sobradillo, Trabanca, Villarino de los Aires, Vilvestre y La Zarza de Pumareda.

- 13 pertenecientes a la provincia de Zamora: Argañín, Fariza, Fermoselle, Fonfría, Gamones, Moral de Sayago, Moralina, Pino del Oro, Torregamones, Villadepera, Villalcampo, Villar del Buey y Villardiegua de la Ribera.

Dentro de estos 37 términos municipales existen otras localidades anejas o pedanías que también forman parte del Parque. Son Badilla, Carbajosa, Castro de Alcañices, Corporario, Cozcurrita, Fuentes de Masueco, Fornillos de Fermoselle, Formariz, Mámoles, Palazuelo de Sayago, Pinilla de Fermoselle, Salto de Aldeadávila, Salto de Castro, Salto de Saucelle, Salto de Villalcampo, Tudera y Zafara. Por el contrario, muchos de los términos municipales del Parque solo están incluidos parcialmente en su demarcación por lo que a algunos núcleos poblacionales de esos municipios no les afecta la delimitación del parque. Es el caso de Almendra, Barruecopardo, Cabeza del Caballo, Fonfría, Lumbrales, Moral de Sayago y Villar del Buey.
En algunas localidades limítrofes todavía existe interés por pertenecer al Parque, como es el caso de Olmedo de Camaces, Fuenteliante y Bañobárez que en 2004 solicitaron su inclusión. De hecho, estos municipios estuvieron incluidos en el anteproyecto del parque natural pero finalmente fueron excluidos de la demarcación definitiva. Bogajo, Cerralbo, Encinasola de los Comendadores, El Milano, La Redonda, Muga de Sayago y Villasbuenas también se consideraron dentro del parque en un principio.

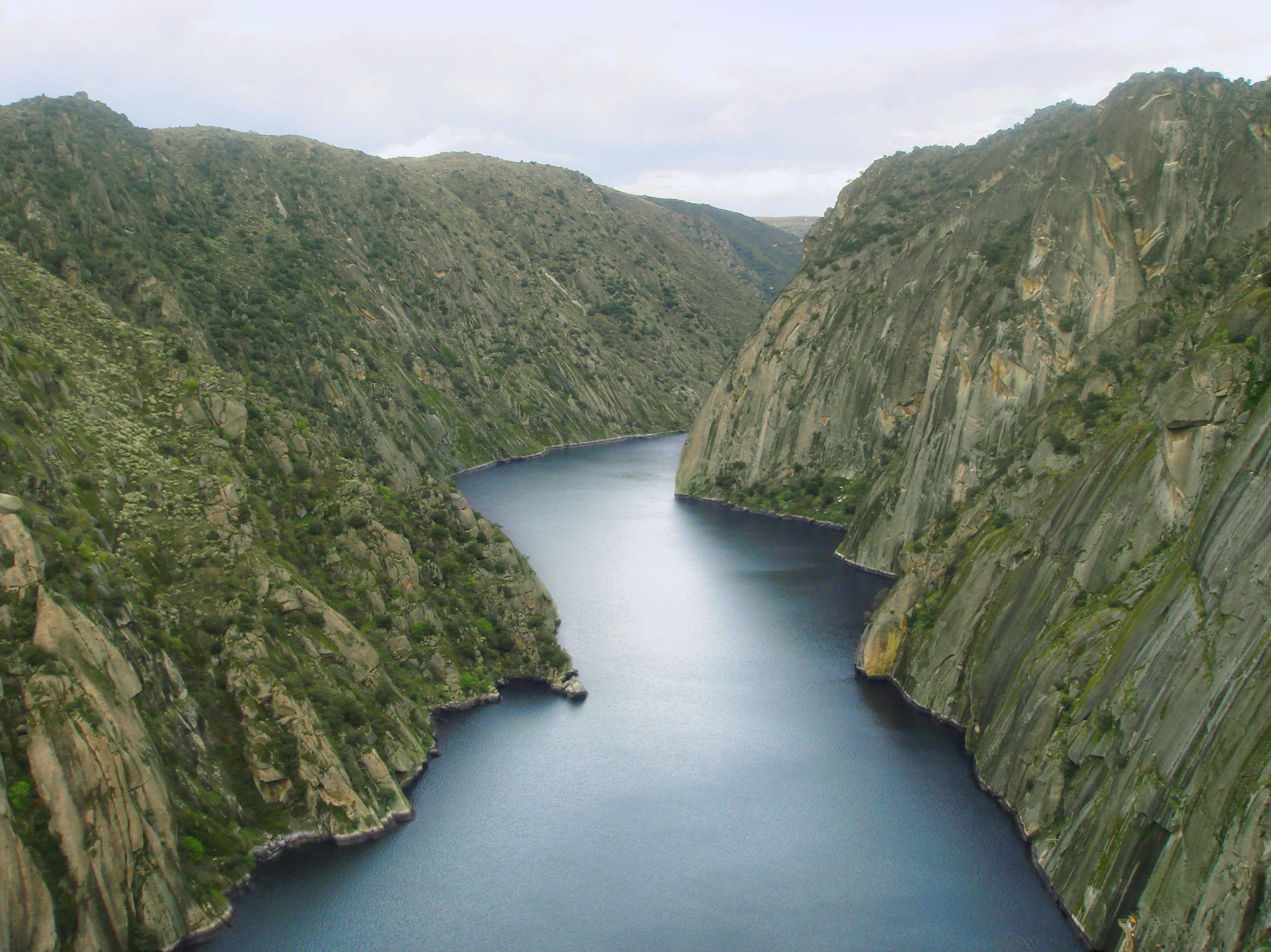
Arribes del Duero en el tramo del embalse de Aldeadávila

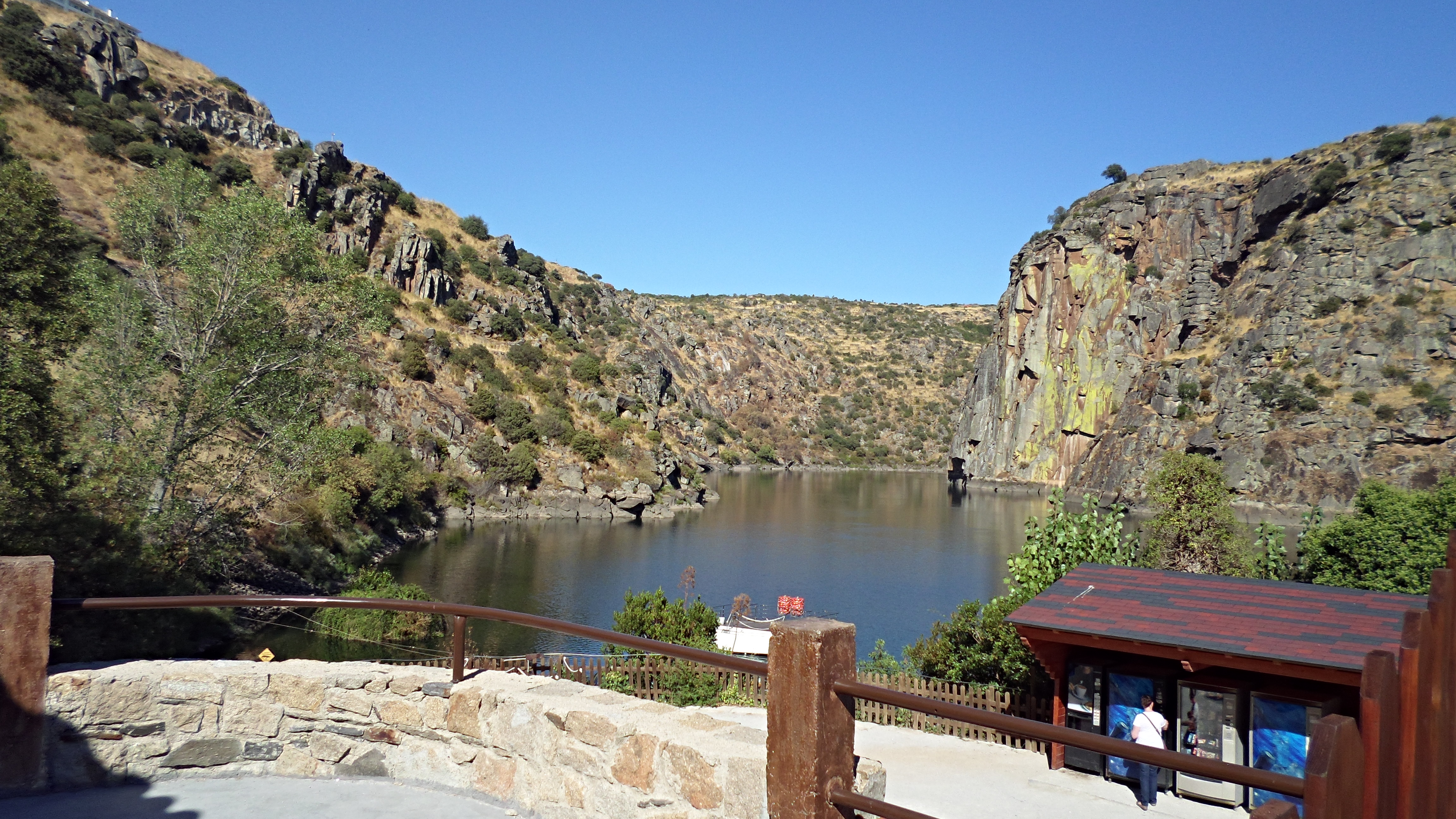
Embarcadero de cruceros turísticos en Miranda do Douro

### Geomorfología
La topografía de este territorio se caracteriza por la existencia de un profundo cañón horadado por el Duero en el límite occidental de las provincias de Zamora y Salamanca con Portugal y que aquí denominan arribes. Si bien esta estrecha franja es la que da nombre a la comarca natural, también se denominan arribes los encajonamientos de los ríos Águeda, Esla, Huebra, Tormes y el río de las Uces, afluentes del Duero en este territorio. Todos son manifestación de la erosión milenaria de los citados ríos y que han originado una zona de depresión o de altitud más baja y otra de penillanura o de altitud más elevada, que en algunos lugares han dado lugar a desniveles de unos 400 m.

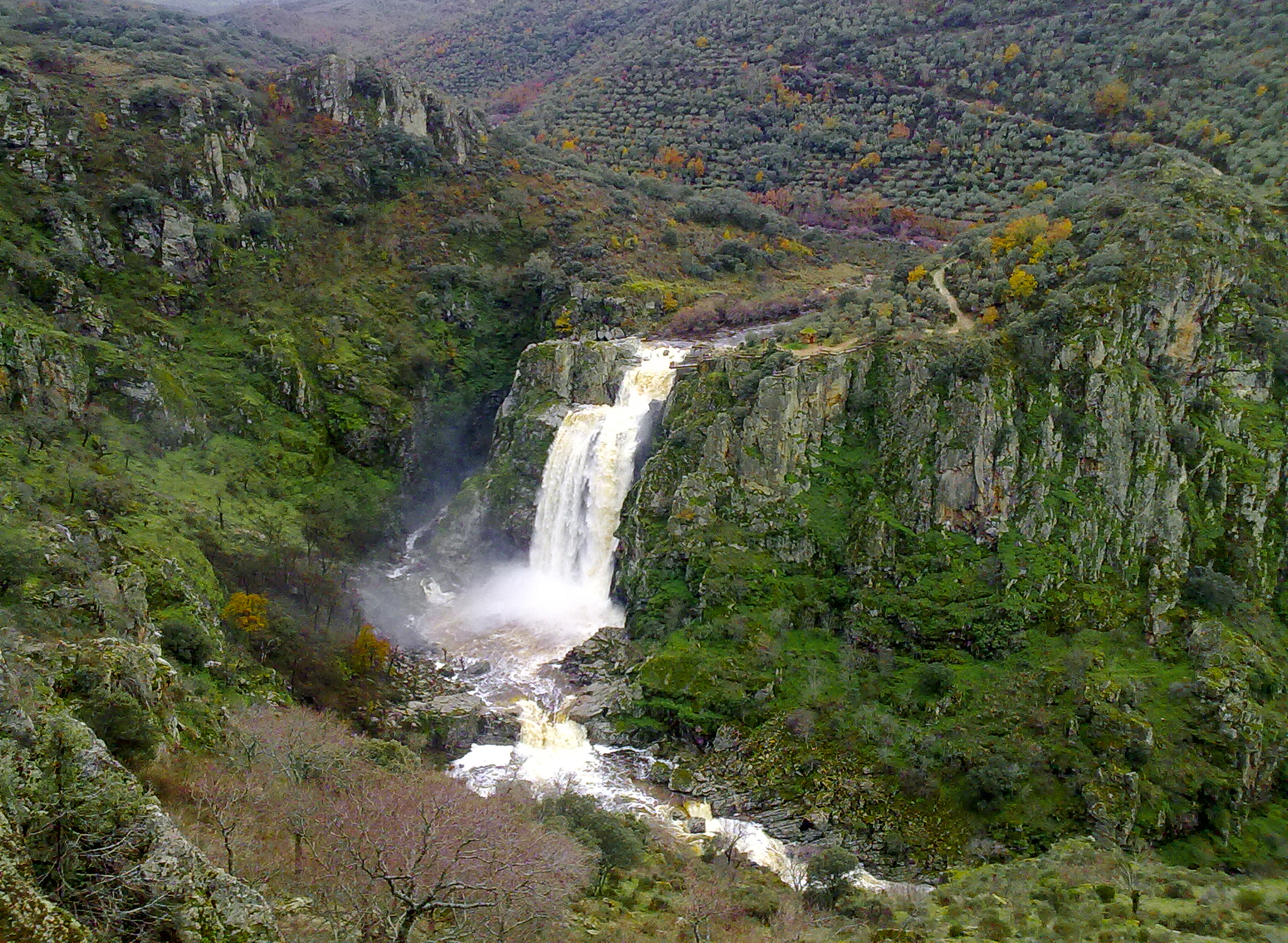
El Pozo de los Humos, en las arribes del río de las Uces, cerca de Masueco y Pereña, provincia de Salamanca

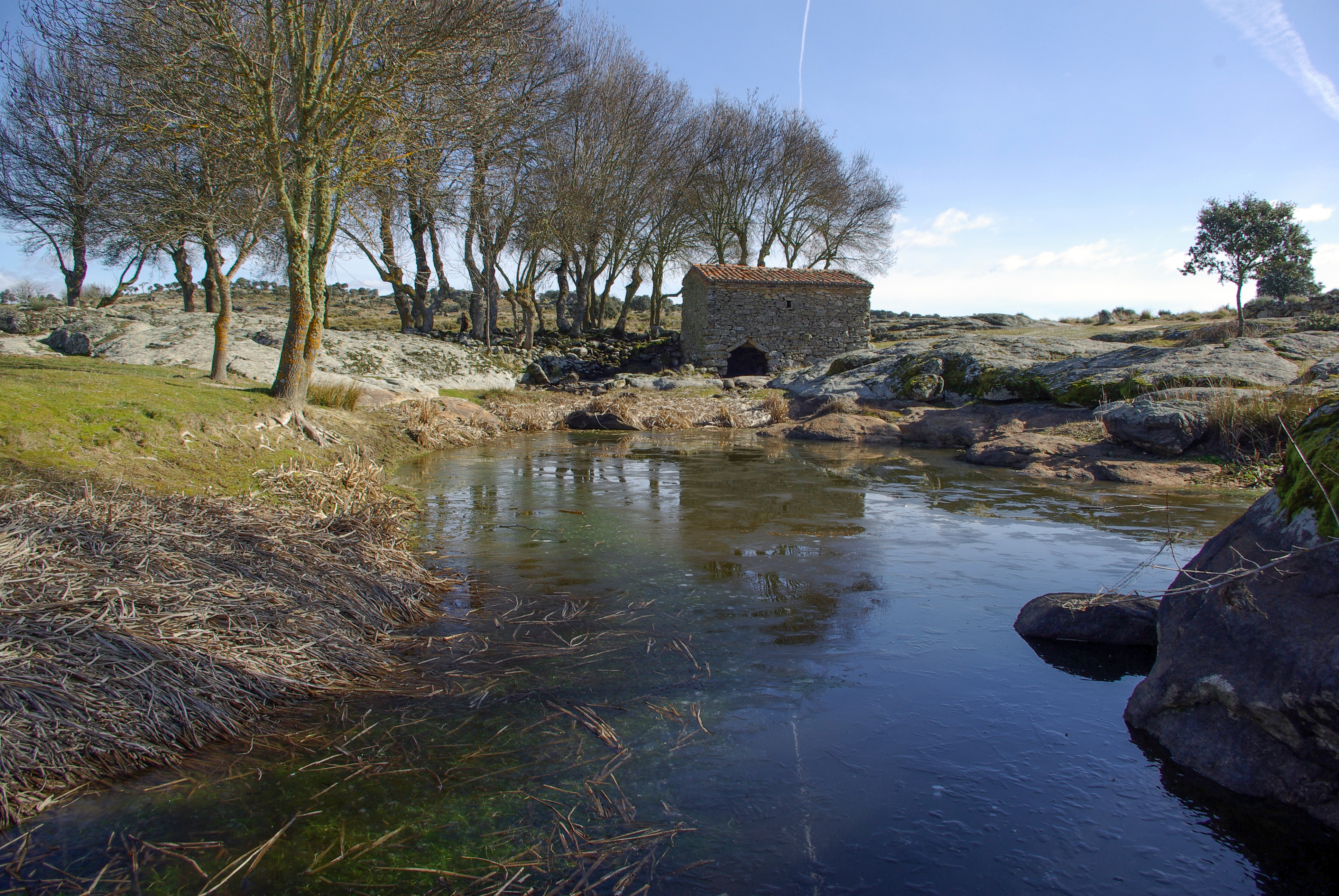
Molino de agua o aceña junto al arroyo de la Mimbre, en Badilla. Forma parte de la ruta circular de los molinos que enlaza los molinos Pachón, Carrizo, Cabildo, las ruinas de Valduzón y Matarranas

La actual geomorfología de este espacio natural protegido es fruto de una evolución que tuvo su origen en la orogenia hercínica, al final de la era Paleozoica (600-225 millones de años). Fue en esta época en la que se originaron los actuales granitos, pizarras y gneis de las arribes.
Durante el periodo Mesozoico (225-68 millones de años) y principios del Cenozoico (68-1,7 millones de años) se produjo la erosión de las cordilleras y las zonas más altas, hasta conformar la actual penillanura que posteriormente fue cubierta por sedimentos y seguidamente por el mar.
Por último, la orogenia alpina de mediados del terciario produjo un progresivo levantamiento del este de la península ibérica y su clara inclinación hacia el océano Atlántico. Este último suceso provocó que el Duero, al igual que otros ríos peninsulares, tuviera que abrirse camino en la penillanura, dando lugar con el tiempo al inmenso cañón de paredes, casi verticales, que conforman los arribes.

### Arribes
Los arribes se pueden definir como los valles que han producido la erosión milenaria de varios ríos. Existen arribes del Águeda, arribes del Duero, arribes del Esla, arribes del Huebra, arribes del Tormes y arribes del río de las Uces. Presentan una zona de depresión o de altitud más baja y otra de penillanura o de altitud más elevada. En algunos puntos existen desniveles de hasta 400 m de altitud entre las dos zonas. Los arribes son el conjunto de estas dos zonas. Los ríos discurren por la parte más baja, mientras que los asentamientos humanos suelen situarse sobre la penillanura o en la pendiente intermedia, las únicas excepciones son la portuguesa Barca de Alba y los españoles Salto de Aldeadávila, Salto de Castro y Salto de Saucelle.
Estas fuertes incisiones en el relieve han servido para señalizar claramente las fronteras internacionales, provinciales, comarcales y municipales.

#### Arribes del Duero
El Duero es el protagonista principal de la zona. Sus arribes son los más famosos. Estos comienzan entre los zamoranos términos municipales de Almaraz de Duero y Pereruela, y empiezan a suavizar su contorno en la zona de Saucelle hasta llegar a Barca de Alba. Desde la presa de Castro hasta su unión con el Águeda, todo su curso fluvial hace de frontera natural entre España y Portugal. En algunos de los tramos zamoranos y en la parte salmantina conocida como el corazón de las arribes, se pueden apreciar desniveles de hasta 400 m de altitud con respecto a la penillanura. El alto caudal del cauce del río a su paso por estas tierras es el más alto de su trayecto por España, gracias al largo recorrido, la pluviosidad de la zona y el aporte de las aguas de sus afluentes Águeda, Esla, Huebra, Tormes y el río de las Uces.
El Duero siempre ha sido navegable en todo su tramo portugués desde Barca de Alba hasta Oporto, pero ahora también lo es a su paso por los arribes debido a que se encuentra embalsado en Aldeadávila, Bemposta, Castro, Miranda, Picote, Saucelle y Villalcampo. Por ello, para este fin se han ido construyendo el muelle de Barca de Alba, el muelle de La Barca en Vilvestre, el muelle de la playa de la Congida en Freixo de Espada à Cinta, el muelle de Miranda do Douro, el muelle de la playa del Rostro en Corporario y el muelle de Vega Terrón en La Fregeneda. Todos ellos se utilizan actualmente para realizar cruceros turísticos.
Actualmente la única forma de atravesar los arribes del Duero de España a Portugal es por las carreteras de las presas de Bemposta, Miranda y Saucelle. 
El ayuntamiento salmantino de Masueco está pidiendo desde hace años la construcción de un puente internacional que una este municipio con la localidad portuguesa de Ventozelo. Según el consistorio esta infraestructura posibilitaría un importante desarrollo y crecimiento económico transfronterizo en toda la zona.
El tramo que no hace de frontera natural entre España y Portugal se puede cruzar por el puente de Requejo. Une las localidades zamoranas de Villadepera y Pino. Antes de su construcción las comarcas de Sayago y Aliste estaban incomunicadas. También es posible cruzar este tramo por la presa de Villalcampo.

Baja el Duero por tierra de Zamora, tendido en la llanada y espaciándose por ella, mas al ir a entrar en la provincia de Salamanca, dividiendo a esta de Portugal, hacia donde le rinde el Tormes sus aguas, entre Fermoselle y Villarino, se mete en las entrañas de la meseta castellana para ir a entrar en tierra portuguesa. Resquebrájase la meseta en hondos desgarrones, mostrando al descubierto sus berroqueñas entrañas, pedernosos cimientos de la ceñuda tablada de Castilla. El agua terca, que talla las rocas gota a gota a con secular trabajo, ha ido carcomiendo su peñascoso lecho y buscando salida entre esguinces y revueltas. A la distancia nadie adivina el hondo tajo por donde el Duero corre; la ondulante llanada parece ir a perderse suavemente y sin solución alguna de continuidad en las estribaciones de la sierra de la Estrella, que cierran, hacia Portugal, el horizonte. En uno de los repliegues de ese terreno se ocultan los hondos tajos, las encrespadas gargantas, los imponente cuchillos, los erguidos esfayaderos, bajo los cuales, allá, en lo hondo, vive y corre el Duero, ya espumarajeando las rocas que aún no han cedido a su tozuda labra, ya despenándose en desniveles, ya parándose un momento a descansar en angostos remansos, ya, por fin, zumbando bajos los peñascos en las espundias. A trechos las paredes y escotaduras del tajo se adulciguan, y se tienden las pendientes para recibir, sobre revestimiento de tierra, vegetación bravía y cuidados de cultivo. A estos declives que bajan al río se les llama arribes en toda la ribera, es decir, en la región toda salamanquina que bordea el Duero y afronta Portugal.
Por Tierras de Portugal y España (1911), Miguel de Unamuno.

#### Arribes del Águeda
El Águeda empieza a encajonarse en la zona donde se encuentra su puente de los franceses, que une los términos municipales de Puerto Seguro y San Felices de los Gallegos. Es el único punto por el que se pueden cruzar las arribes del Águeda junto con el puente internacional situado exactamente en el lugar donde se entrega al Duero, que une el muelle de Vega Terrón con la aldea portuguesa de Barca de Alba.
En este punto también se sitúa la ruta senderista del Camino de Hierro de La Fregeneda. Desde este lugar hasta La Bouza, todo el curso fluvial del río hace de frontera natural entre España y Portugal. El resto del curso del río en esta zona de arribes hace de límite fronterizo natural entre las comarcas salmantinas del Campo de Argañán y El Abadengo.

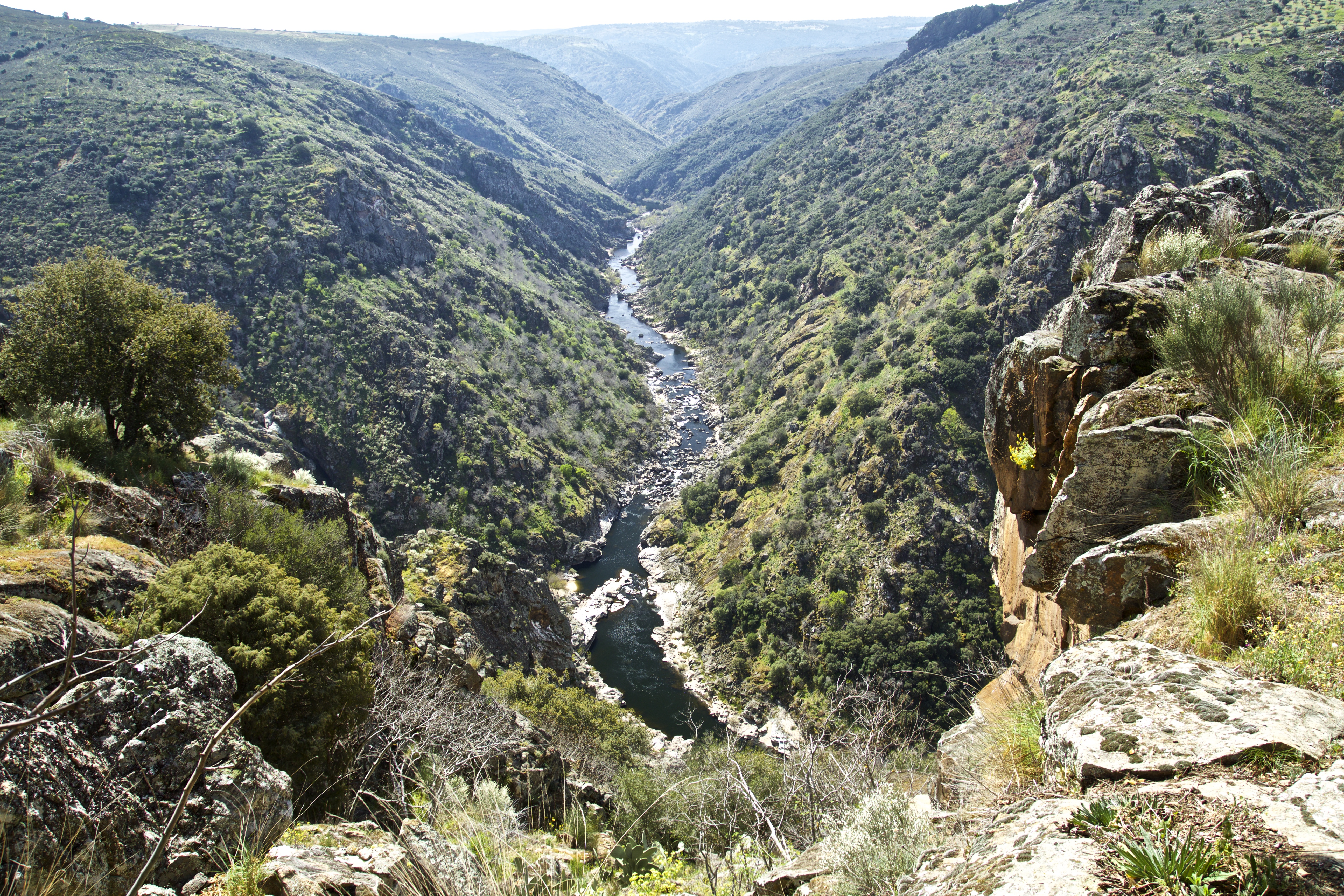
Arribes del Águeda
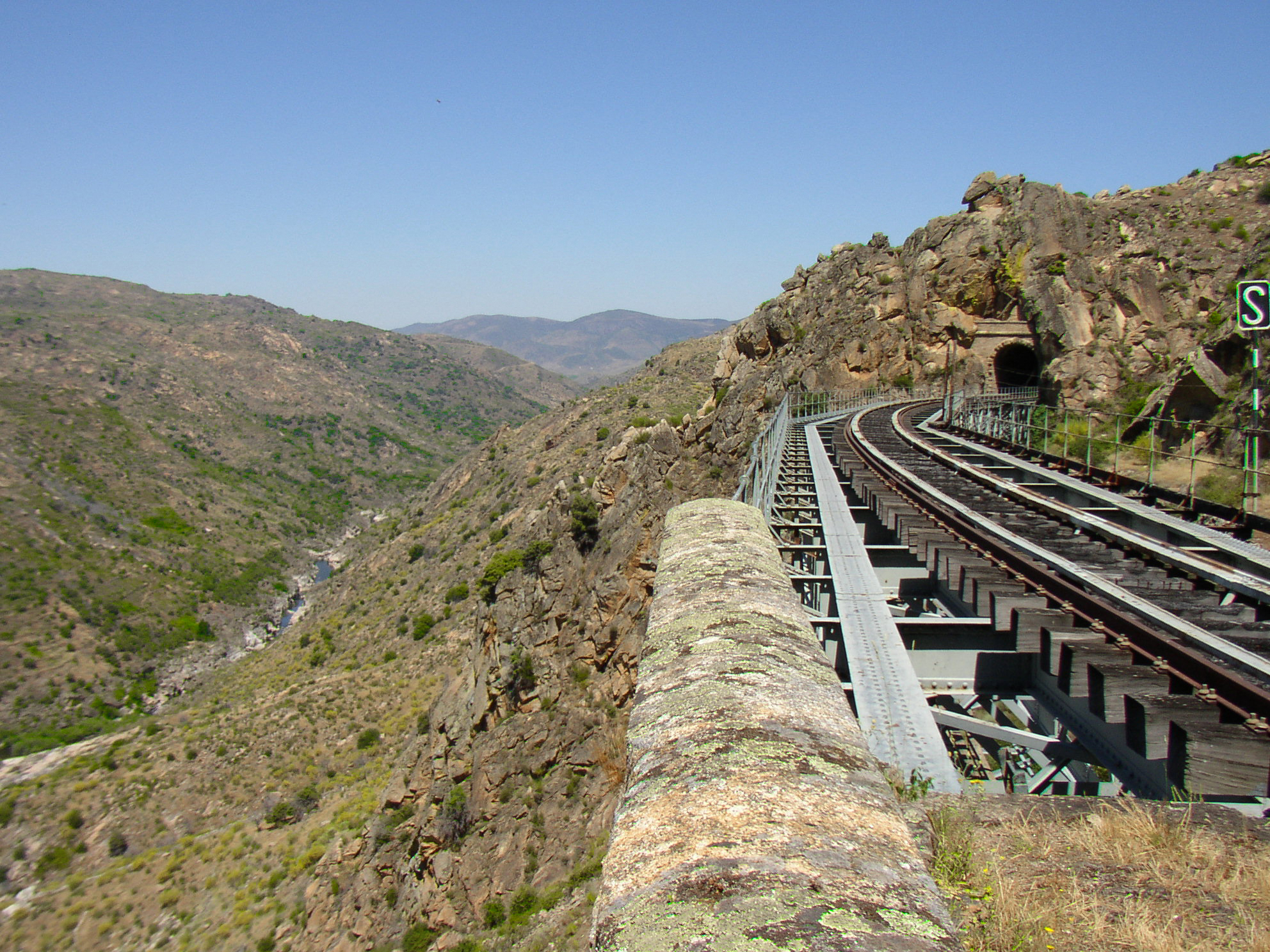
Camino de Hierro de La Fregeneda
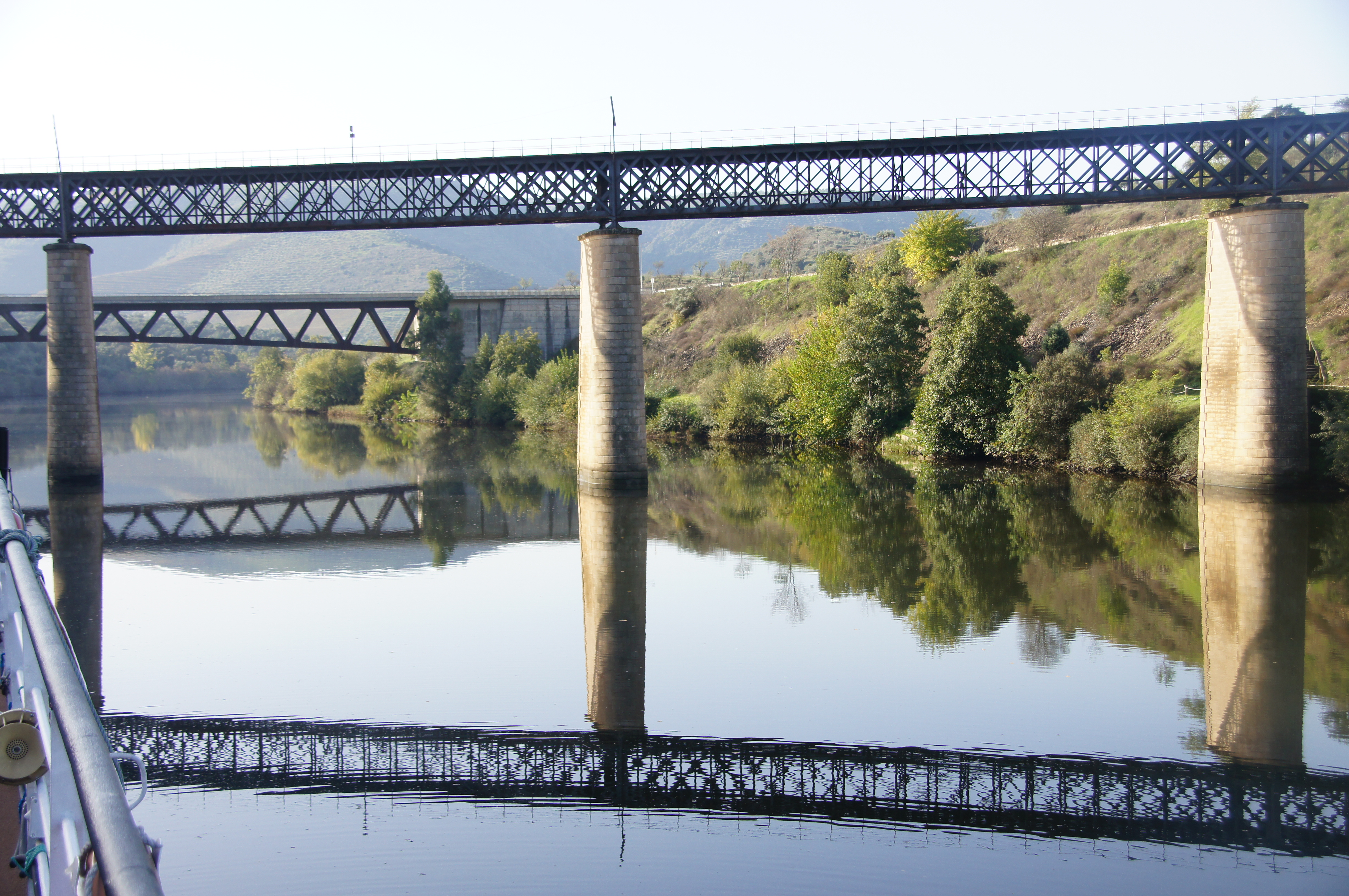
Puentes del ferrocarril y de la CL-517
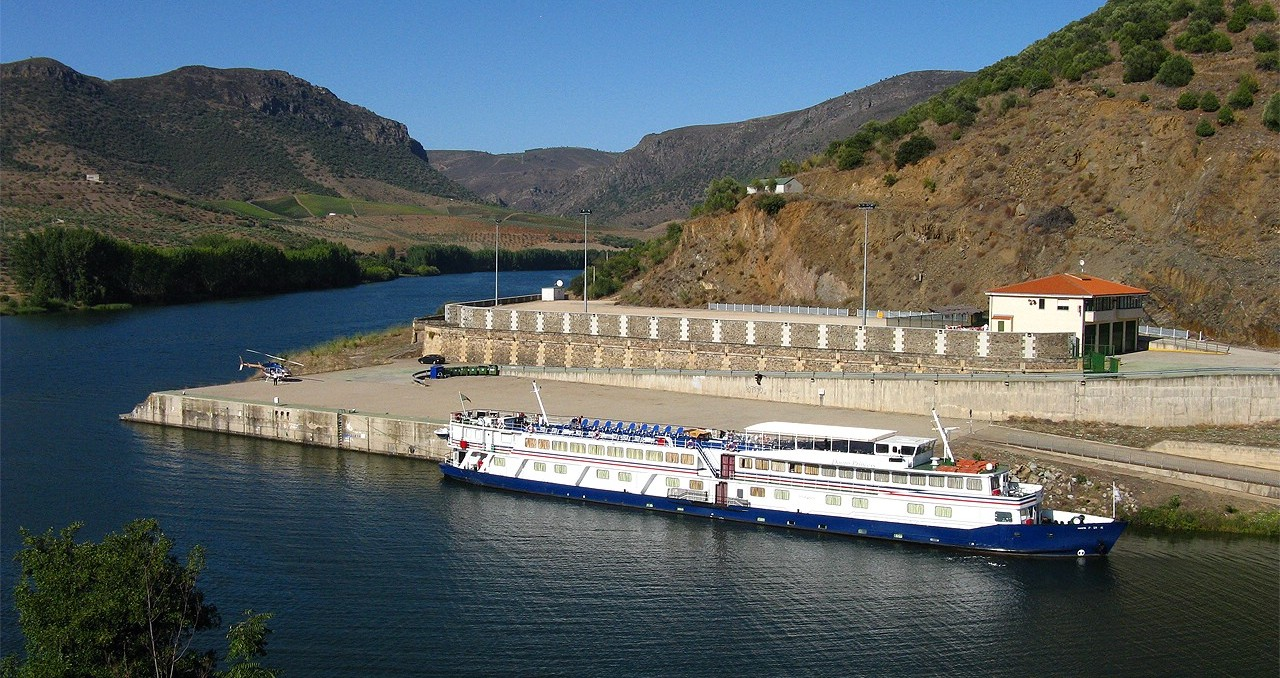
Desembocadura junto al Muelle de Vega Terrón

#### Arribes del Esla
El Esla presenta sus arribes visibles en el tramo comprendido entre la presa de Ricobayo y su desembocadura en el Duero, entre los términos de Villalcampo y Villaseco del Pan. Parte del paisaje arribeño se encuentra anegado tras la construcción del embalse de dicha presa. No obstante, todavía existen parajes elevados desde los que se obtienen buenas panorámicas de las aguas embalsadas, como es el caso del mirador del Cueto Víboras (823 m s. n. m.).

#### Arribes del Huebra

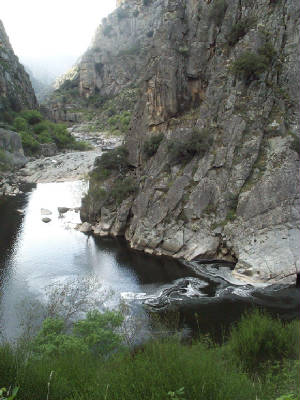
Arribes del Huebra

Las arribes del Huebra comienzan entre los términos municipales de Cerralbo y Saldeana. Desde esta zona hasta Barruecopardo incluido todo el curso fluvial del río hace de límite fronterizo natural entre las comarcas salmantinas de La Ramajería y El Abadengo. La única forma de cruzar las arribes del Huebra en esta parte es por el puente Resbala, que une la localidad de Saldeana con las de Bermellar y Cerralbo. En algunos municipios el Huebra también es conocido como Yeltes, que es otro río distinto, aunque siempre ha existido cierta confusión sobre cuál de los dos es el que da nombre al trayecto en el que se unen hasta el Duero. Desde el término municipal de Barruecopardo hasta su unión con el Duero los arribes del Huebra solo se pueden atravesar por el puerto de la molinera y por el puente situado inmediatamente antes de su desembocadura, muy cerca del poblado del Salto de Saucelle. En esta parte más noroeste todo el curso fluvial del río hace de límite fronterizo natural entre las comarcas salmantinas de La Ribera y El Abadengo.
El Camaces es un pequeño afluente del Huebra que se une a él en esta zona de arribes dando lugar a la cascada conocida como Cachón del Camaces.

#### Arribes del Tormes
Los arribes del Tormes, o cañón del Tormes, comienza tras el territorio anegado por las aguas del embalse de Almendra y continúan durante 17,6 km en dirección este-oeste, separando las provincias de Zamora y Salamanca, hasta la desembocadura del Tormes en el tramo internacional del río Duero. El lugar donde confluyen los dos ríos se conoce como paraje de Ambasaguas o Las Dos Aguas. Este tramo de arribes, se encuentra situado entre el municipio zamorano de Fermoselle y el municipio salmantino de Villarino de los Aires. Para atravesar los arribes en esta zona, se puede optar por utilizar la presa de Almendra o el puente de San Lorenzo, esta última infraestructura une la localidad zamorana de Fermoselle y la localidad salmantina de Trabanca por el puerto conocido como La Cicutina.

#### Arribes del río de las Uces
El río de las Uces es conocido por dar lugar a la cascada del Pozo de los Humos. El accidente geográfico en el que se sitúa es el lugar en el que da comienzo la zona de las arribes del río de las Uces. Desde este punto hasta desembocar en el Duero, todo su curso fluvial está encajonado y hace de límite natural entre los municipios de Masueco y Pereña de la Ribera. Por las arribes de su margen izquierda se puede observar un pequeño riachuelo afluente del río de las Uces que da lugar a la cascada del Pozo de los Lirios.

### Hidrografía
La red hidrográfica de las arribes viene marcada de manera vertebral por el río Duero, siendo sus afluentes más importantes el Águeda, el Esla, el Huebra, el Tormes y el río de las Uces. A su vez, existen numerosas riveras, arroyos y regatos estacionales que rinden sus aguas a los anteriores y sobre los que se asientan tradicionales puentes y molinos. Sus máximas crecidas se producen entre los meses de enero y abril, especialmente en el de marzo, mes en el que se pueden observar en su máximo esplendor las numerosas cascadas, siendo la del Pozo de los Humos la más grande y famosa.
Otras cascadas menos conocidas son las de Rupurupay en Aldeadávila, las Lastras de Aguas Bravas en Fariza, el Cachón de Peñavela, las cascadas de La Cicutina y La Escalá en Fermoselle, el Cachón del Camaces en Hinojosa, la Cascada del Pinero en Masueco, las de Abelón en Moral de Sayago, el Pozo Airón en Pereña, el Cachón de Carranzo en Saucelle, el Cachón del Berrido y Cachón de la Diabla en Sobradillo y la cascada del Desgalgadero en Villarino.

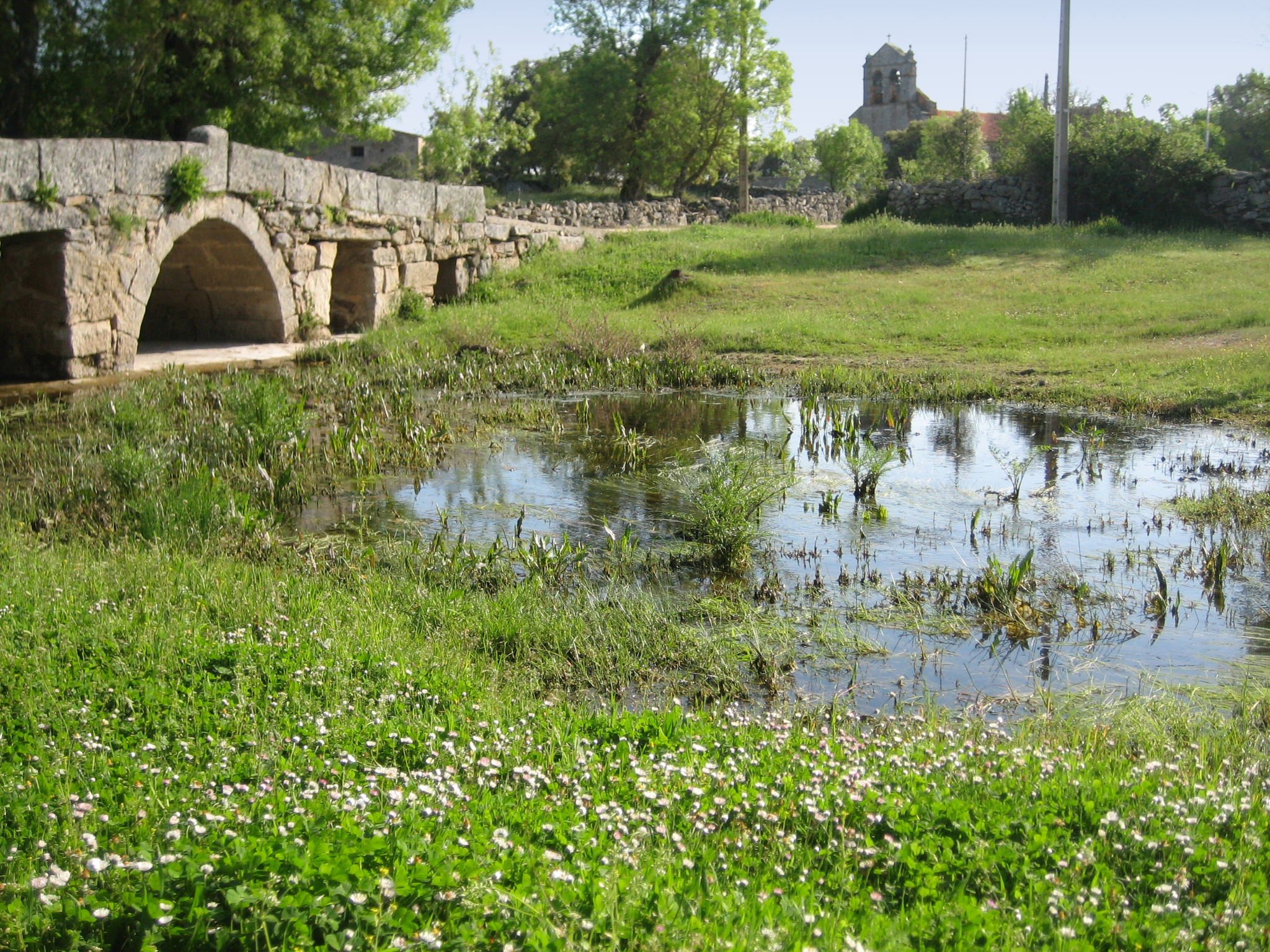
Puente y rivera de Tudera
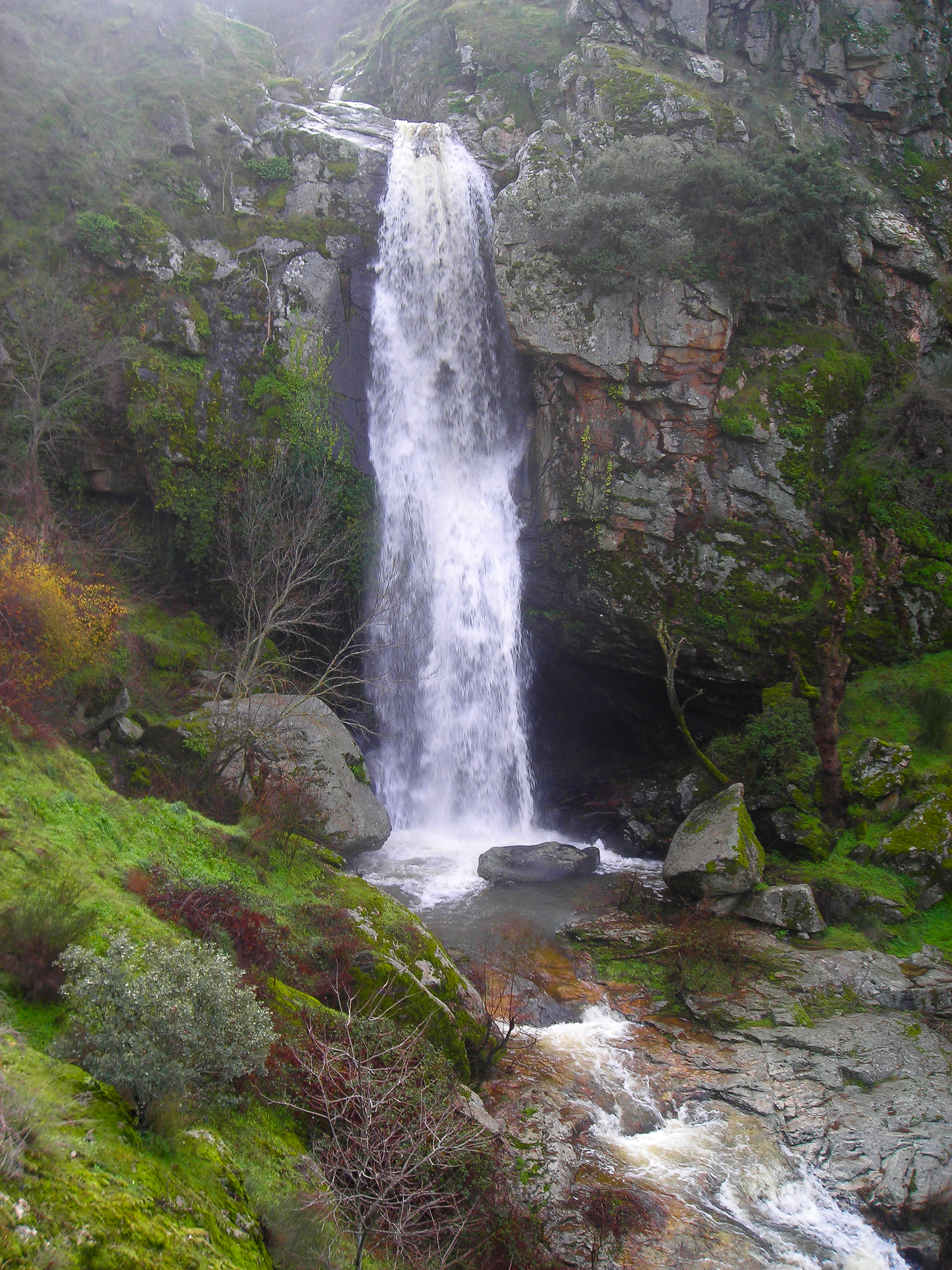
Pozo Airón
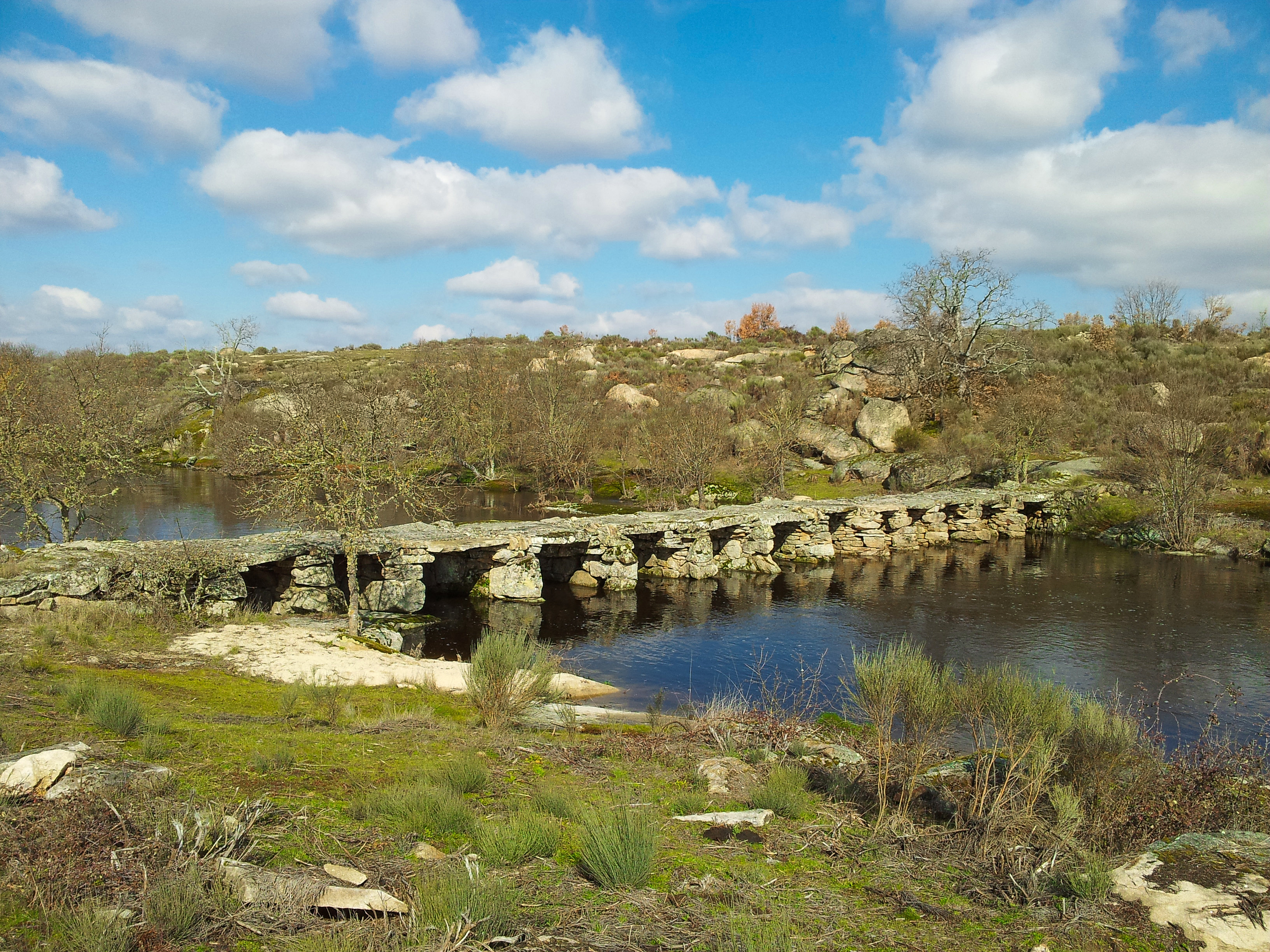
La puente de Cabeza del Caballo
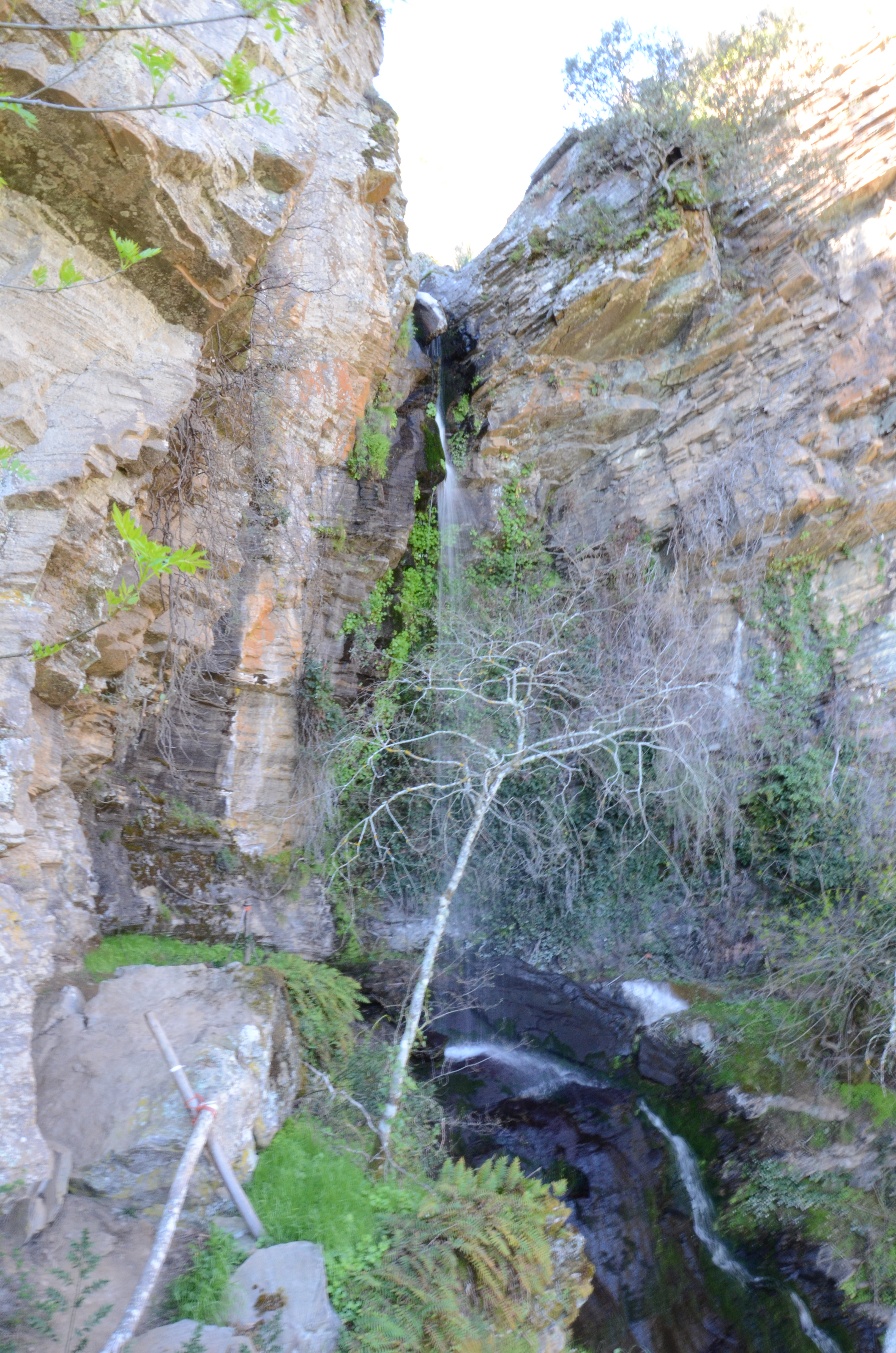
Pozo de los Lirios
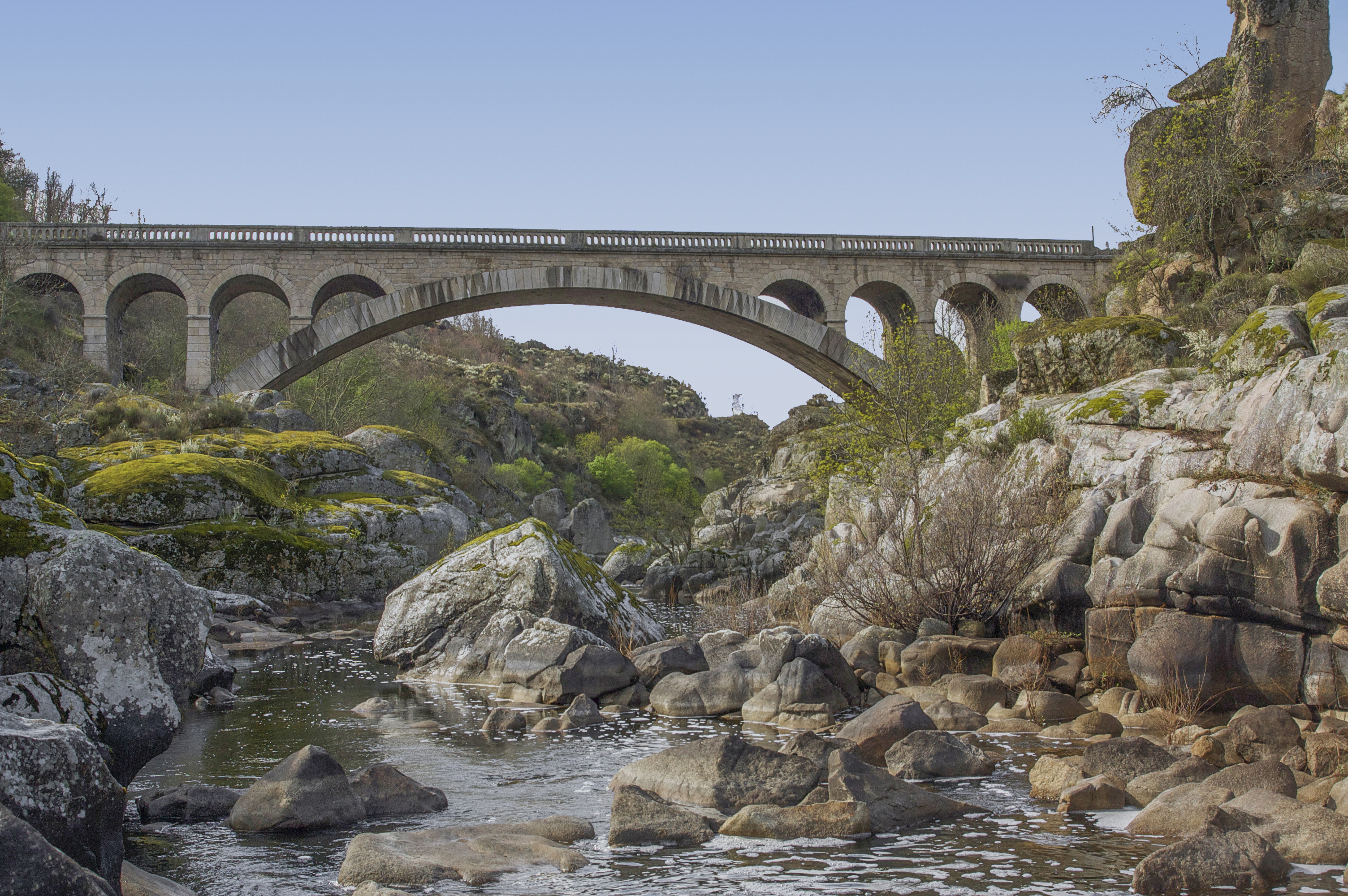
Puente Resbala, Saldeana
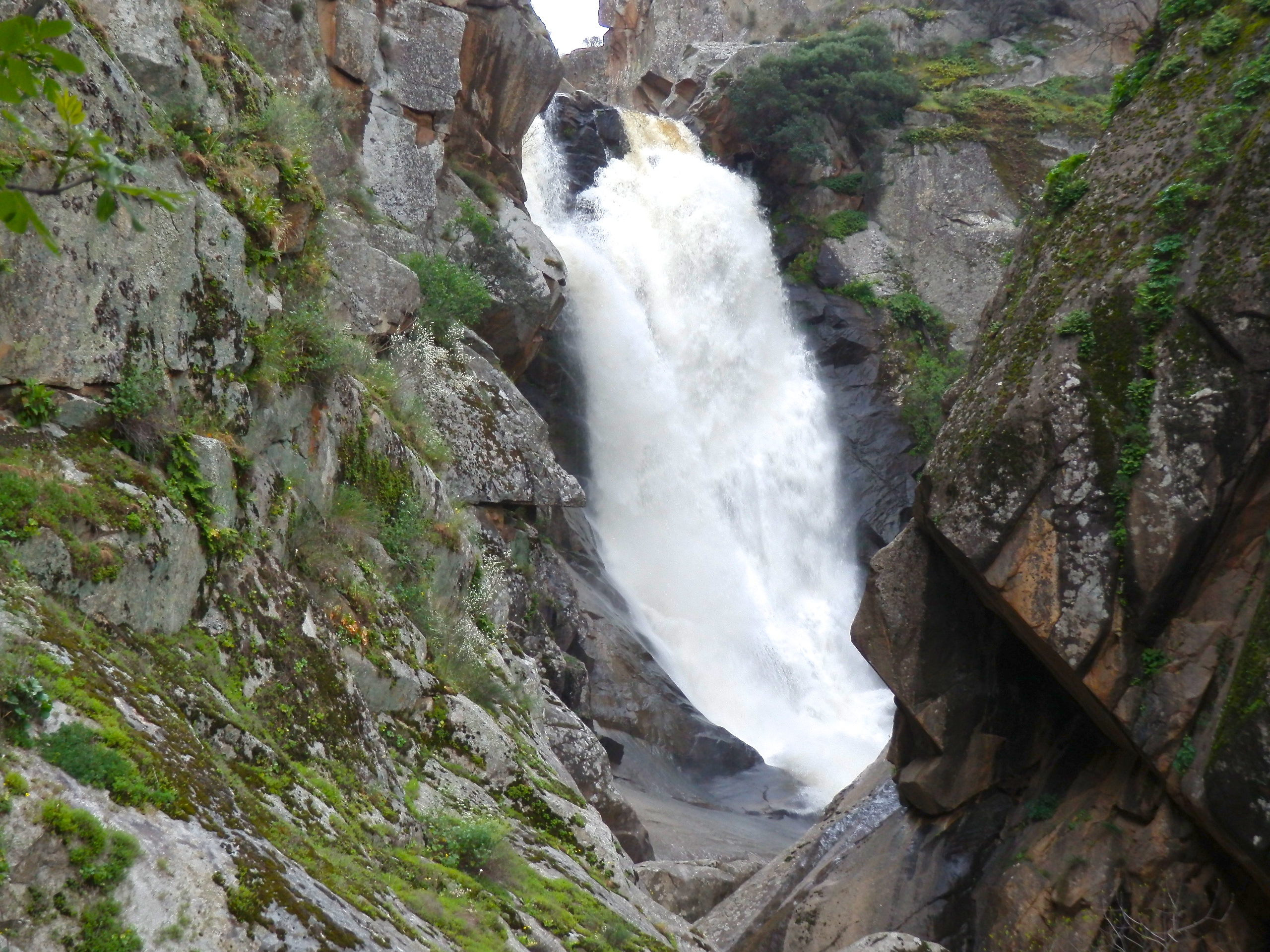
Cachón del Camaces
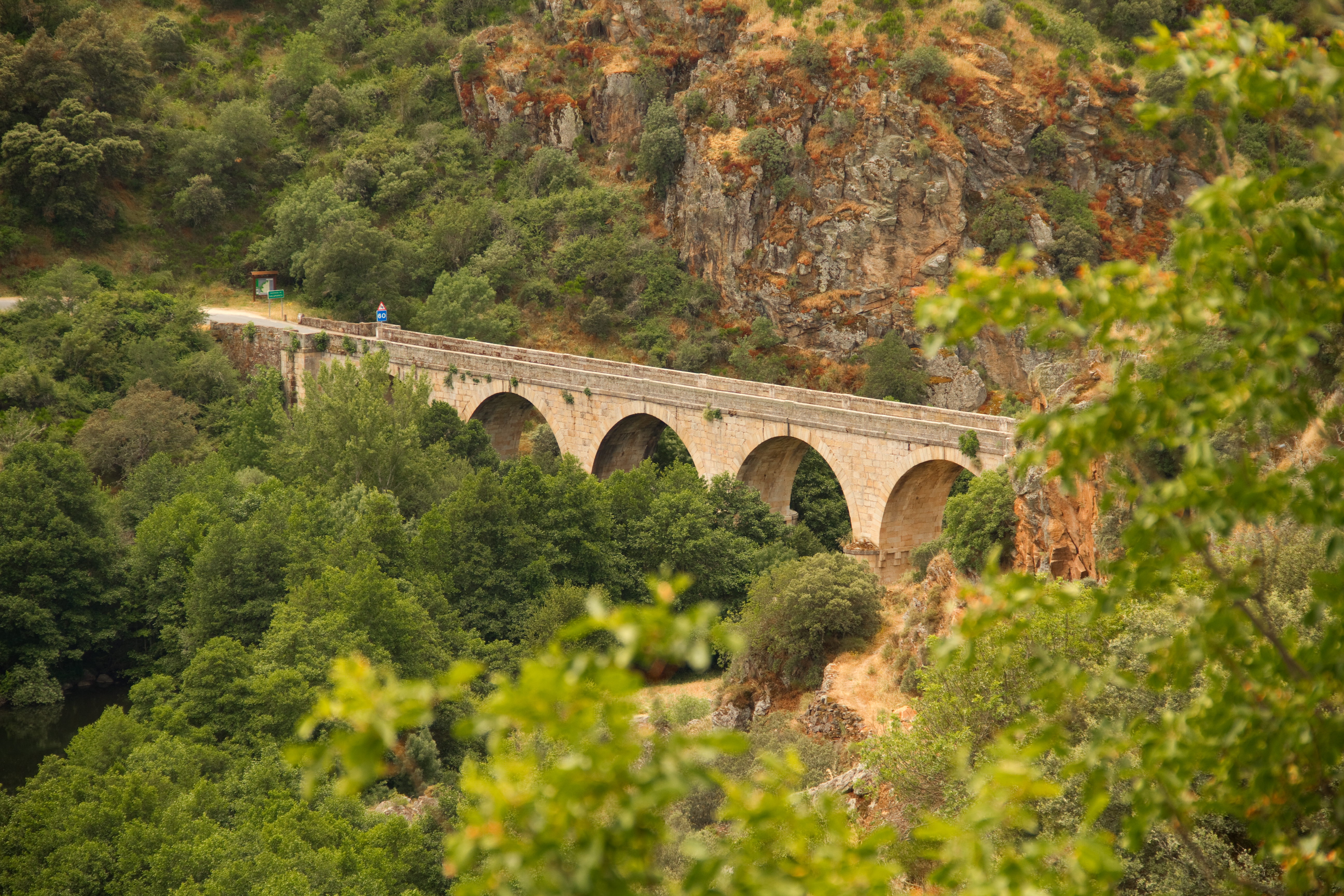
Puente de San Lorenzo sobre el Tormes

### Clima
Las arribes constituyen una geografía a salvo del viento y más expuesta al sol debido a su menor altitud. Por ello, existen dos climas.
En las zonas de valle se puede disfrutar de un microclima mediterráneo que suaviza las temperaturas, mientras que en las zonas de penillanura, se puede observar ya el clima continental propio de la penillanura zamorano-salmantina, donde los inviernos son más fríos y acusados. En Mieza, situada a 646 m de altura, se registran 12,2 °C de temperatura media anual mientras que en la presa de Saucelle, situada a 116 m de altura, se registran 17,1 °C. Como comparativa, indicar por ejemplo que la temperatura media anual de Valencia es de 16,9 °C.
La latitud también influye en el contraste climático. En el observatorio del Salto de Castro (situado en la parte más septentrional de Arribes) se registran 12,9 °C de temperatura media anual mientras que en el observatorio de la presa de Saucelle (el más meridional de Arribes) se registran 17,1 °C.
La peculiaridad de la orografía de esta zona conlleva también una peculiaridad climática en ella. En los arribes existen dos tipos de clima. En la parte más baja de ellos impera un clima mediterráneo típico más propio de zonas como el levante español, es decir, en las arribes las temperaturas invernales no son tan bajas, por tanto las heladas no son frecuentes y en ellas es posible el cultivo de vegetación termófila. En la parte más alta se presenta ya el clima mediterráneo continentalizado propio de la penillanura zamorano-salmantina. Los factores que influyen en este contraste climático son la geografía, la altitud y la latitud.

#### Temperatura
Los inviernos duran aproximadamente dos meses en las proximidades del río ya que en esta zona se da un microclima mediterráneo más suave y húmedo. Esto se debe a que los valles están a salvo del viento y más expuestos al sol. En las zonas colindantes de la penillanura se prolongan durante tres meses más al presentarse una climatología ya más fría y seca, propia del clima mediterráneo continentalizado. Las temperaturas medias del mes más gélido (enero o diciembre), están en torno a 8°C en las zonas de valle, mientras que en las zonas de mayor altitud rondan los 4°C. La diferencia más notable entre ambas zonas son las heladas, prácticamente inexistentes en los valles. Esto posibilita el cultivo de olivos, vides, almendros y naranjos, que no son habituales en la meseta.
Datos mensuales y anuales de temperatura media
|                              | Enero | Febrero | Marzo  | Abril  | Mayo   | Junio  | Julio  | Agosto | Septiembre | Octubre | Noviembre | Diciembre | Año    |
| Presa de Almendra (765 m)    | 4,3°C | 5,7°C   | 7,0°C  | 9,7°C  | 12,7°C | 17,4°C | 21,3°C | 20,8°C | 17,9°C     | 12,8°C  | 8,0°C     | 3,9°C     | 11,9°C |
| Presa de Castro (540 m)      | 3,9°C | 6,0°C   | 7,8°C  | 11,2°C | 14,5°C | 19,4°C | 23,3°C | 22,7°C | 19,3°C     | 13,9°C  | 7,8°C     | 4,5°C     | 12,9°C |
| Mieza de la Ribera (646 m)   | 4,1°C | 5,1°C   | 8,6°C  | 10,8°C | 14,5°C | 18,4°C | 21,3°C | 20,7°C | 17,7°C     | 12,6°C  | 7,7°C     | 4,8°C     | 12,2°C |
| Presa de Aldeadávila (220 m) | 6,7°C | 8,3°C   | 10,5°C | 13,6°C | 17,7°C | 22,0°C | 26,0°C | 25,6°C | 22,4°C     | 16,7°C  | 10,5°C    | 6,7°C     | 15,5°C |
| Presa de Saucelle (116 m)    | 8,4°C | 10,1°C  | 12,3°C | 15,1°C | 19,1°C | 23,6°C | 27,0°C | 27,1°C | 24,0°C     | 18,5°C  | 12,2°C    | 8,5°C     | 17,1°C |

#### Precipitaciones
Las precipitaciones se distribuyen de forma muy irregular por toda la zona. El observatorio que registra un mayor volumen de ellas es el de Mieza, donde se obtienen 728,2 mm anuales, mientras que el observatorio que registra un menor volumen de ellas se encuentra a menos de 30 km del de Mieza. Es el de Hinojosa de Duero, donde se obtienen 512,5 mm anuales. En términos generales, las precipitaciones son más abundantes al norte. En casi toda la zona zamorana los datos están más cercanos a los 700 mm mientras que en casi toda la zona salmantina los datos están más cercanos a los 600 mm.
Datos mensuales y anuales de precipitación media
|                           | Enero    | Febrero | Marzo   | Abril   | Mayo    | Junio   | Julio   | Agosto  | Septiembre | Octubre | Noviembre | Diciembre | Año      |
| La Fregeneda              | 71,8 mm  | 80,0 mm | 58,4 mm | 48,9 mm | 56,1 mm | 41,7 mm | 19,0 mm | 12,5 mm | 34,4 mm    | 58,6 mm | 61,7 mm   | 59,8 mm   | 602,9 mm |
| Presa de Saucelle         | 72,4 mm  | 69,9 mm | 49,3 mm | 43,7 mm | 43,1 mm | 34,6 mm | 13,0 mm | 12,1 mm | 30,8 mm    | 56,9 mm | 57,8 mm   | 53,9 mm   | 537,5 mm |
| Hinojosa de Duero         | 85,0 mm  | 65,9 mm | 32,1 mm | 42,7 mm | 52,4 mm | 39,1 mm | 22,5 mm | 9,8 mm  | 31,4 mm    | 49,8 mm | 46,5 mm   | 35,3 mm   | 512,5 mm |
| Presa de Aldeadávila      | 94,7 mm  | 87,8 mm | 64,9 mm | 46,1 mm | 58,2 mm | 36,5 mm | 14,5 mm | 11,4 mm | 36,0 mm    | 70,3 mm | 81,7 mm   | 69,0 mm   | 671,1 mm |
| Mieza de la Ribera        | 111,9 mm | 83,9 mm | 66,8 mm | 55,3 mm | 67,3 mm | 43,4 mm | 13,4 mm | 13,8 mm | 41,4 mm    | 76,5 mm | 71,4 mm   | 83,9 mm   | 728,2 mm |
| Fermoselle                | 79,3 mm  | 82,2 mm | 59,0 mm | 51,5 mm | 53,7 mm | 47,4 mm | 20,1 mm | 15,1 mm | 39,4 mm    | 68,5 mm | 72,5 mm   | 71,7 mm   | 660,4 mm |
| Presa de Almendra         | 90,3 mm  | 86,9 mm | 50,0 mm | 48,7 mm | 63,5 mm | 51,2 mm | 14,4 mm | 14,7 mm | 27,4 mm    | 47,7 mm | 57,8 mm   | 60,8 mm   | 613,4 mm |
| Fariza de Sayago          | 102,9 mm | 89,8 mm | 43,0 mm | 48,7 mm | 57,9 mm | 55,1 mm | 19,3 mm | 16,6 mm | 26,5 mm    | 52,8 mm | 54,9 mm   | 66,4 mm   | 633,9 mm |
| Presa de Castro           | 86,6 mm  | 79,7 mm | 66,4 mm | 47,4 mm | 49,7 mm | 41,2 mm | 15,8 mm | 17,3 mm | 39,1 mm    | 62,8 mm | 72,2 mm   | 81,3 mm   | 659,5 mm |
| Villardiegua de la Ribera | 93,3 mm  | 94,4 mm | 52,1 mm | 51,8 mm | 64,1 mm | 51,7 mm | 15,4 mm | 15,5 mm | 26,6 mm    | 58,3 mm | 61,8 mm   | 65,3 mm   | 650,3 mm |

## Historia y vestigios
Estas tierras han estado habitadas desde hace mucho tiempo aunque en la actualidad la pérdida de población es uno de sus grandes problemas.
Las arribes están situadas al margen de las principales vías de comunicación, sin embargo este hecho no dificultó su poblamiento desde tiempos remotos, jugando incluso un papel notable en determinadas épocas. Los historiadores y arqueólogos nos muestran una continua sucesión y superposición de culturas que con el tiempo han forjado el carácter de este territorio y de sus gentes.

### Culturas prehistóricas

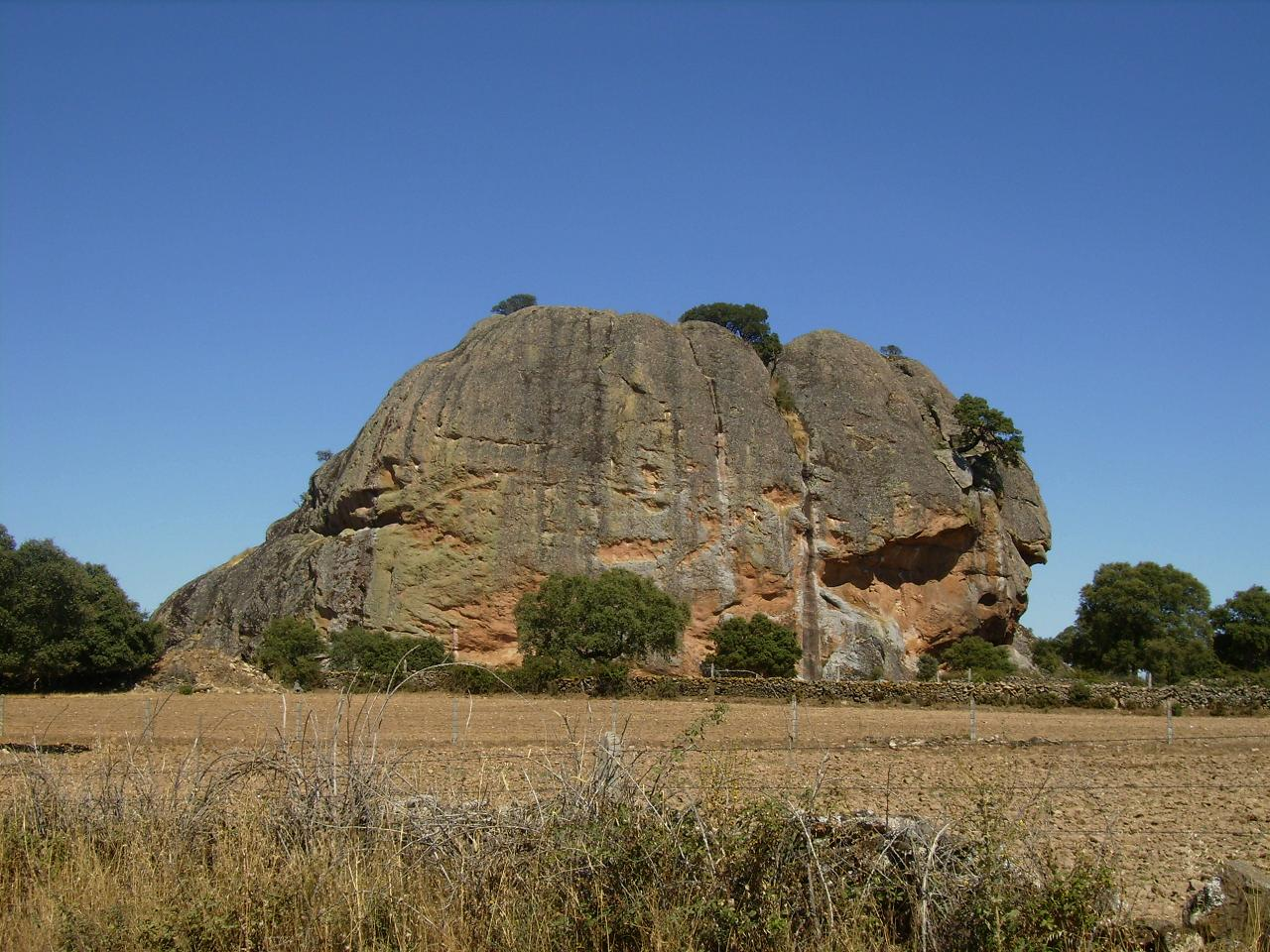
La Peña Gorda, en La Peña, es uno de los principales santuarios rupestres prehistóricos de la zona

Los primeros indicios de poblamiento datan del Paleolítico. El terreno granítico de estas tierras no dio lugar a cuevas y son escasos los refugios naturales, que se reducen a los llamados «palambrios» o «palombreras» (piedra caballera), «sollapas» o «sopallas» o «solapos» (peñas en forma de visera), «rachizos» a los que se dotó de paredes de piedra y cubiertas de ramaje, y a pequeñas oquedades de origen geodinámico (fracturas o fallas) o erosivo como los del Risco en Bermellar, de la Fisga del Diablo en Fariza, del Buraco del Diablo y las Cachas del Culo en Fermoselle, la Casa del Grelo en Mámoles, la Palla Rubia en Pereña y Valcuevo en Torregamones.
Son herencias megalíticas los desaparecidos dólmenes que se situaban junto a la ermita de la Virgen del Castillo en Fariza o los del Prado Polo y del Lumbo de Valdesancho en Lumbrales. Otros dólmenes que sí han perdurado son el de Navalito en Lumbrales y el situado en el pago de La Veiga de Torregamones.
Los primeros asentamientos del Neolítico se diferenciaron poco de los habitáculos del paleolítico. Con el tiempo se desarrollaron los primeros poblados o aldeas, en los que la vivienda se construye de forma redondeada, siguiendo el sistema más fácil, a imagen de los actuales chiviteros, con un muro circular y una cubierta vegetal que finalmente sería sustituida por una falsa bóveda de losas de piedra recubiertas de tierra y césped. A este tipo de vivienda nos remiten los rebajes de muchos de los asentamientos neolíticos, como el del Rincón de las Cabañas de Fermoselle, casi todos situados en las proximidades de los cursos fluviales.

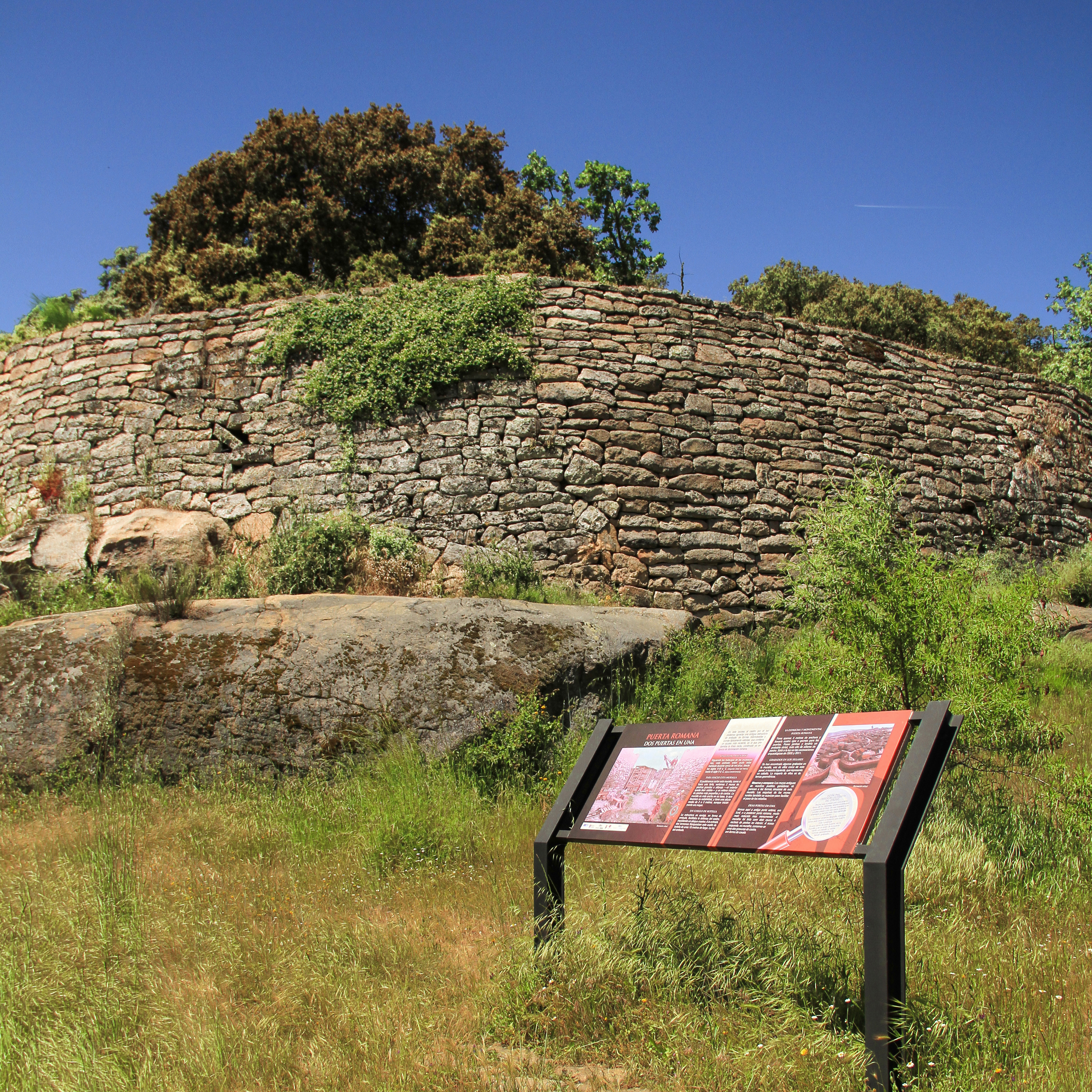
Las Merchanas, Lumbrales

Las muestras de arte rupestre son escasas, destacando entre ellas el yacimiento arqueológico del Castillo de Vilvestre de la Ribera, lugar en el que se hallaron pinturas rupestres y un taller neolítico que algunos expertos consideran el más importante de España. De esta época son también las hachas pulimentadas y pinturas rupestres (denominadas La Procesión) encontradas en la zona del Agua Santa en Saucelle de la Ribera.
Por toda la zona se establecían numerosos altares y santuarios rupestres en los que se daba culto a las divinidades de la naturaleza mediante ofrendas o cruentos sacrificios. Se ha constatado la existencia del santuario de la Peña del Gato en Argañín, el santuario de los monumentos sagrados de Peñatorre y de Peña del Moro en Castro de Alcañices, el santuario de la Virgen del Castillo en Fariza, el santuario de la Mesa de los Curas en La Fregeneda, el santuario de la Peña Gorda en La Peña, el santuario de Nuestra Señora del Castillo en Pereña de la Ribera, el santuario de Valdecadiella en Villalcampo, el santuario de la Peña del Ejido en Villar del Buey, el santuario de San Mamede en Villardiegua de la Ribera, el santuario del Teso de San Cristóbal en Villarino de los Aires y el santuario de El Castillo en Vilvestre de la Ribera.
Como hallazgos aislados se han encontrado una alabarda de la cultura campaniforme en Fariza y un hacha de talón del Bronce Final en Pino del Oro.

### La cultura celta

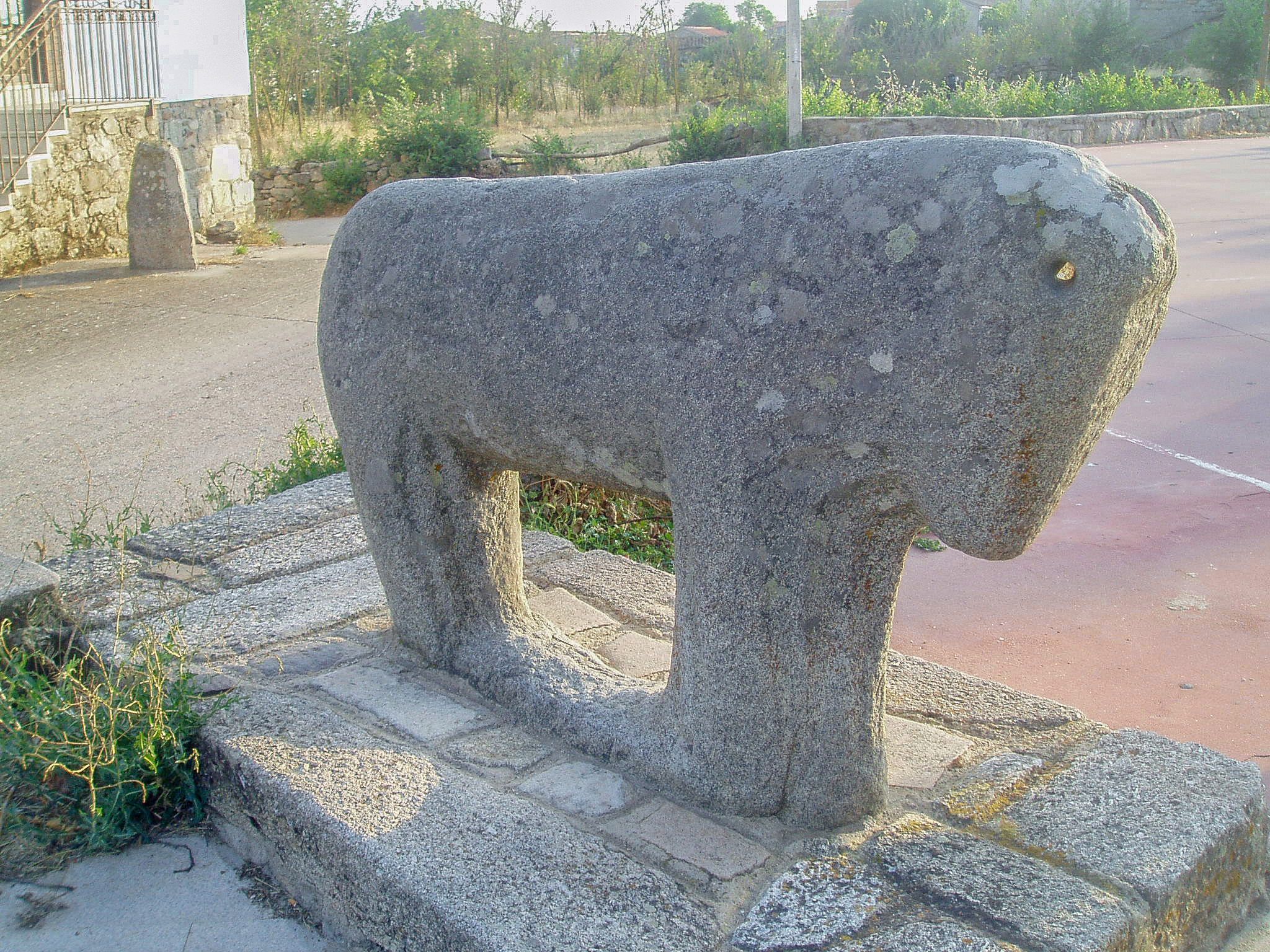
Mula vetona de Villardiegua

La cultura celta irrumpe en estas tierras hacia el primer milenio antes de Cristo. Los numerosos castros, verracos, estelas, fíbulas, broches, anillos y cerámicas encontrados nos remiten al pueblo vetón, aunque su presencia al norte del Tormes pudo ser compartida con otro pueblo celta, el vacceo.
El vestigio más representativo de los vetones son los verracos, unas esculturas de piedra con forma de toro que denotan la importancia del ganado en esta cultura. Se han encontrado uno en La Redonda, dos en Lumbrales, uno en Masueco, uno en San Felices de los Gallegos, seis en Villalcampo y cuatro en Villardiegua. Otro vestigio destacado son los castros, los poblados fortificados propios de la época celta. Existe constancia de su presencia en Barruecopardo (Castro de la Casa de Quiquín), en Bermellar (Castro del Castillo de Saldañuela), en el Teso del Dinero en Cerezal de Peñahorcada, en el cerro de la Ermita de Nuestra Señora del Castillo en Fariza, en el Castillo Moro de Fermoselle, en Hinojosa de Duero (Castro de Cabeza de Moncalvo), en Lumbrales (Castro de Las Merchanas), en el camino de Masueco a Corporario, en Moral de Sayago, en el cerro de la Ermita de Nuestra Señora del Castillo en Pereña de la Ribera, en Saldeana (Castro de El Castillo), en San Felices de los Gallegos (Castro de Castelmao), en Fuenteguinaldo (Castro de Irueña), en Gallegos de Argañán (Castro de El Castillo o La Plaza), en Villalcampo (Castro de Santiago), en Villardiegua (Castro de San Mamede), en Zamarra (Castro de Lerilla), y en el Teso de San Cristóbal de Villarino de los Aires.

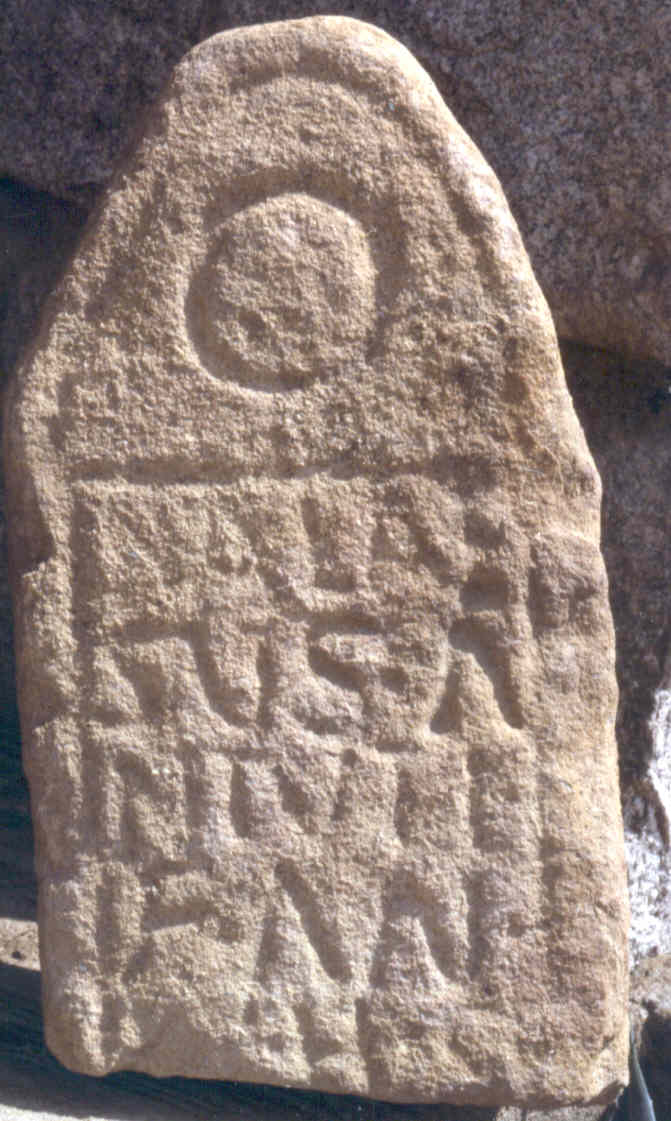
Inscripción funeraria romana encontrada en Hinojosa

### La dominación romana
Las calzadas romanas es uno de los legados más característicos del imperio romano. Por el norte existía la que unía Zamora con Pereruela, donde se dividía en la calzada mirandesa y la que se dirigía a Fermoselle, en ambos casos atravesando los arribes. También son testimonio de esta época la multitud de estelas o inscripciones diseminadas a lo largo de todo el territorio. Un ejemplo de ellas son las de Barruecopardo, Fariza, Hinojosa, Moral de Sayago, Pino del Oro y Villalcampo. Se caracterizan por sus decoraciones curvilíneas, sus signos cruciformes, funerarios o astrales y en algunas ocasiones sus inscripciones en latín. Recientemente ha aparecido una placa de cobre en la que está inscrito un pacto de hospitalidad. Este documento jurídico fue hallado en una prospección del asentamiento minero de Pino del Oro.

### La dominación árabe
La presencia árabe fue notoria en los arribes. Existe un tramo de cercas árabes del siglo X junto a la Ermita de la Santa en Aldeadávila así como otros vestigios junto a la ermita de Nuestra Señora del Castillo en Pereña de la Ribera. Sobre todo se conservan numerosas leyendas de vírgenes, tesoros, fortalezas y acoso a doncellas.

### Reconquista e integración en el Reino de León
La época clave para la organización demográfica del territorio de Arribes, se da en la Alta Edad Media, cuando se emprende la conquista y repoblación de la zona por parte de los monarcas del Reino de León, reino que surge a partir del Reino de Asturias de Don Pelayo y del que luego se subdividirían y/o desgajarían el Condado de Castilla, el Reino de Galicia y el Reino de Portugal. La repoblación planteó una disposición muy distinta de la actual, basando su desarrollo en el modelo repoblador gallego, que consistía en disponer muchas aldeas de pequeño tamaño y muy próximas entre sí, esquema que a la larga hizo insostenibles a muchas de ellas. En una primera fase bajo el reinado de Ramiro II de León fueron repobladas algunas localidades del entorno como Guadramiro, Ledesma o Peñausende. Sin embargo fueron las posteriores repoblaciones, que vinieron de la mano de los reyes Alfonso VI y Fernando II de León, las que crearon la mayor parte de las localidades actuales. En los pueblos se asentarían en su mayoría colonos asturianos y leoneses aunque también gallegos y castellanos, que trajeron consigo su cultura e idiosincrasia. 

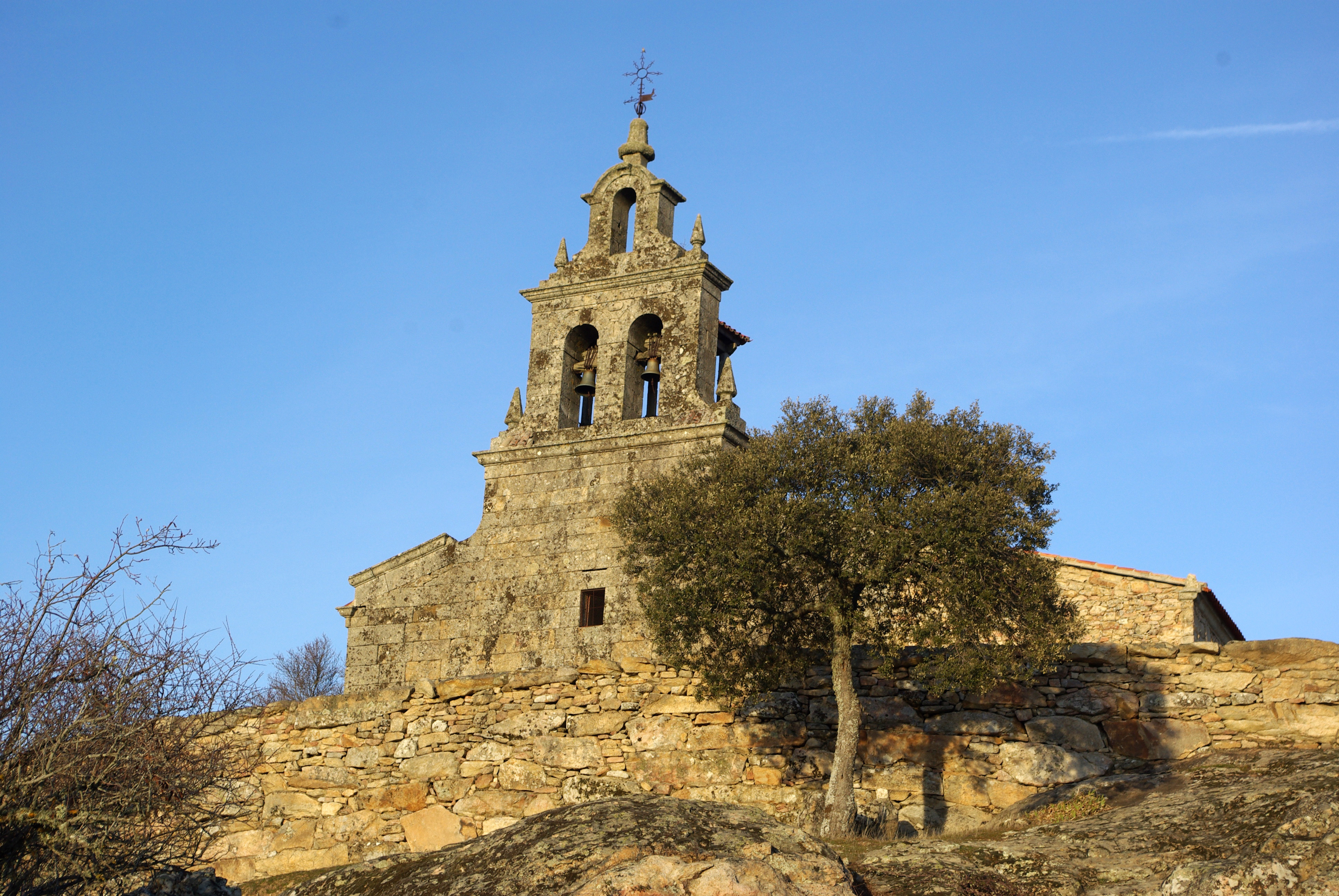
La ermita de Nuestra Señora del Castillo, en Fariza, está enclavada sobre un castro con ocupación en época prerromana, romana y medieval

Según algunos autores, la toponimia nos daría una idea del lugar de origen de éstos, entre los ejemplos castellanos se encontrarían los pueblos de Aldeadávila o Corporario mientras que entre los ejemplos asturleoneses se encontrarían por ejemplo una serie de localidades con nombre de árboles, plantas o frutos en lengua asturleonesa, entre los que figurarían Almendra, Ahigal de los Aceiteros, bautizado «la figal» haciendo alusión a «la higuera», Cerezal de Peñahorcada, cuyo nombre evolucionó de «zrezal», que significa «cerezo», Moral de Sayago o Moralina, referenciando a la morus nigra, o La Zarza de Pumareda, donde «pumareda» significa «campo de manzanos», Gamones o Torregamones que tendría su origen en la presencia de  asfódelos o gamones, entre otros. Entre los movimientos más notables de Fernando II de León en la zona fueron la creación del señorío de Barruecopardo en 1177 o la cesión de la gestión de El Abadengo a la Orden de los Templarios, mientras que entre los de su sucesor, Alfonso IX de León, estarían la concesión de carta foral a Fermoselle en 1221. Además, localidades como Saucelle, Saldeana, Barruecopardo, Vilvestre y Cerezal fueron cedidas a la encomienda de Peñausende de la Orden de Santiago.
Con la muerte de Alfonso IX de León en 1230, su hijo Fernando III el Santo, quien ya era rey de Castilla, hereda el Reino de León, pero mantiene sus propias estructuras durante la Edad Moderna, conservando tanto sus instituciones como sus características de organización territorial, lo que se reflejará en la cartografía de los siglos XVI, XVII y XVIII.

### Edad Moderna

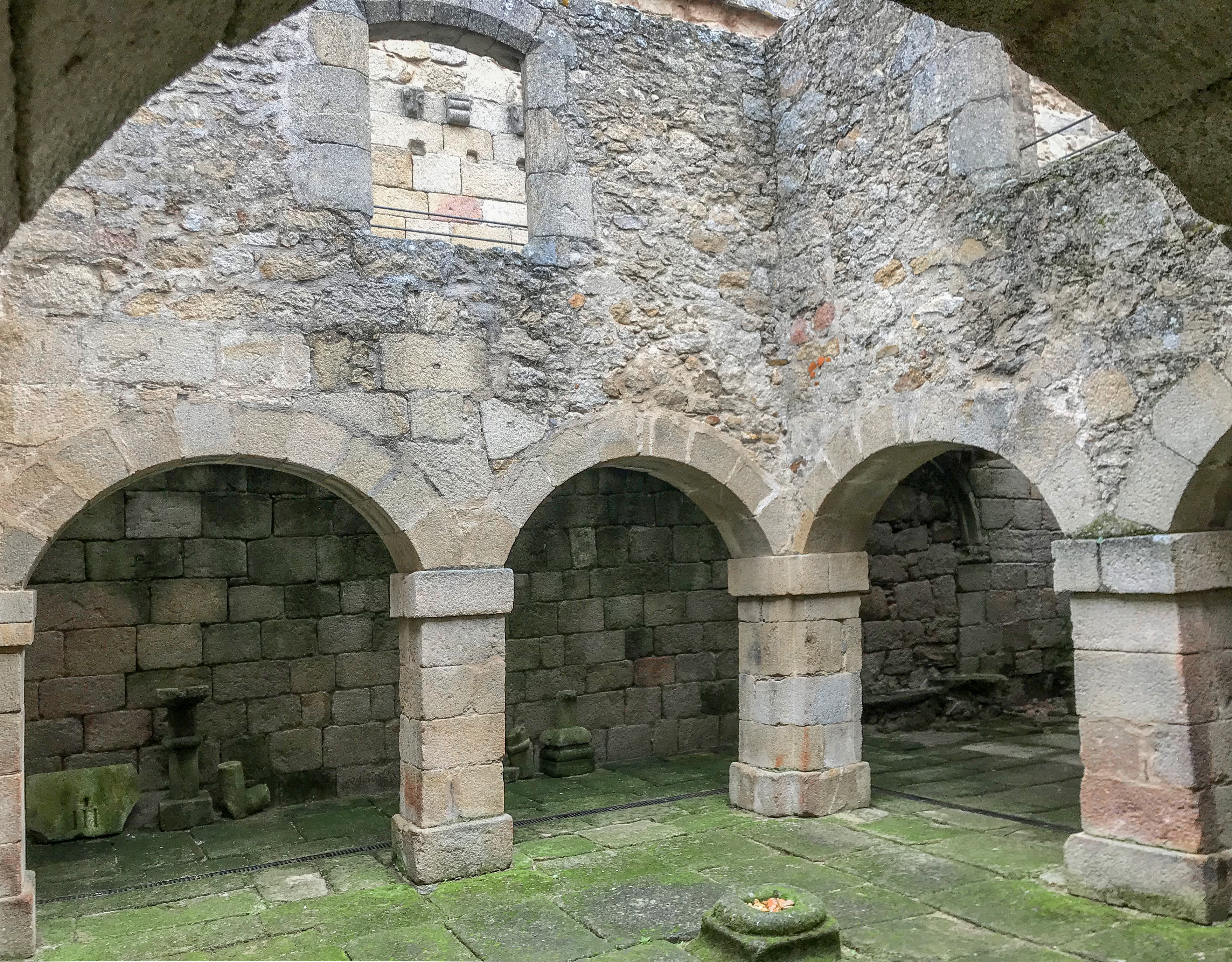
Claustro del convento de San Francisco, en Fermoselle, actual casa del parque natural de Arribes del Duero en la provincia de Zamora. La llegada de los franciscanos en 1740 fue de gran ayuda para el municipio por la atención espiritual, el socorro material y por crear una escuela de gramática para niños

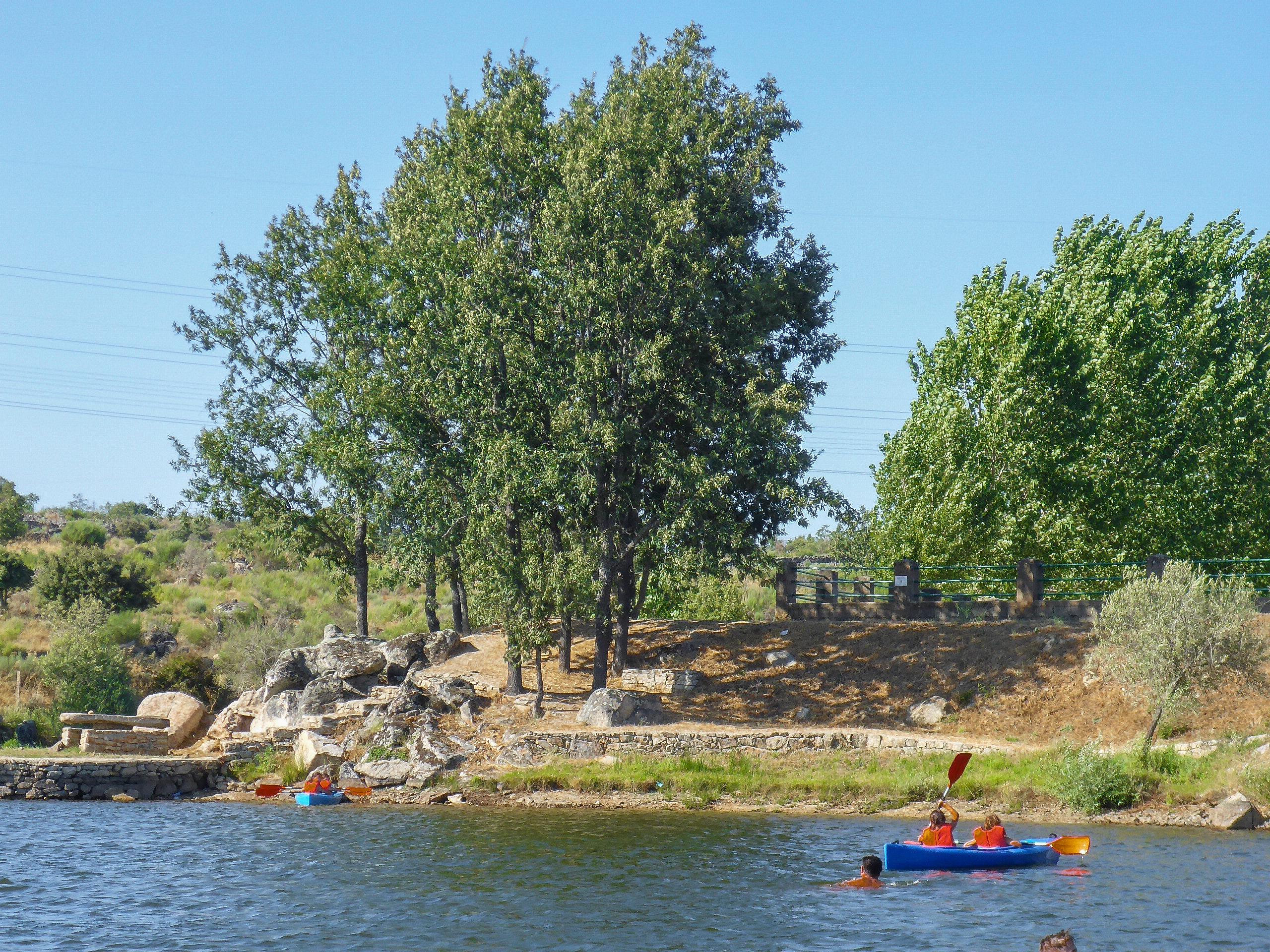
El Rocoso, área recreativa de Aldeadávila de la Ribera

A partir del siglo XV, con la reducción de los concejos que tenían derecho a voto en las Cortes de Castilla y León, se empieza a configurar el espacio provincial que separará esta zona en las provincias de Zamora y Salamanca. De este modo, las localidades que hasta entonces dependían de los concejos de Ledesma y Ciudad Rodrigo para el voto en Cortes, pasaron a hacerlo del de Salamanca. Las provincias que se crean para las Cortes de Castilla y León de 1425 hacen frontera en esta zona sobre la base de los límites eclesiásticos que establecieron los monarcas leoneses en la Alta Edad Media al instaurar las diócesis de Zamora y Salamanca, con el río Tormes como frontera entre ambas. El área zamorana de los arribes quedó encuadrada dentro de dicha provincia en el partido de Sayago, mientras que la parte salmantina lo hizo en torno a los partidos de Ledesma al norte y Ciudad Rodrigo al sur. En todo caso, aunque separadas en dos provincias diferentes, las dos partes de las arribes, zamorana y salmantina, siguieron compartiendo una misma pertenencia a la región leonesa.

### Edad Contemporánea
La división territorial de España de 1833 reafirmó la división del territorio de Arribes en dos provincias. Las localidades situadas al norte del Tormes quedaron encuadradas definitivamente en la provincia de Zamora mientras que las situadas al sur se recogieron en la provincia de Salamanca, formando parte las dos, junto con la provincia de León, de la Región Leonesa, región de carácter meramente clasificatorio, sin operatividad administrativa, que a grandes rasgos vendría a recoger la antigua demarcación del Reino de León (sin Galicia ni Asturias ni Extremadura).
En 1935 se pone en funcionamiento el primer proyecto hidroeléctrico de la zona, el Salto de Ricobayo, y en 1970 se inaugura el Salto de Villarino. Se termina así la planificación de los Saltos del Duero, un conjunto de presas y embalses que cuenta además con el Salto de Villalcampo (1949), el Salto de Castro (1946), el Salto de Saucelle (1956) y el Salto de Aldeadávila (1963).
El 10 de mayo de 1991 mediante la Ley 8/1991, de Espacios Naturales de la Comunidad de Castilla y León, que recoge y protege legalmente una serie de espacios y lugares naturales entre los que se encuentra el denominado como Arribes del Duero. El 30 de abril de 1992, se inicia el Plan de Ordenación de los Recursos Naturales, plan que se aprueba posteriormente el 7 de junio de 2001, mediante el Decreto 164/2001, para finalmente, mediante la Ley 5/2002, de 11 de abril, procederse a la declaración del mismo como parque natural.

## Demografía
Esta amplia zona internacional tiene la similitud de haber sufrido un importante descenso demográfico desde mediados del siglo XX. Ha ido perdiendo población continuamente debido a la emigración y al envejecimiento de sus habitantes. A pesar de esto, el descenso no ha sido tan importante como en otras zonas de las provincias españolas de Salamanca y Zamora o de los distritos portugueses de Bragança y Guarda debido principalmente a la existencia de mejores condiciones para el sembrado de cultivos más difíciles de establecer en otras zonas próximas. La oferta de empleo que generó la construcción de las grandes presas de los Saltos del Duero también frenó la despoblación durante algunos años. En la parte española, hay que destacar que Aldeadávila de la Ribera, Lumbrales y Fermoselle son algunos de los municipios más poblados de la penillanura zamorano-salmantina. Constituyen las localidades referencia de la zona donde se pueden encontrar la mayoría de los servicios y actividades económicas de su zona. Por el contrario y al igual que en otras muchas localidades de las provincias de Salamanca y Zamora, la densidad de población de casi todos los municipios de la zona es menor de 10 hab/km² (INE 2010). En la parte portuguesa de esta amplia ecorregión también ocurre todo lo que se explica sobre la parte española. En este caso, las localidades con mayor número de habitantes son Figueira de Castelo Rodrigo, Freixo de Espada à Cinta, Miranda do Douro y Mogadouro. Constituyen las localidades cabecera de los cuatro municipios que forman y por tanto según este modelo portugués de administración geográfica y política es en ellas donde se pueden encontrar la mayoría de los servicios y actividades económicas de su zona.
Al ser ésta una comarca natural o territorio sin límites definidos no se puede cuantificar el número de habitantes residentes ya que no está determinado que municipios pertenecen a ella. Los 37 términos municipales incluidos (total o parcialmente) dentro del parque natural de Arribes del Duero acogen a un total de 16 514 habitantes (INE 2010).
En 2010, la población total de los términos municipales incluidos (total o parcialmente) en la demarcación del parque, era de 16.514 habitantes (INE 2010), mientras que en el año 2000, era de 19.718 habitantes (INE 2000). Desde los años 60 se da una evolución continuamente negativa en el número de habitantes de la zona y es que los jóvenes emigran hacia las ciudades en busca del empleo que en los arribes no encuentran. Como consecuencia de esto apenas se produce relevo generacional, la mayoría de los habitantes que quedan son jubilados.
Esta emigración tiene una primera etapa que va desde principios del siglo XX hasta 1950, en la que algunos habitantes parten hacia Argentina y otros países de Iberoamérica. A partir de los años 50 centenares de personas prueban suerte en Europa occidental y es ya en los años 60 cuando se produce el gran boom de la emigración, orientada hacia las ciudades españolas más desarrolladas, sobre todo hacia las situadas en la Comunidad de Madrid, Cataluña, el País Vasco y en menor medida hacia las de la Comunidad Valenciana, Andalucía y Castilla y León.
Veintitrés términos municipales de los treinta y siete incluidos (total o parcialmente) en la demarcación parque, tienen una población inferior a 500 habitantes (INE 2002). Albergan solamente a un tercio de los residentes totales (30,9%) y ocupan una extensión bastante inferior a la mitad de las hectáreas protegidas (39,8%).
Nueve términos municipales (la cuarta parte del total) tienen poblaciones que oscilan entre 500 y 1000 habitantes (INE 2002). Estos albergan al 32,9% de los residentes totales del parque y ocupan el 36,4% del territorio de la demarcación. Son núcleos de población que solo se diferencian de los anteriores en la mayor densidad demográfica.
Únicamente cinco municipios tienen poblaciones superiores a los 1000 habitantes. Son Aldeadávila, Fermoselle, Fonfría, Lumbrales y Villarino (INE 2002). El número de habitantes censados en ellos cuantifica el 36,2% de los residentes totales del parque y representan algo menos de la cuarta parte de la superficie (23,8%). Quizás con la excepción de Fonfría, se puede decir que estas localidades están algo mejor dotadas, son el centro de los servicios de la zona y es en ellas donde se puede disfrutar de la mayoría de las actividades turísticas organizadas.
Frente a esta tendencia decreciente de la población residente, contrasta el aumento demográfico que se produce en la época estival como consecuencia de la vuelta al pueblo por vacaciones de la población que emigró y ahora vive en las ciudades. También destacan el número de turistas, que en 2010, se estimaban en más de 100 000 en el conjunto hispano-luso y 39 540 de visitantes a las casas del parque. Unas cifras muy elevadas en comparación con la del número de personas que vive en estas tierras. Solo el número de visitantes ya supone el doble que de habitantes.

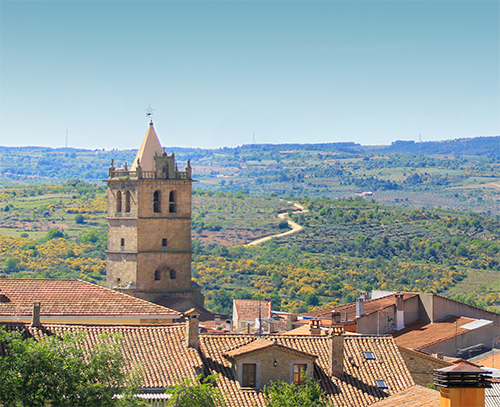
Aldeadávila
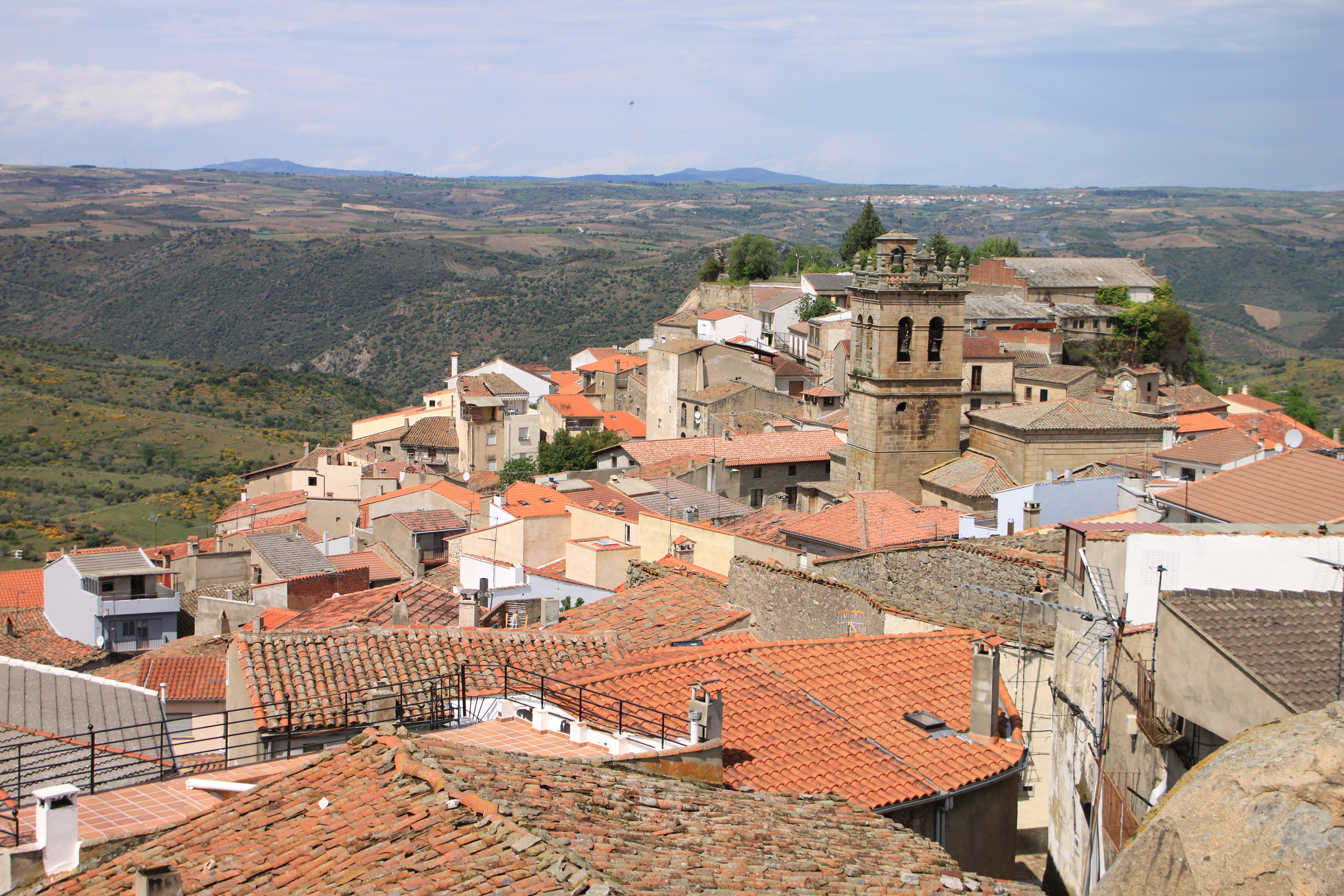
Fermoselle
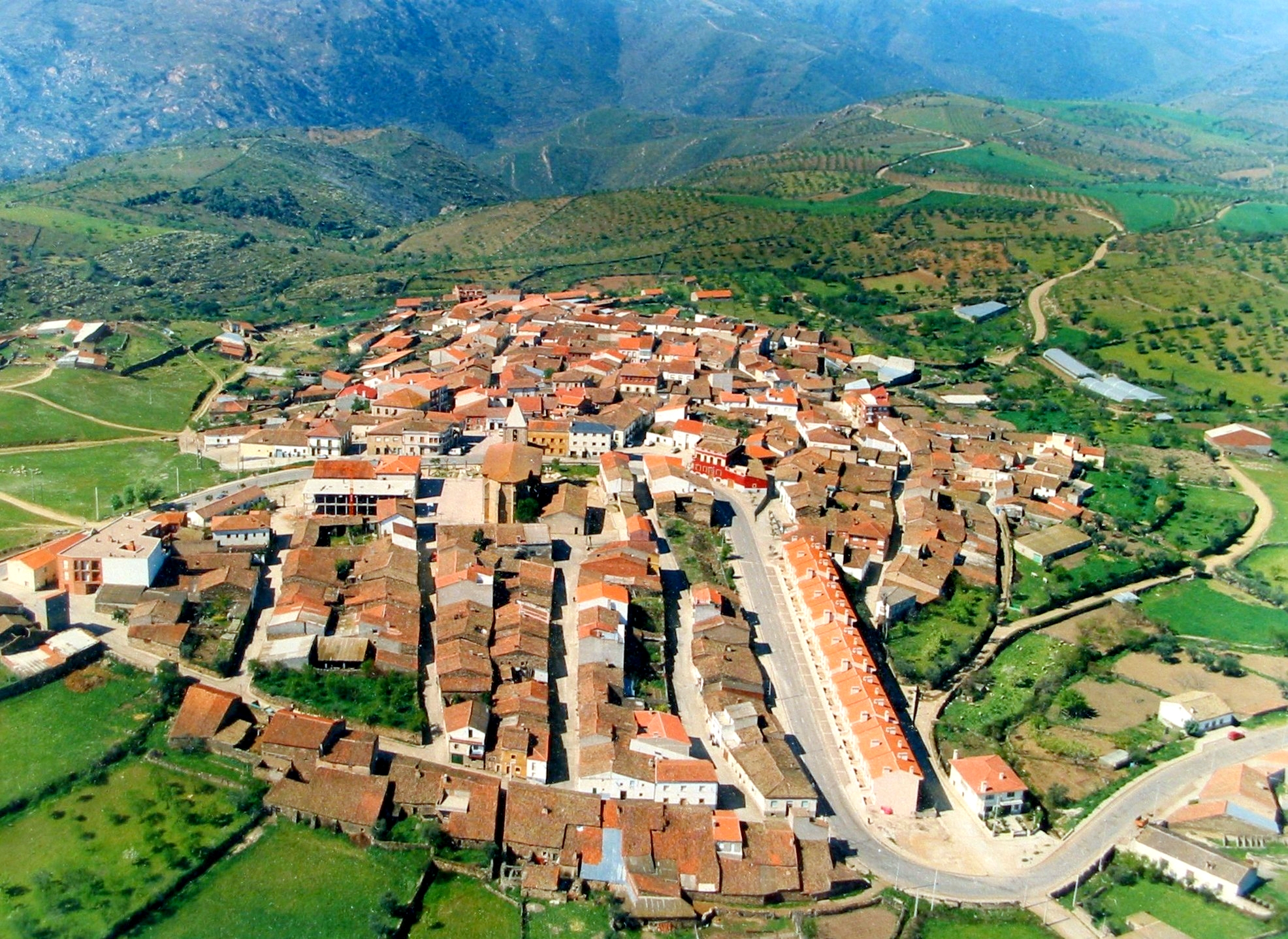
La Fregeneda
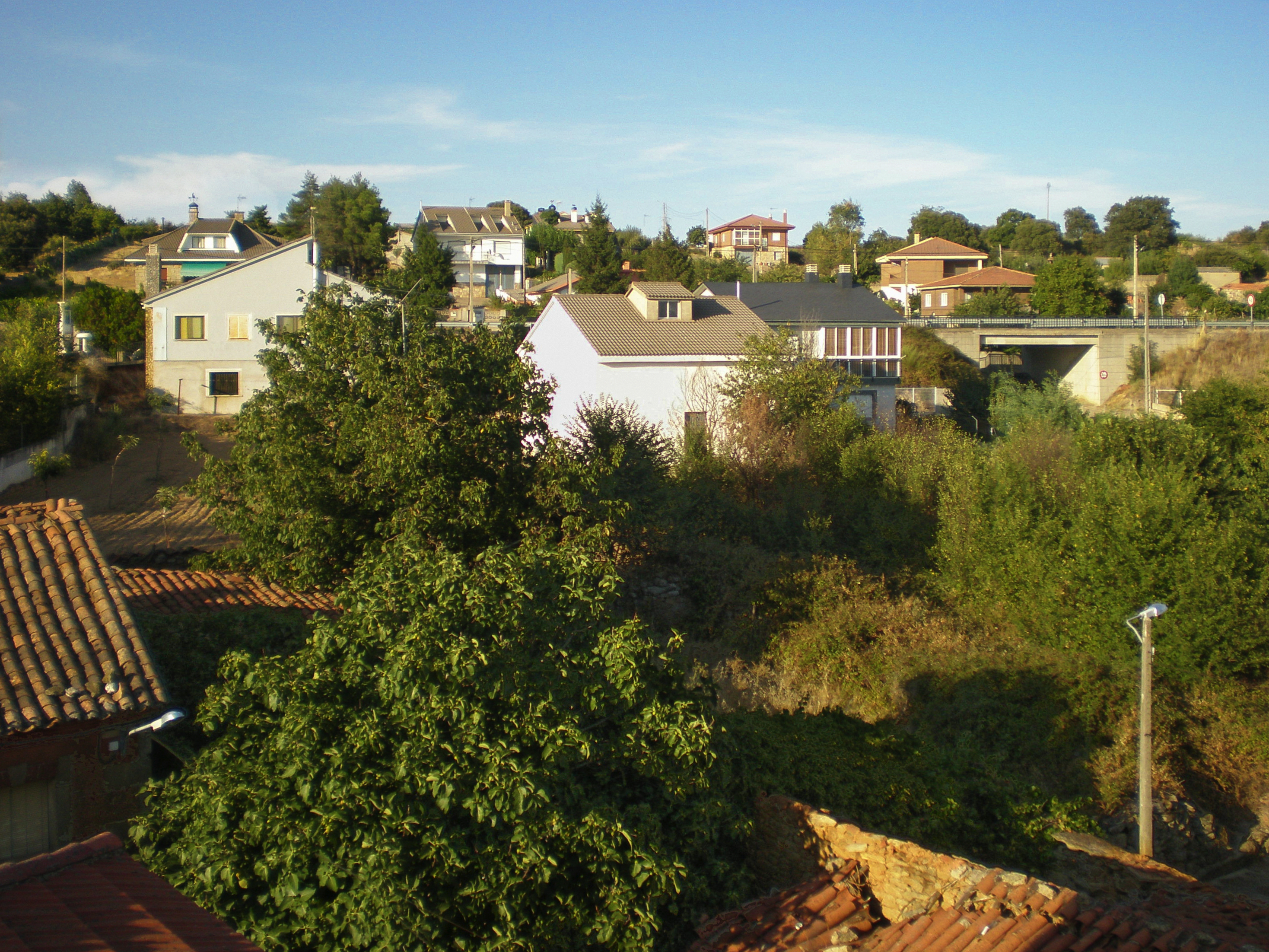
Fonfría
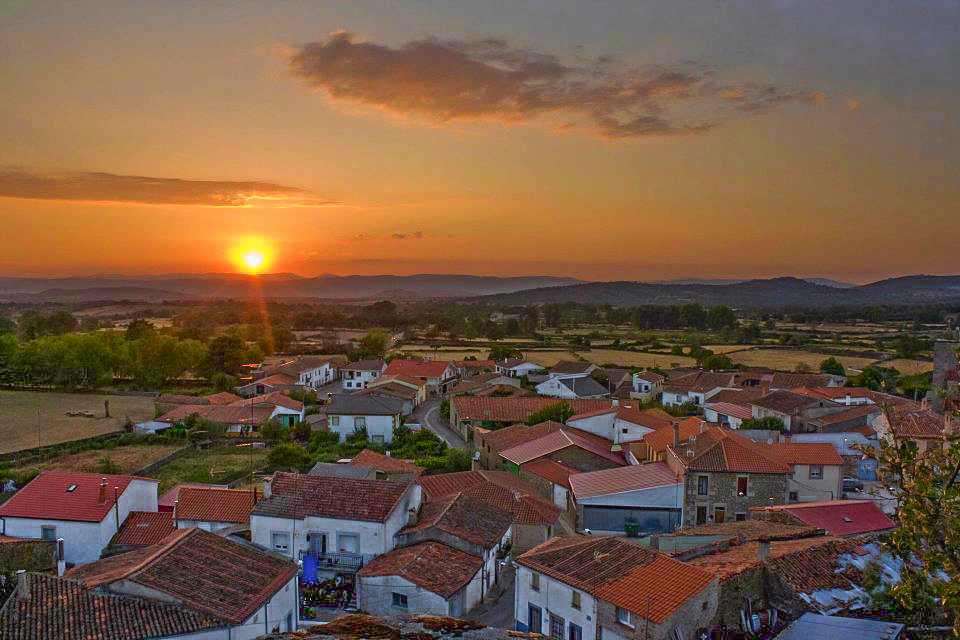
Barruecopardo
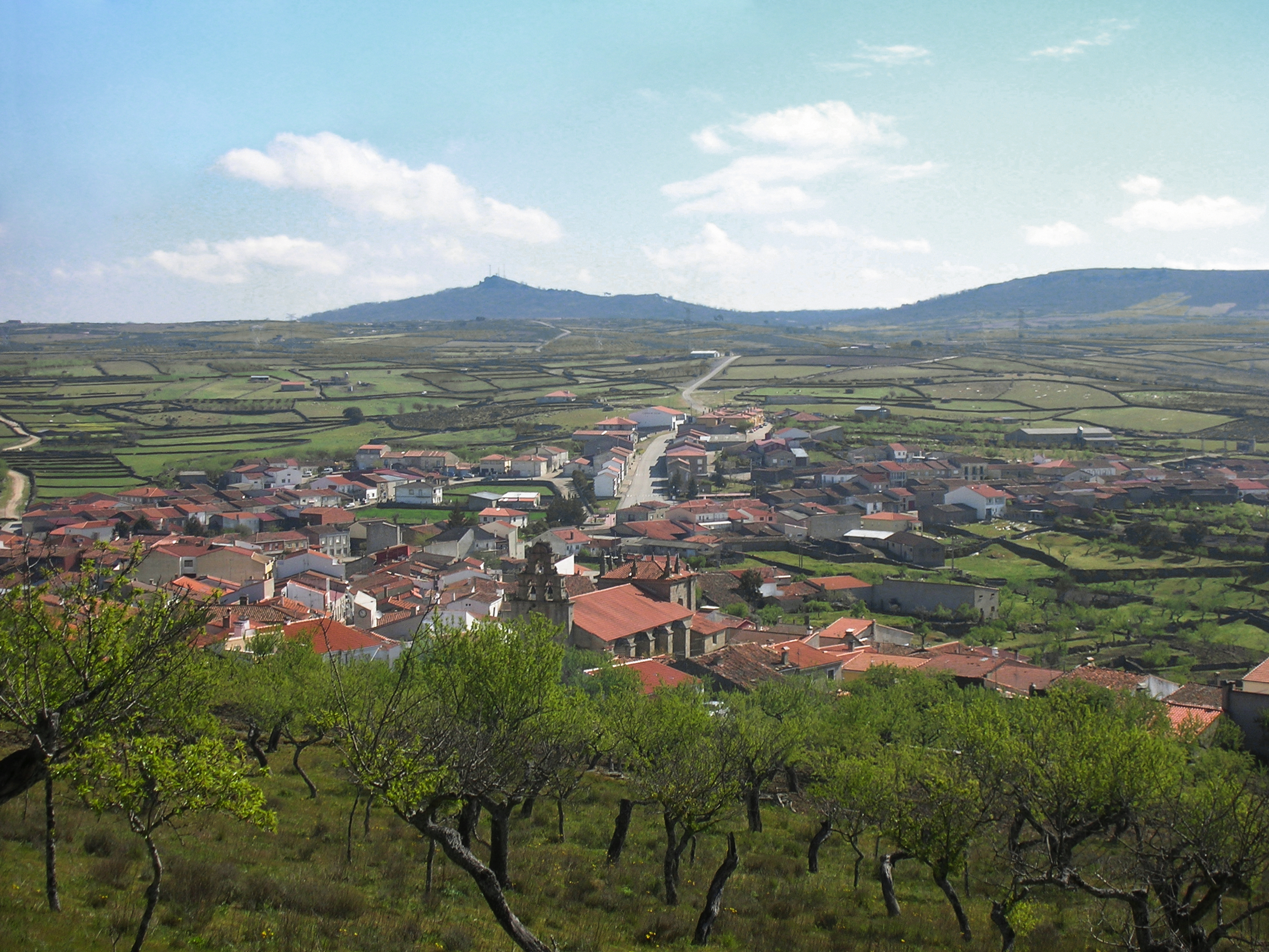
Vilvestre

### Lucha contra la despoblación
La pérdida de población en el medio rural se remonta a los inicios del siglo pasado, se vio agravado con el denominado éxodo rural que aceleró la Revolución Industrial a partir de la segunda mitad del siglo XX y continúa siendo un problema de actualidad, hasta el punto de que comienza a ser factible la amenaza de la despoblación. La alarma social que causa esta situación, y la dificultad en revertirla, cobró fuerza pública de denuncia en la manifestación del 31 de marzo de 2019 de la «España vaciada», hasta el punto de que no hay agenda política que no incluya este tema. La tendencia en la zona de arribes es la misma que en el resto de municipios de su entorno, agravada con un ritmo mayor por su carácter fronterizo y aislado. Esta situación, considerada como un problema global que afecta por igual a las provincias castellanas de ambas mesetas, se ha cuantificado en la pérdida de casi el 40% de su población desde 1996. Problema que no se ha frenado en el caso particular de los municipios que pertenecen a un espacio natural o reserva de la biosfera, como es el caso de las localidades de Arribes del Duero.

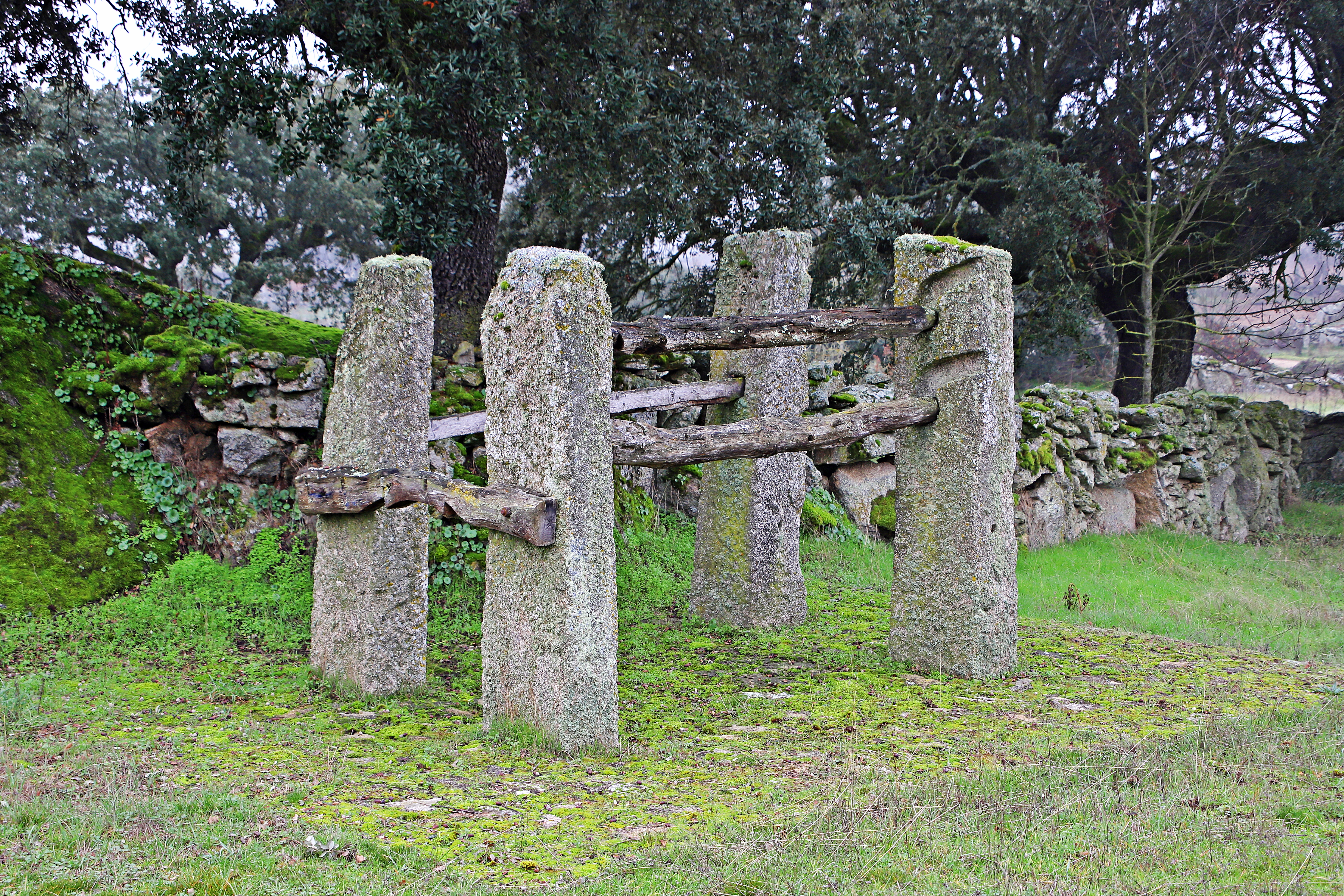
El potro de herrar de Moralina forma parte del patrimonio etnográfico conservado gracias al turismo rural

La situación llevó a algunos ayuntamientos del arribe a tomar medidas con las que intentar frenar la pérdida de población. En un pleno celebrado el 27 de julio de 2007 en el ayuntamiento de Aldeadávila, se aprobó por unanimidad la concesión de una ayuda de 3.000 euros por cada nacimiento de un hijo de las familias censadas en este municipio. En 2008 el ayuntamiento de Trabanca lanzó una amplia oferta de empleo para 36 profesionales de todo tipo, con la intención de revitalizar y dinamizar económicamente la zona. En 2010 volvió a lanzar otra convocatoria para ofrecer trabajo a 64 licenciados. Por último, Fermoselle ha organizado varias caravanas de mujeres con el ánimo de encontrar pareja a los solteros de esta localidad.
En 2009 se constituyó la Agrupación Europea de Cooperación Territorial Duero-Douro, organización con sede en Trabanca desde la que se busca reforzar los programas de cooperación y desarrollo local tanto en el territorio portugués como español para conseguir entre las poblaciones de ambas regiones la máxima cohesión económica y social y su plena digitalización. Para dichos fines desarrolla diversos programas, actuaciones y actividades que se desarrollan, entre otros, en los ámbitos de agricultura y ganadería, transporte, medio ambiente, nuevas tecnologías, desarrollo sostenible, sanidad, educación, turismo, deporte, ocio y tiempo libre.
También han surgido iniciativas privadas en las que se moviliza la población civil, presentando propuestas para que las plataformas y asociaciones más activas, como es el caso de la plataforma «Fermoselle Atrévete», «Fuente Beber» de Villadepera o «La Mayuela» de Bermillo de Sayago, cabecera de la comarca de Sayago. De esta forma se han propuesto iniciativas con las que incentivar a organismos y entidades para que, entre otras, se adecúen los caminos que facilitan la conexión entre comarcas y pueblos, evitando largos rodeos que conllevan más kilómetros y una pérdida de tiempo o la ejecución de concentraciones parcelarias que incrementan la productividad. También se ha propuesto iniciativas que proponen la rehabilitación de viviendas para alquiler económico, el potenciar o crear sendas con atractivo turístico —como la Senda del Tormes o Sayago Sur— y dotar los pueblos de guías locales.
La despoblación de los arribes podrá verse frenada con mayores y mejores servicios e infraestructuras en la zona, pero también con la recuperación de su riqueza agrícola, la de una tierra fértil en la que se producen desde cítricos a aceite de oliva pasando por vino. Estas actividades, complementadas con el turismo rural existente, pueden crear nuevas fuentes de riqueza, como el enoturismo o el oleoturismo, que ya existen en el valle del Duero luso con notable éxito.

## Economía

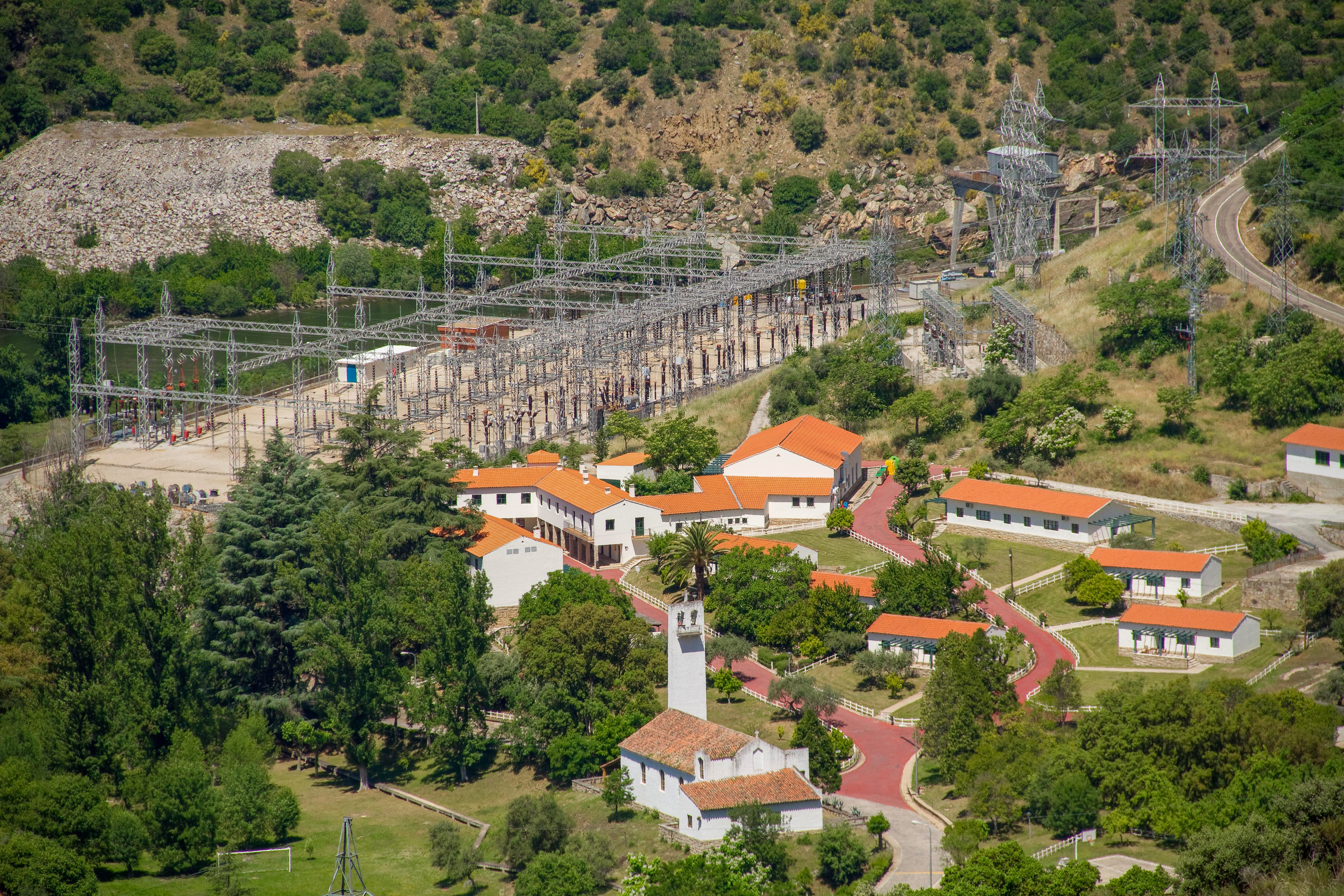
Las antiguas casas de obreros del poblado del Salto de Saucelle son hoy en día alojamientos rurales

La economía es otro de los aspectos que más similitudes presenta entre las distintas comarcas establecidas en esta zona geográfica ya que siempre ha estado vinculada con la agricultura y la ganadería. Intentado aprovechar las condiciones geográficas y climáticas, en los bancales se cultivan la vid, el olivo, el almendro y las naranjas entre otros. La producción que más destaca es la del vino ya que se han reconocido la Denominación de Origen Arribes y la Denominación de Origen Douro. En la ganadería destaca el reconocimiento de la marca de garantía Queso Arribes de Salamanca. En la actualidad el turismo rural y el comercio minorista transfronterizo.

## Aprovechamiento hidroeléctrico
Los ríos Águeda, Duero, Esla, Huebra, Tormes y el río de las Uces constituyen el principal recurso natural de este territorio alejado y mal comunicado. Sus arribes presentan unas depresiones geográficas completamente idóneas para ser cerradas por presas que formen embalses dedicados a la generación de energía hidroeléctrica. Por ello, en toda esta amplia zona internacional de la cuenca hidrográfica del Duero se encuentran situadas una serie de presas y embalses muy valiosas a nivel peninsular, ya que la potencia instalada en sus centrales hace un total de 3941 megavatios. 
Para llevar a cabo el levantamiento de estos aprovechamientos hidroeléctricos, las autoridades españolas se pusieron de acuerdo con las portuguesas para firmar el tratado del 16 de agosto de 1927 en el que se estableció el reparto del tramo del Duero que hace de frontera natural internacional. De esta forma, en él se construyeron las presas españolas de Aldeadávila, Castro, Saucelle y Villalcampo y las portuguesas de Bemposta, Miranda y Picote. Cerca de esta zona, pero ya en territorio solamente español, también se construyeron la presa de Almendra en el río Tormes y la presa de Ricobayo en el río Esla.

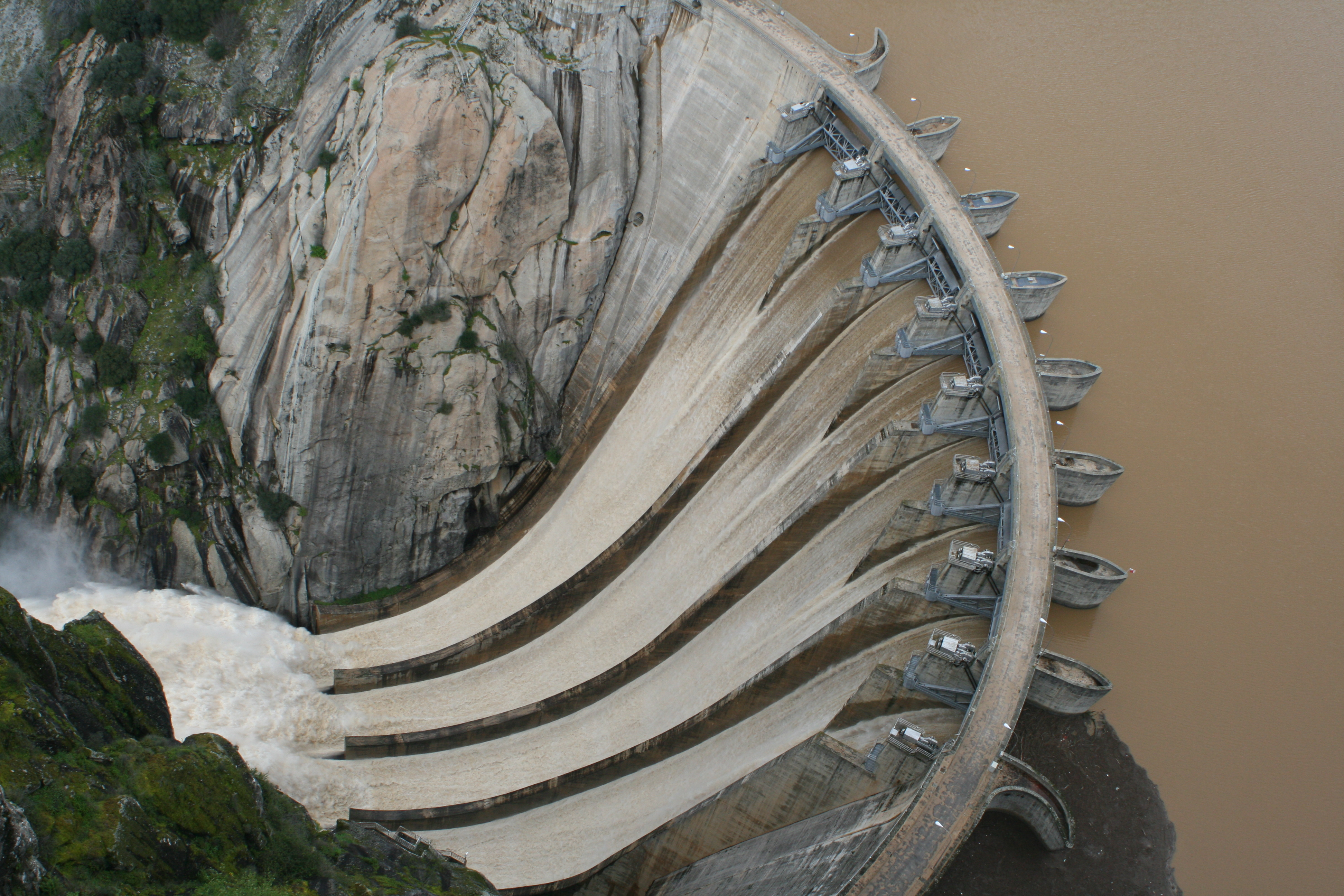
Aldeadávila
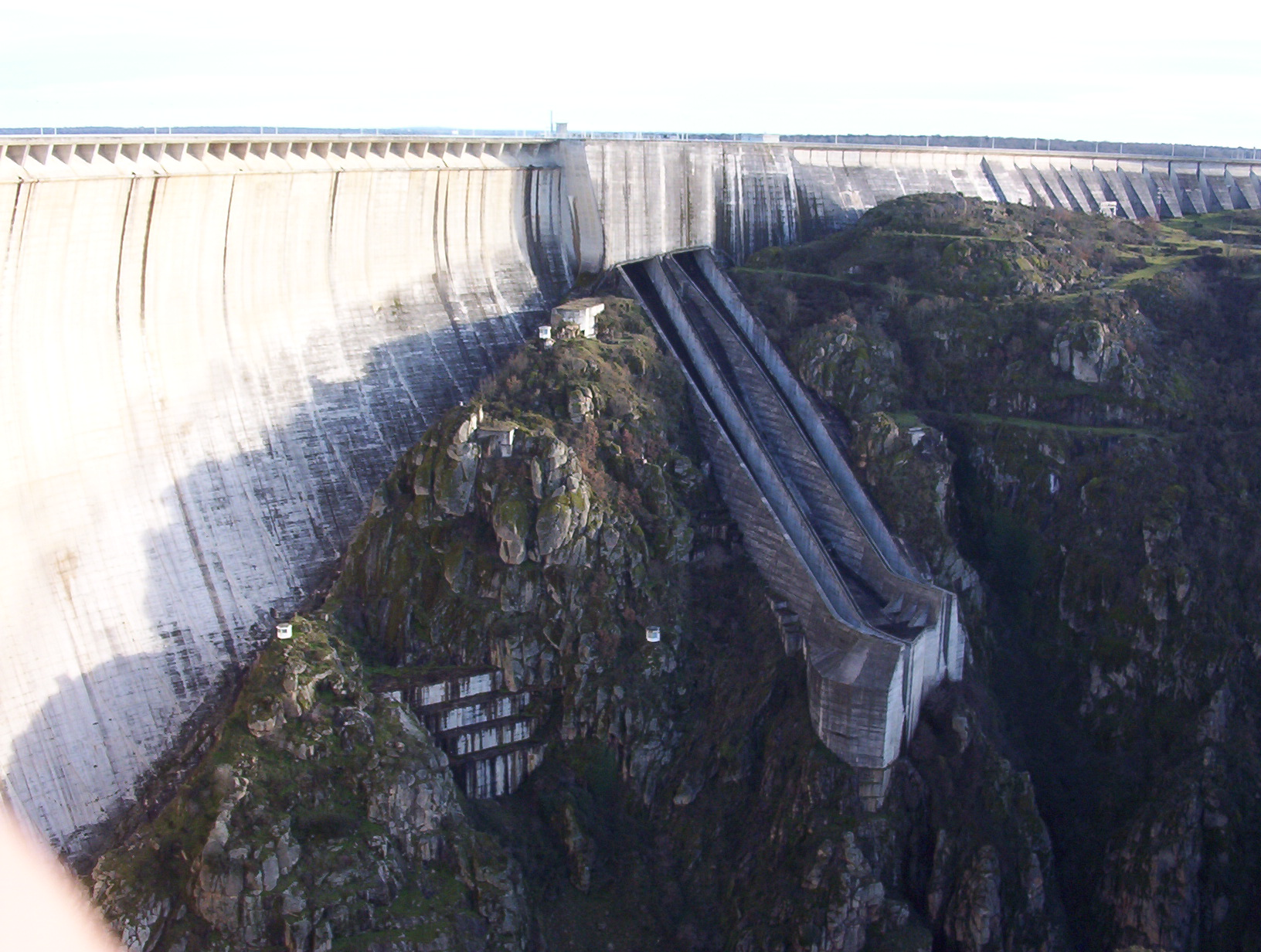
Almendra
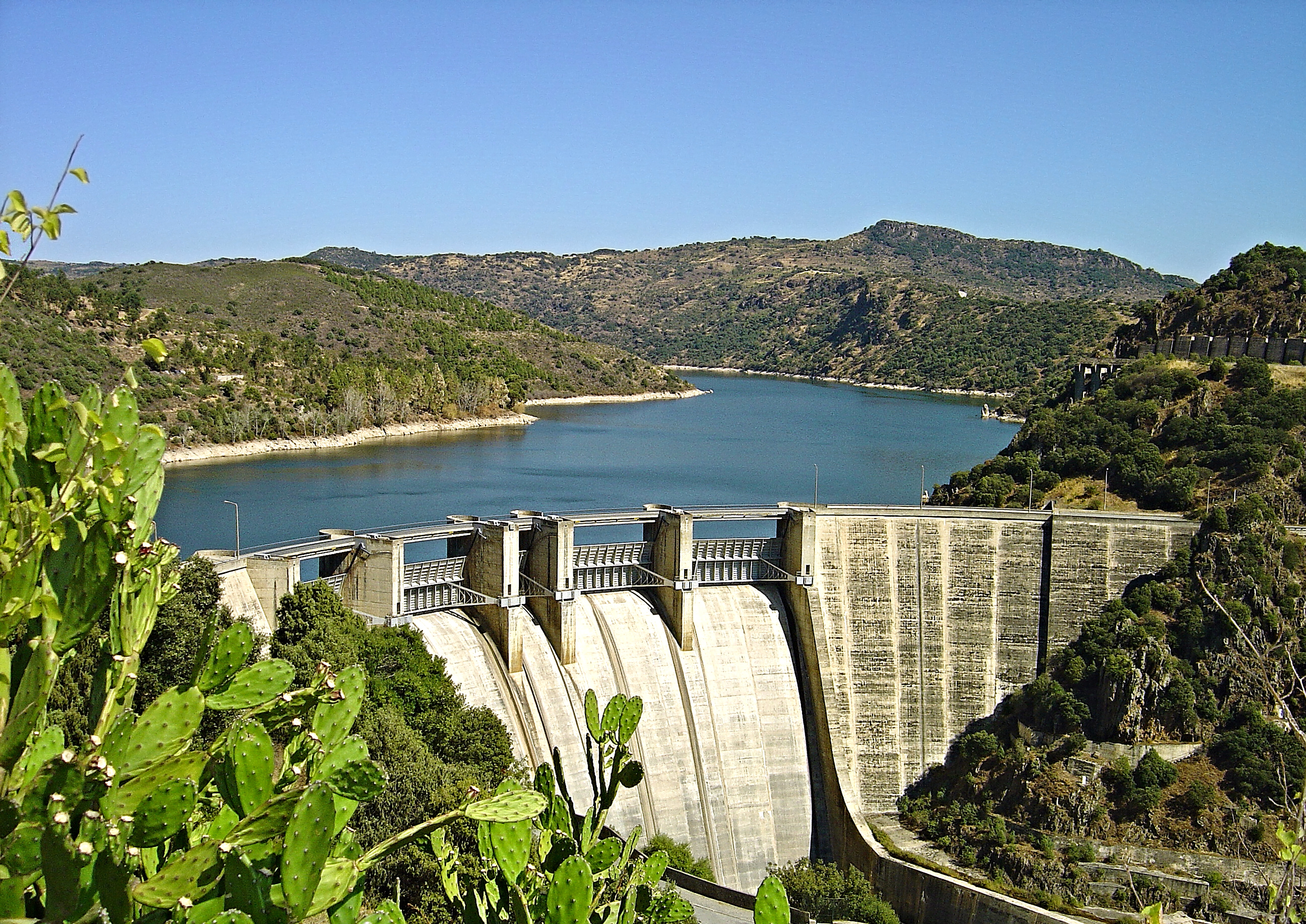
Bemposta
CastroCastro
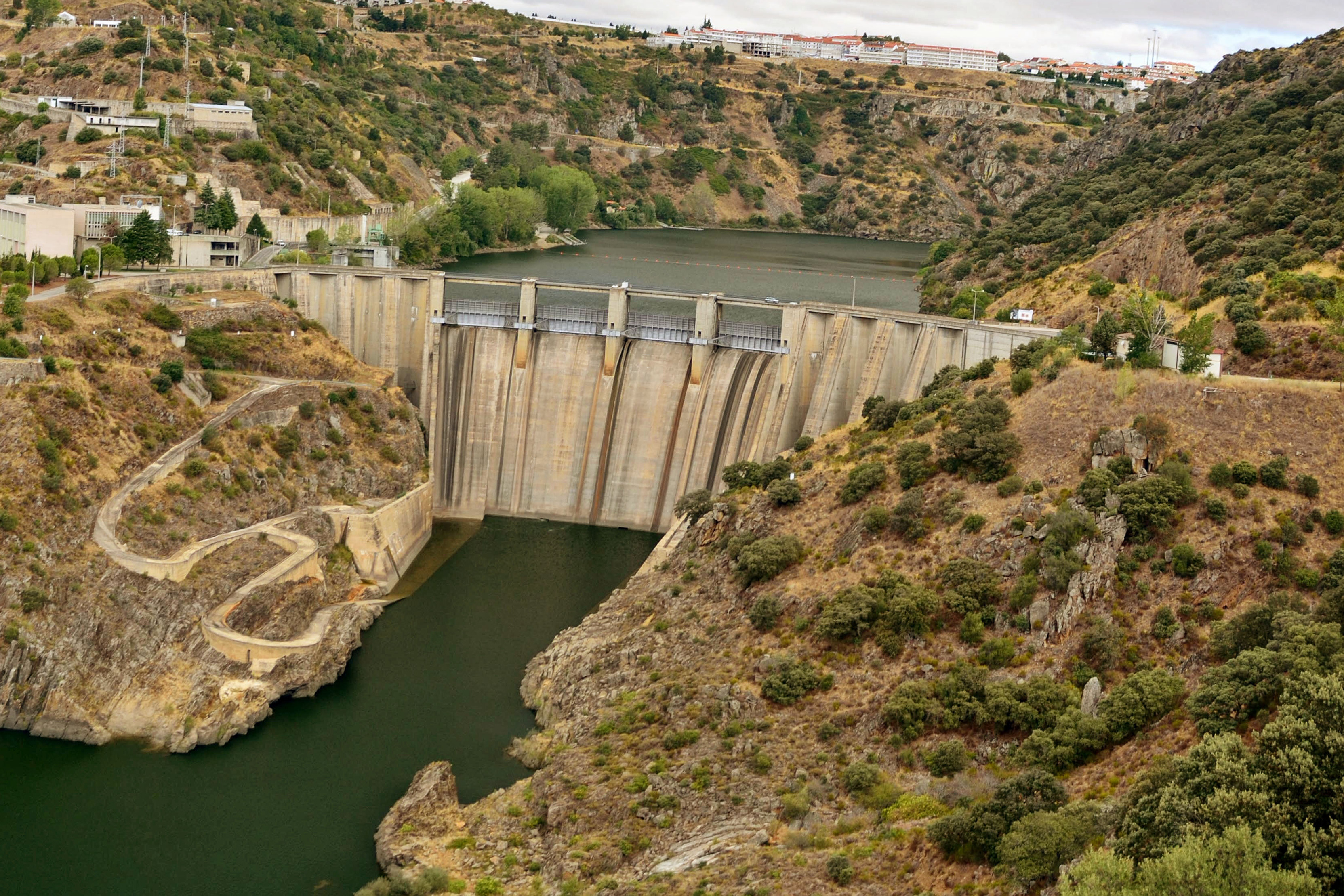
Miranda
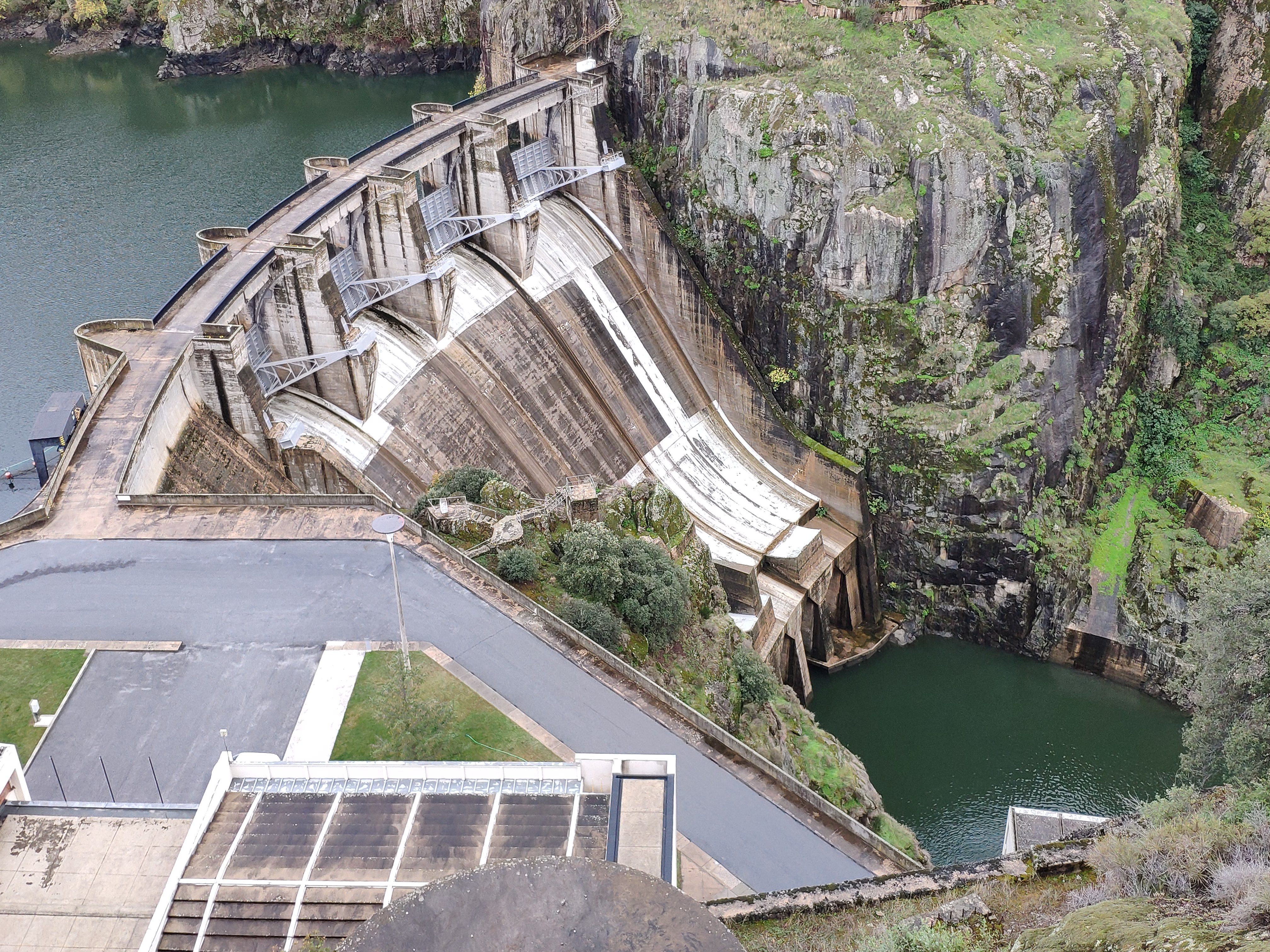
Picote
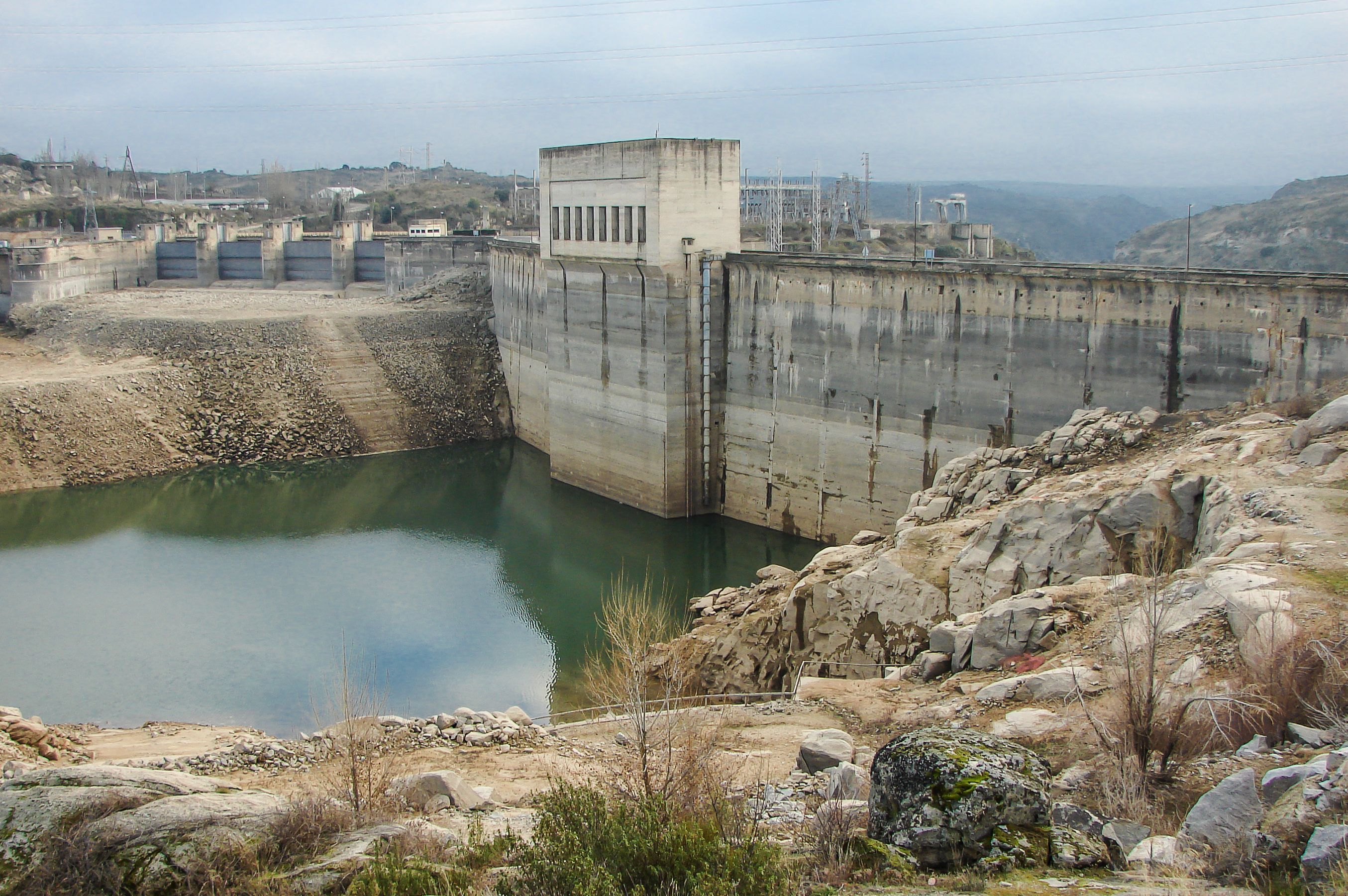
Ricobayo
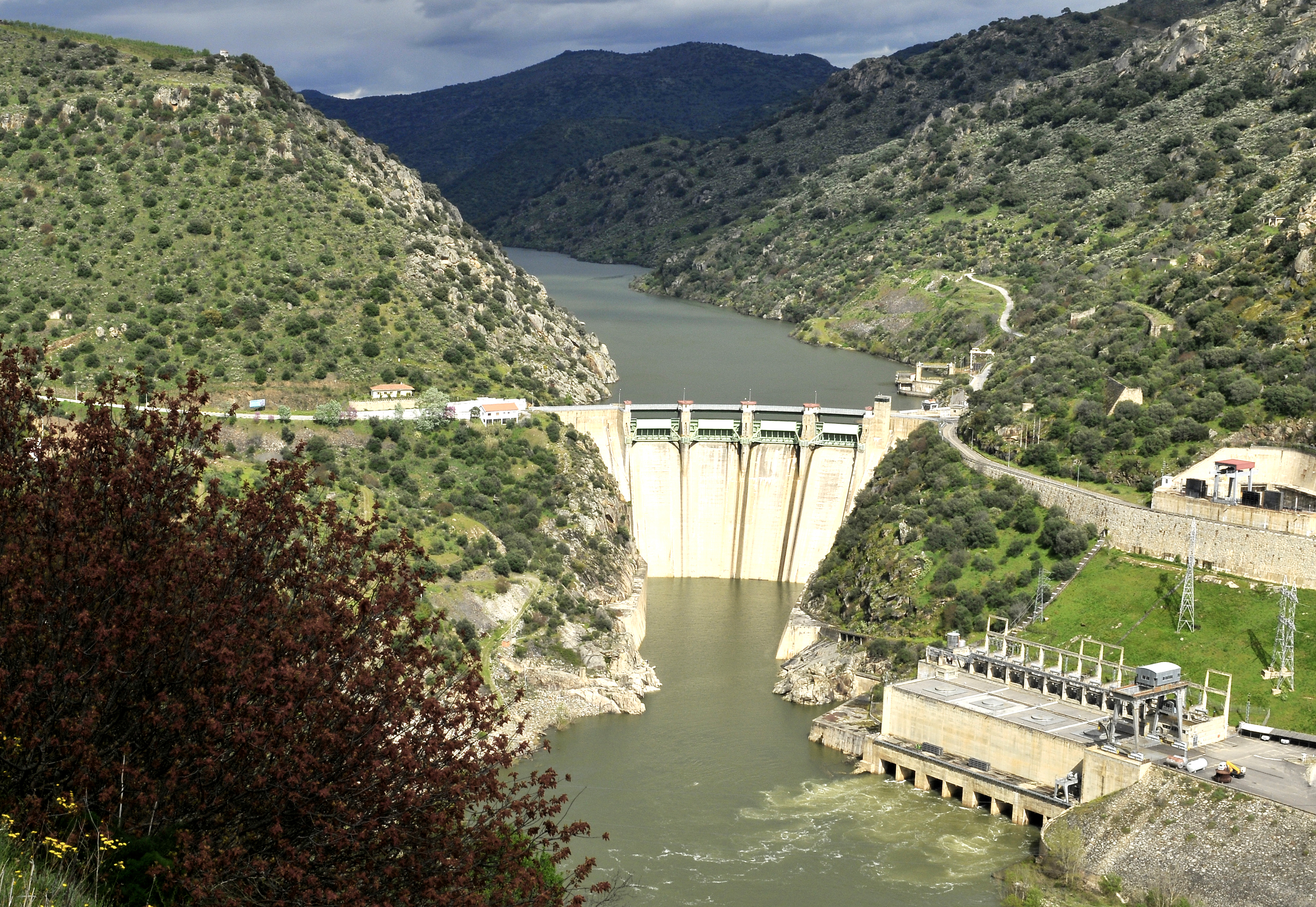
Saucelle
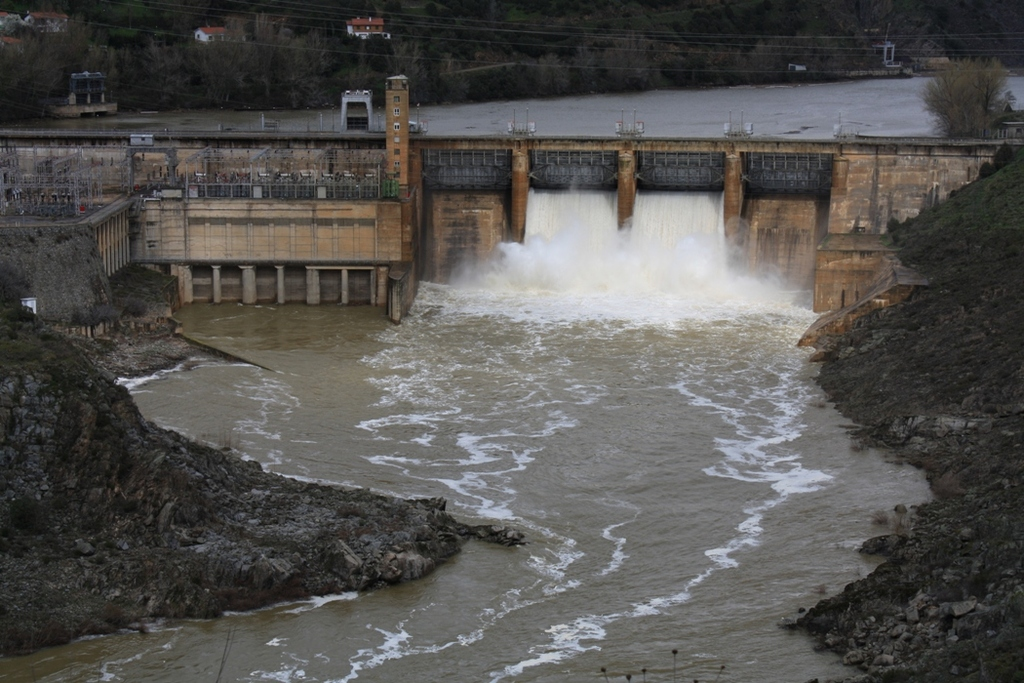
Villalcampo

## Patrimonio
El patrimonio y valores de los arribes está constituido por una serie de bienes históricos, naturales, culturales, artísticos, paisajísticos y turísticos que reflejan los rasgos diferenciadores de la identidad comarcal de la zona y que atestiguan su historia y la de sus pobladores. Los museos y las ferias de la zona son los lugares donde se complementa este patrimonio dando cabida a numerosas muestras e información concreta.

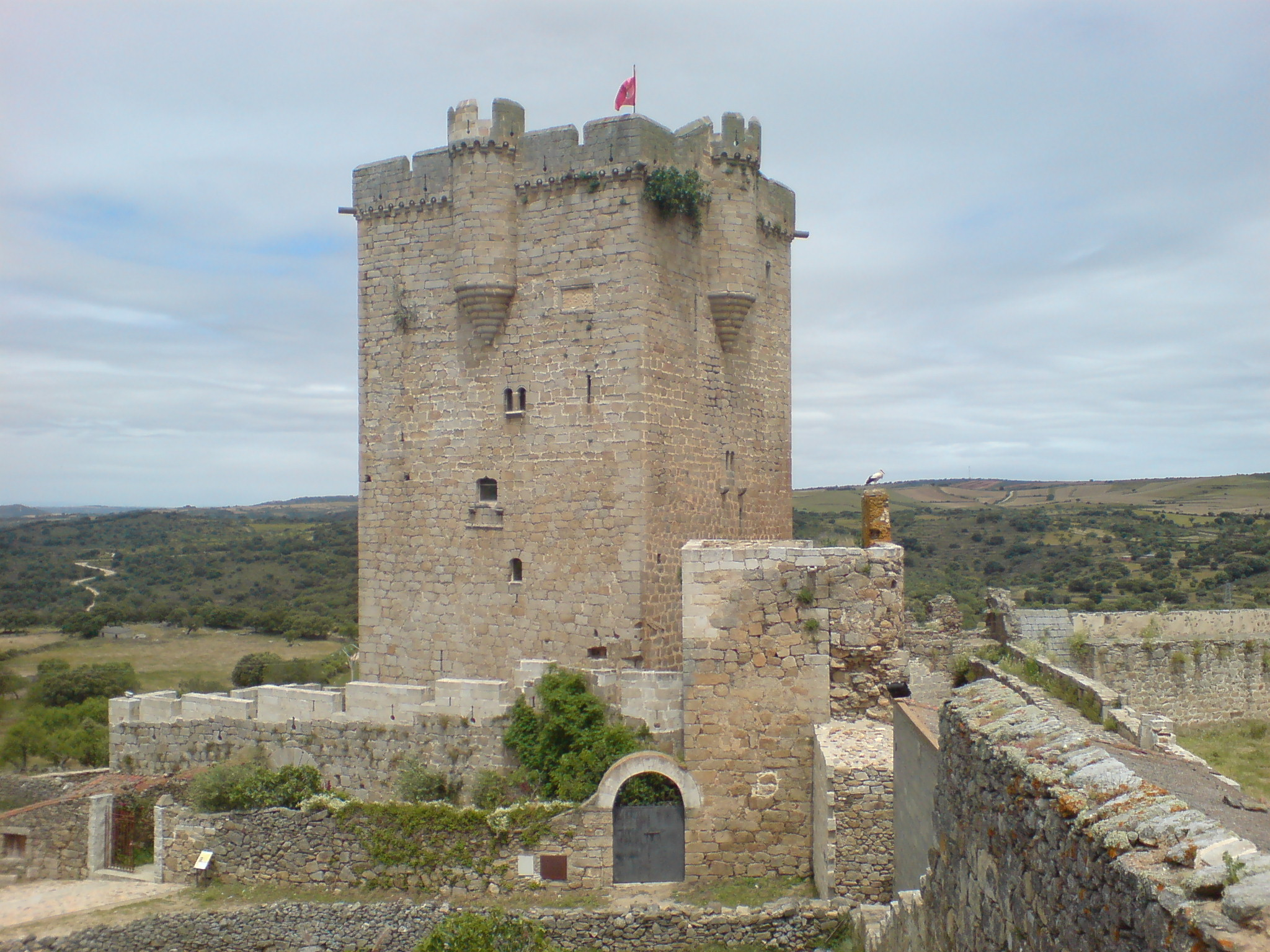
Castillo de San Felices

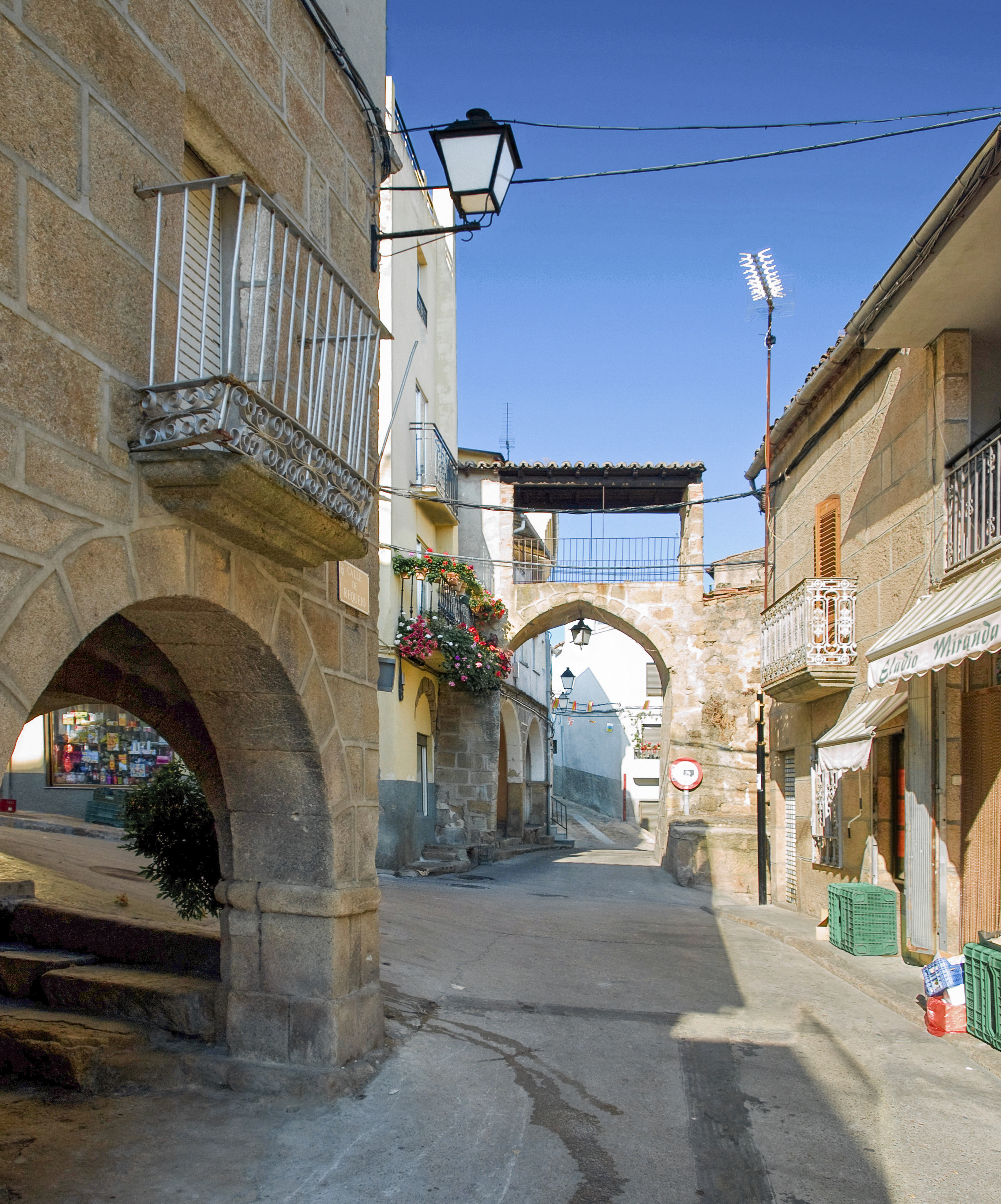
El Arco, en Fermoselle, única puerta de la antigua muralla de la villa

### Patrimonio histórico
Fermoselle y San Felices de los Gallegos están declaradas conjunto histórico. Fueron fortificadas debido a su situación estratégica y pronto se constituyeron como dos importantes baluartes defensivos de la frontera. Actualmente son dos ejemplos de conservación de arquitectura tradicional.
De los cuatro castillos con los que cuenta Arribes, el mejor conservado es el de San Felices de los Gallegos. Más deteriorados se presentan los de Fermoselle y Vilvestre puesto que solo quedan algunos restos. Del castillo de Sobradillo persiste la torre del homenaje, en la que hoy se ha instalado la casa del parque de la zona salmantina. El Fuerte Nuevo de Torregamones es otro ejemplo de edificación militar defensiva.
Aparte de lo ya mencionado, también está protegido como patrimonio cultural de la Junta de Castilla y León, y así figura en su catálogo, el arte rupestre de la cueva de Palla Rubia en Pereña de la Ribera y del castillo de Vilvestre, las zonas arqueológicas del despoblado del Castillo de Moncalvo en Hinojosa de Duero, del Castro de Las Merchanas en Lumbrales, del yacimiento de El Castillo en Saldeana y del monte de Santiago en Villalcampo así como la iglesia de Nuestra Señora de la Asunción en Fermoselle y el rollo de justicia de Vilvestre. Fuera del catálogo destacan también el Castro de Saldañuela en Bermellar, el Castro de San Mamede en Villardiegua de la Ribera y la Peña Gorda, una gigantesca roca granítica de más de 40 m de altura y 70 de diámetro, situada en la localidad salmantina de La Peña, considerada como uno de los principales santuarios rupestres prehistóricos de la zona.

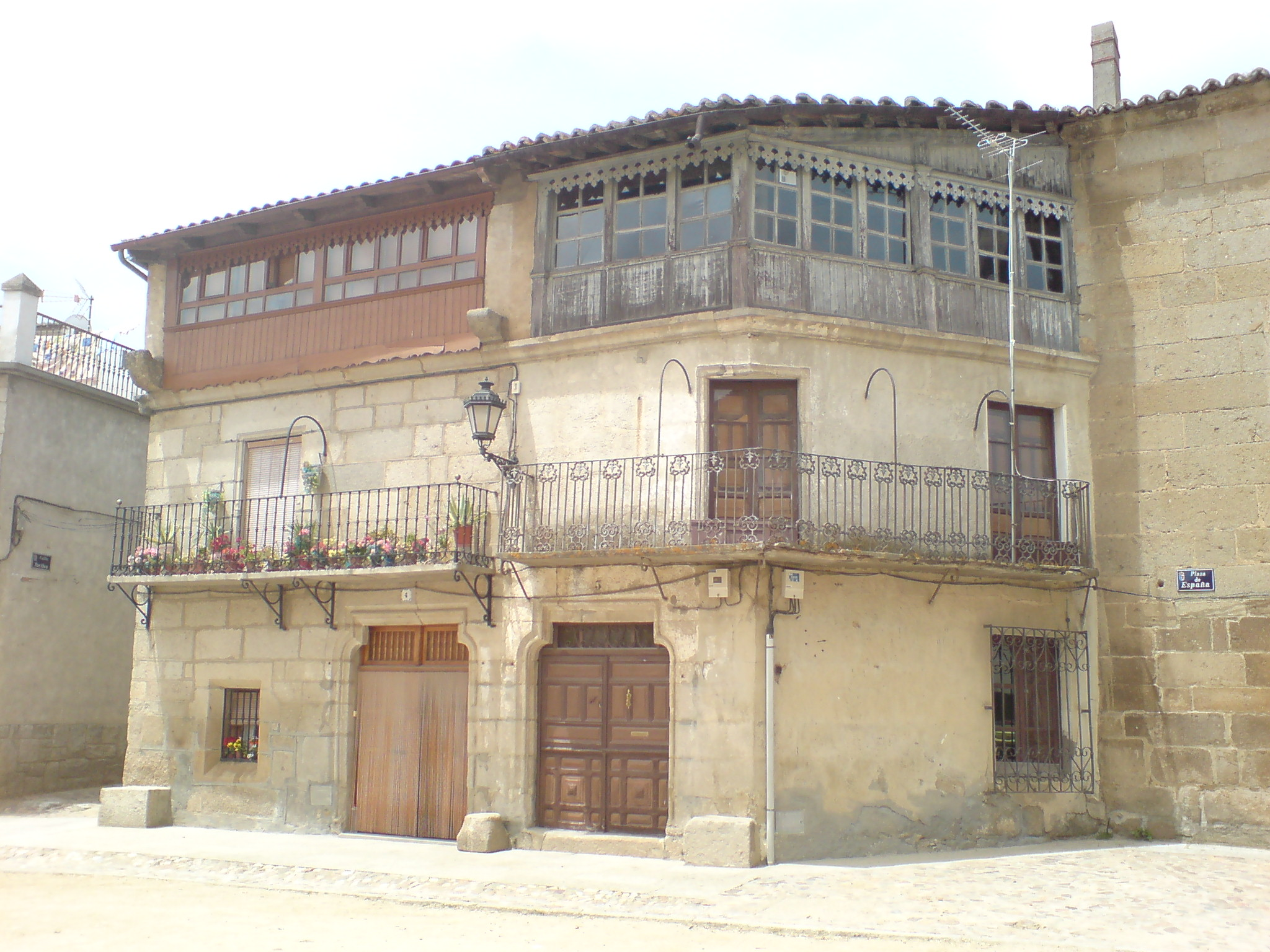
Casas de San Felices
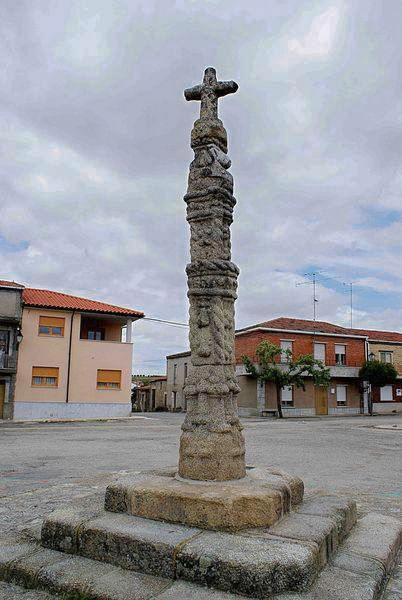
El rollo de Vilvestre
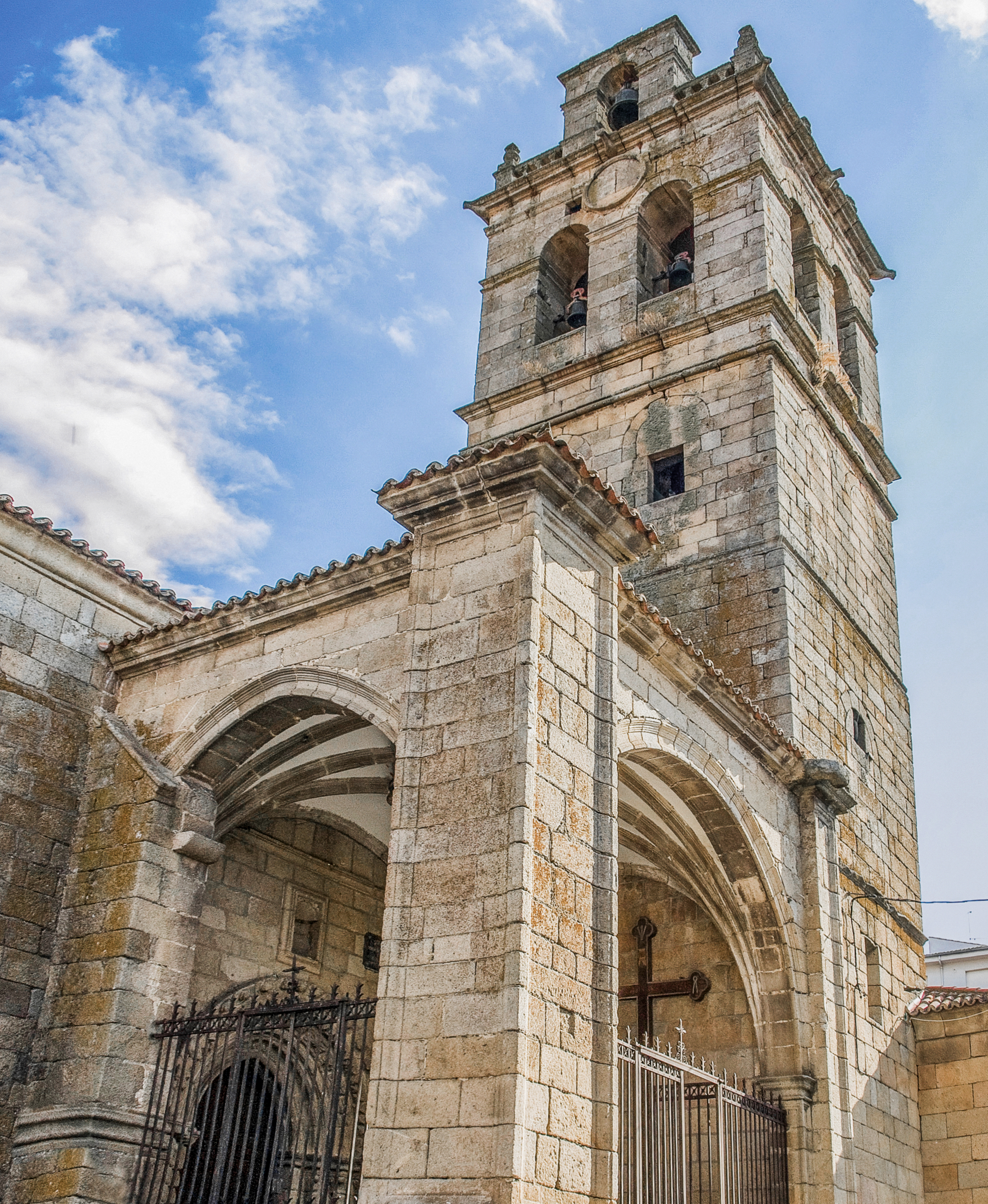
Iglesia de Fermoselle
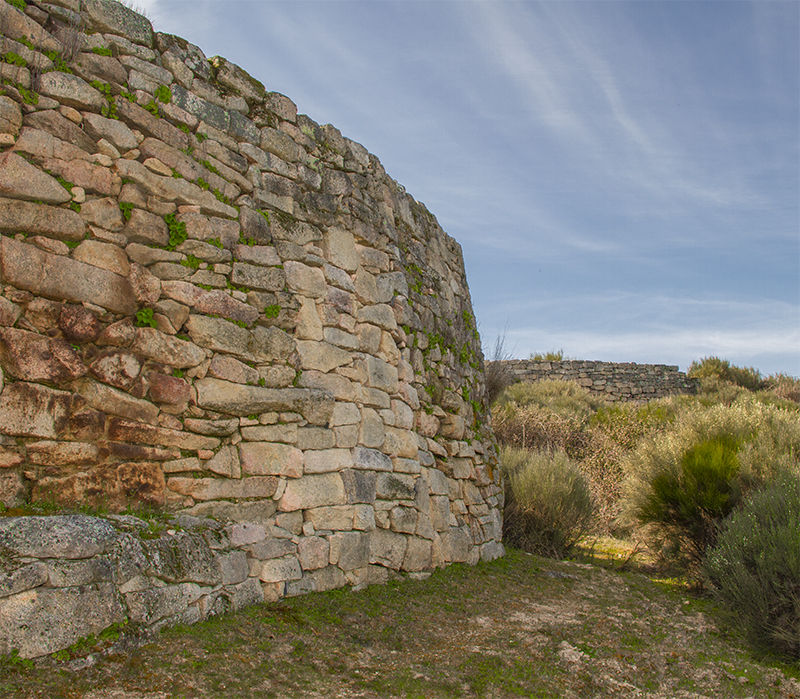
Castro de El Castillo
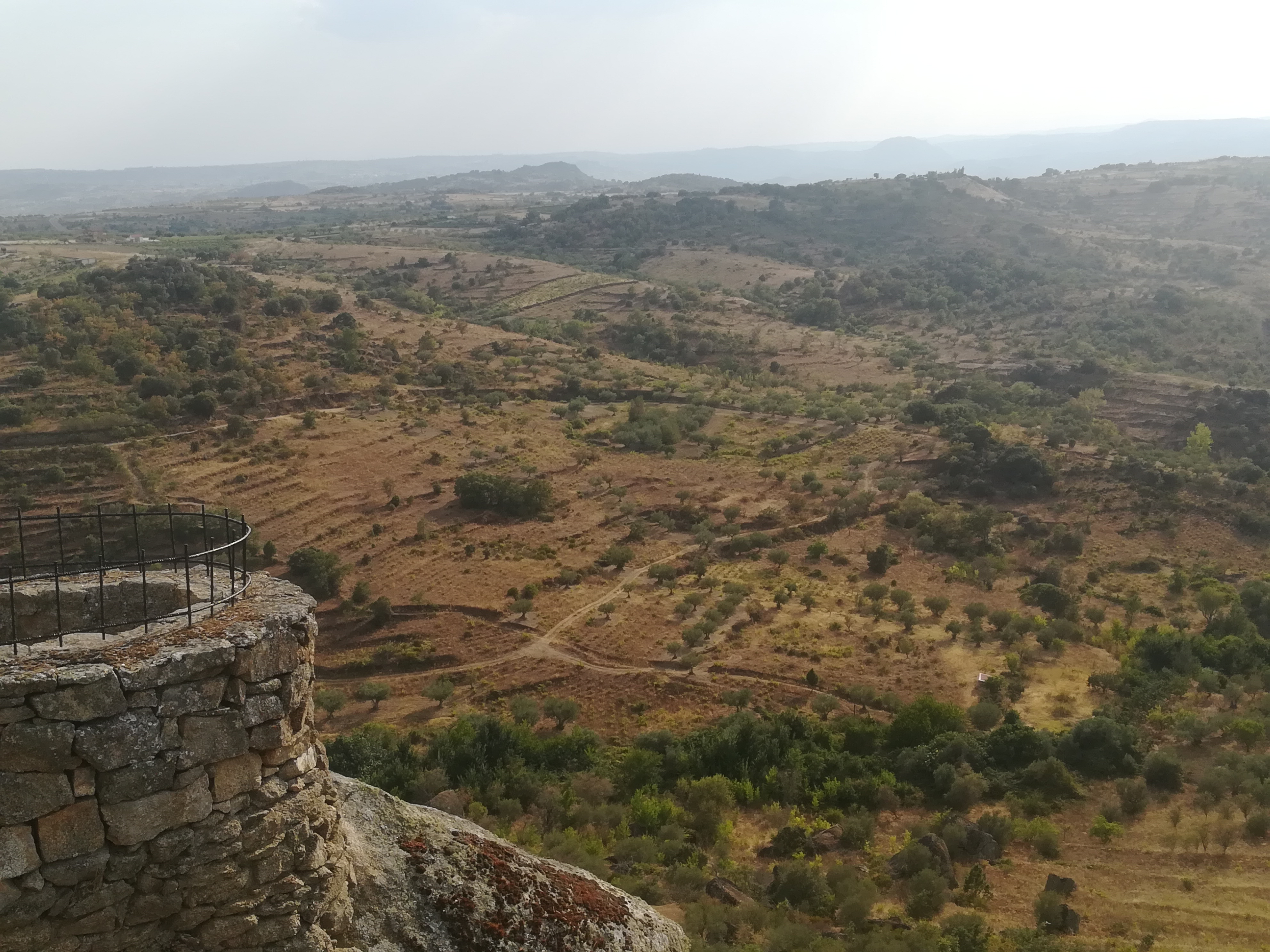
Castillo de Fermoselle

### Patrimonio etnográfico

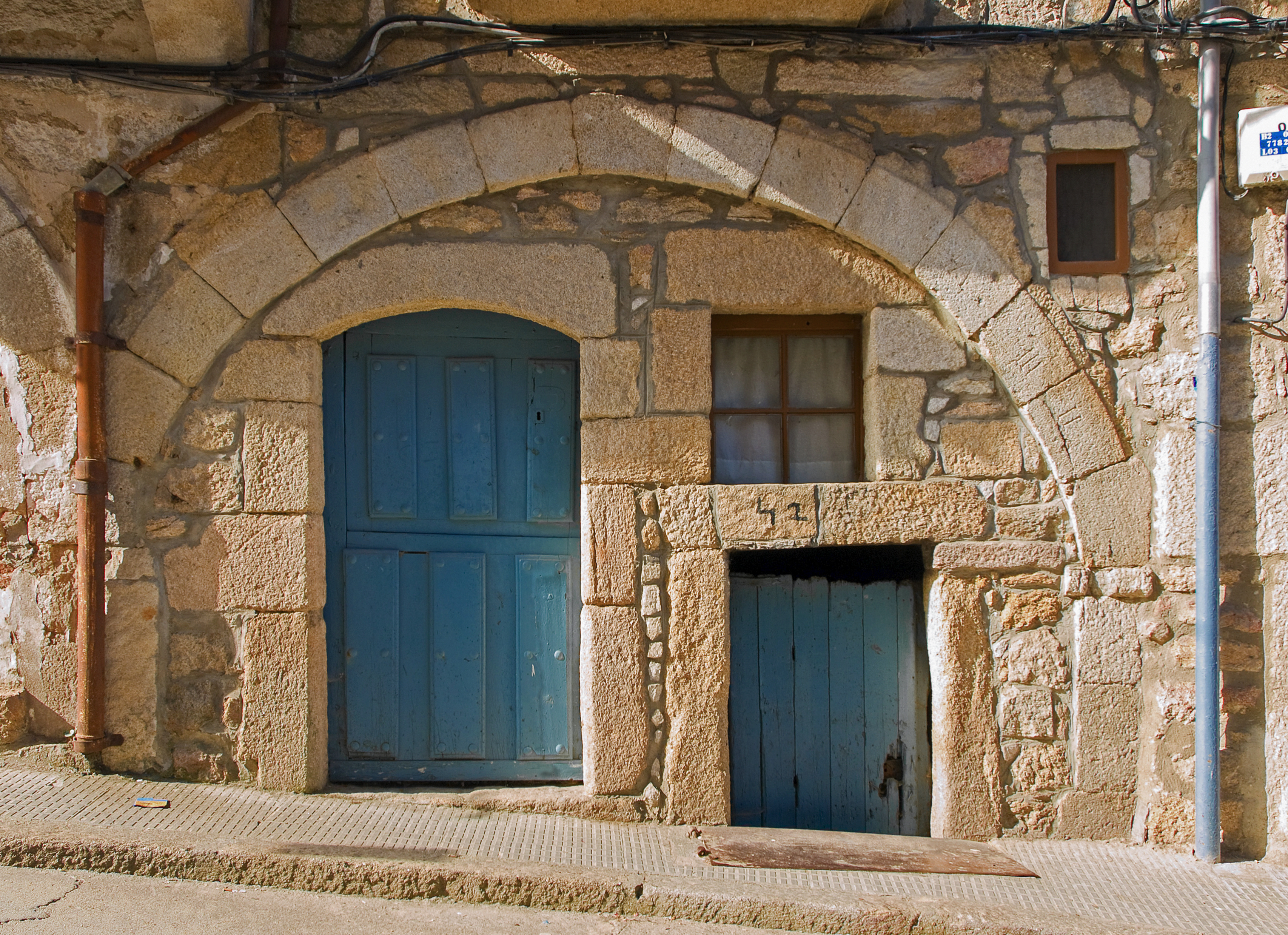
Bodega tradicional en Fermoselle

Al margen del patrimonio con protección legal específica, existen otros bienes que también reflejan esos rasgos diferenciadores de la identidad cultural de la comarca natural de los arribes. Entre ellos, destacan las bodegas subterráneas de Fermoselle que, labradas sobre la propia roca subterránea, forman una ciudadela sumergida, con entradas angostas que desembocan en enormes galerías, sostenidas por arcos de medio punto.
Otros lugares destacados pueden ser los cuatro molinos hidráulicos de Badilla, el puente Grande de Fariza, los hornos de Rieta la Encina en Fornillos de Fermoselle, la Torre de San Leonardo y el puente del Ojo en Hinojosa de Duero, la majada La Arena en Saucelle o el molino del Cubo en Villadepera. Reminiscencia de la cultura pastoril son los chiviteros de Torregamones, pequeñas cabañas circulares de piedra con techo de retamas en las que el pastor introducía a las cabras preñadas cuando estaban a punto de parir para que las hembras y las crías estuvieran a salvo de los temidos lobos. Los chozos de pastores o casitos son construcciones de piedra, sin argamasa y con una falsa bóveda de lajas de piedra, que fueron edificados en el campo para resguardarse de las condiciones climatológicas, como guardaviñas o almacén de aperos. Los lagares rupestres de Mámoles, cavidades excavadas en la roca que antiguamente eran utilizados para pisar o prensar la uva, resultando fundamentales para la elaboración del vino. Los potros de los arados de Gamones que también están excavados en roca y se utilizaban para moldear la madera de olmo o negrillo, transformándola en varas de arados.

### Patrimonio industrial

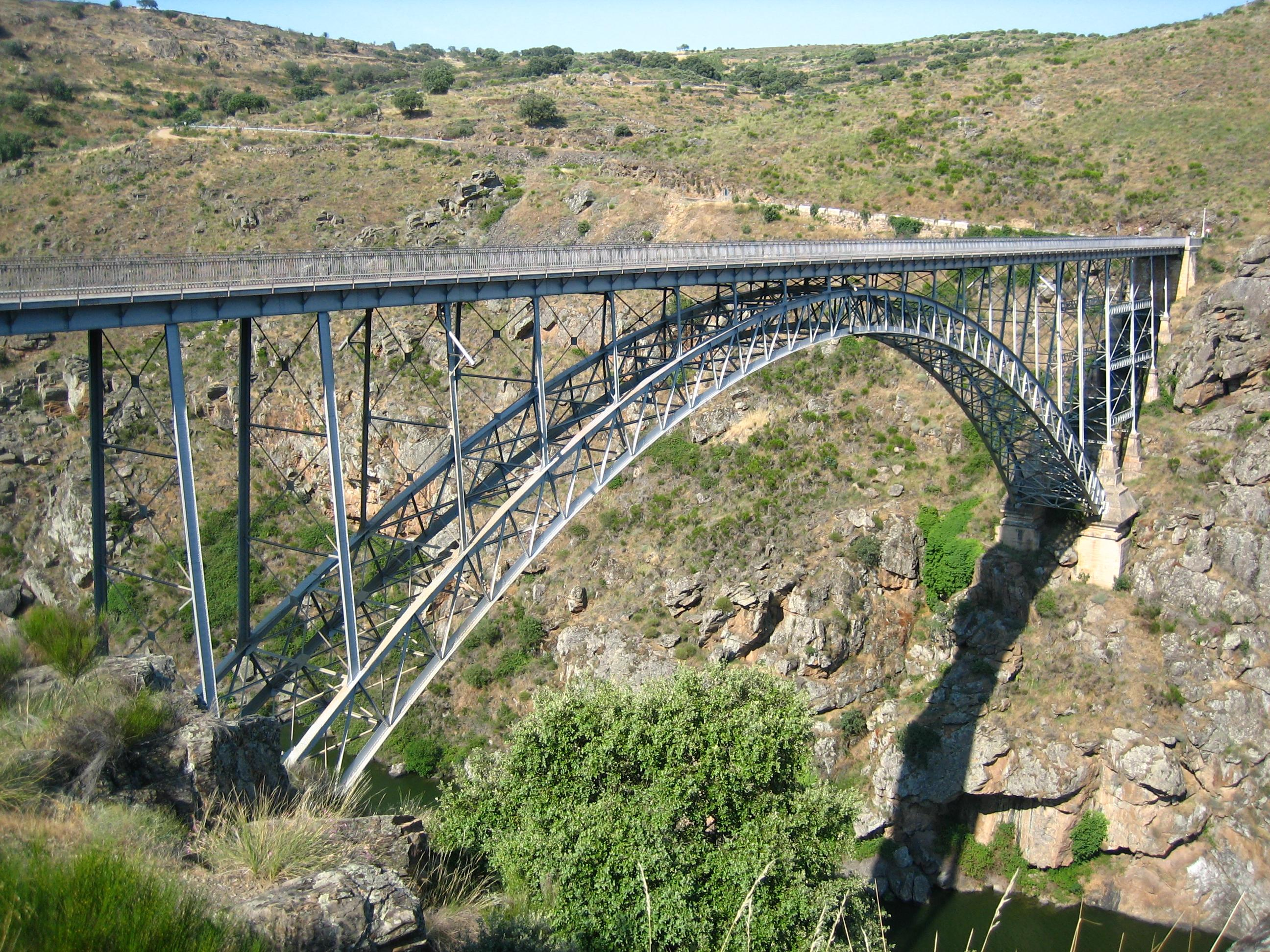
Puente de Requejo, construido para salvar el Duero entre Pino y Villadepera, en la provincia de Zamora

Las centrales hidroeléctricas son otro referente importante de la historia de los arribes y reclamo turístico en nuestros días. La presa de Aldeadávila, la presa de Almendra, la presa de Castro, la presa de Ricobayo, la presa de Saucelle y la presa de Villalcampo son especialmente visitadas por la espectacularidad de sus obras y las vistas que ofrecen. También son lugares de gran potencial turístico los poblados levantados junto a las presas que fueron construidos para dar cobijo a los obreros que en su momento trabajaron en ellas. Destacan el del Salto de Aldeadávila por albergar el Convento de La Verde, el del Salto de Saucelle, convertido en complejo turístico, el del Salto de Castro, hoy deshabitado, puesto que ofrece una imagen pintoresca del lugar, y el del Salto de Villalcampo por su arquitectura y situación, en un punto muy transitado.

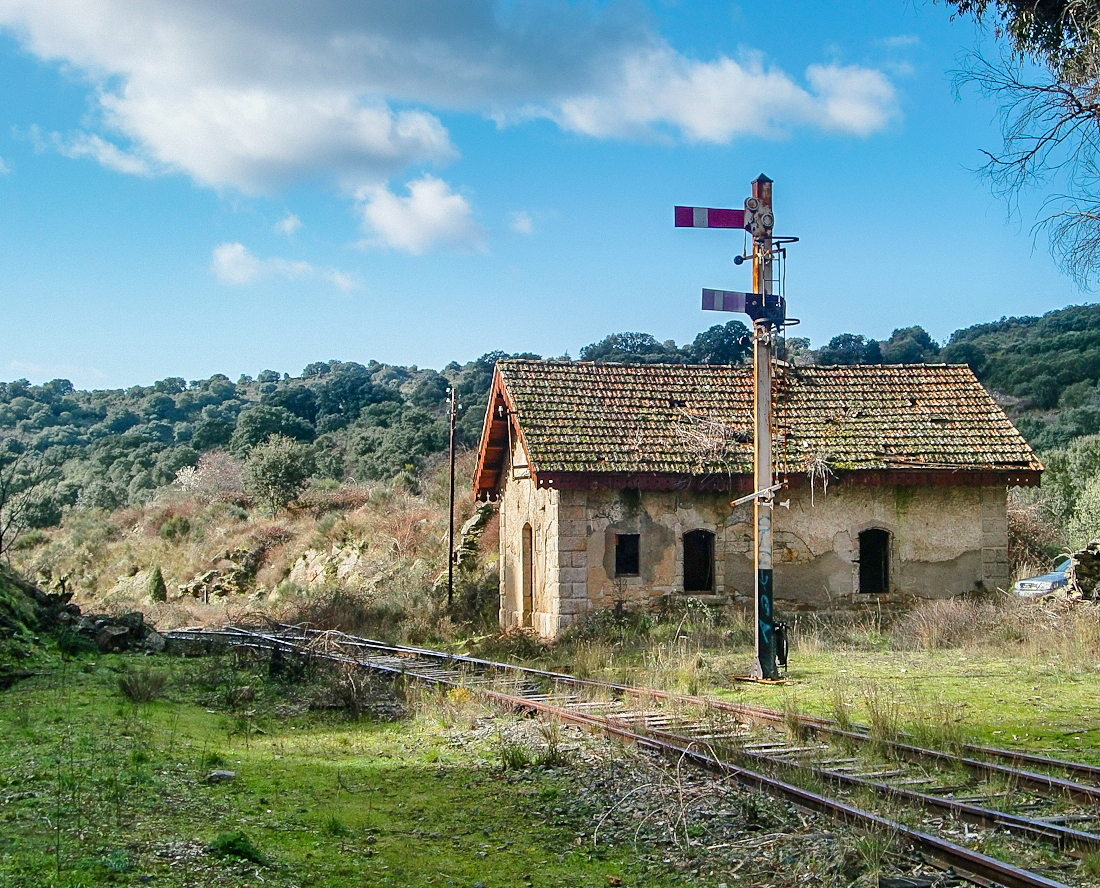
Camino de Hierro, La Fregeneda

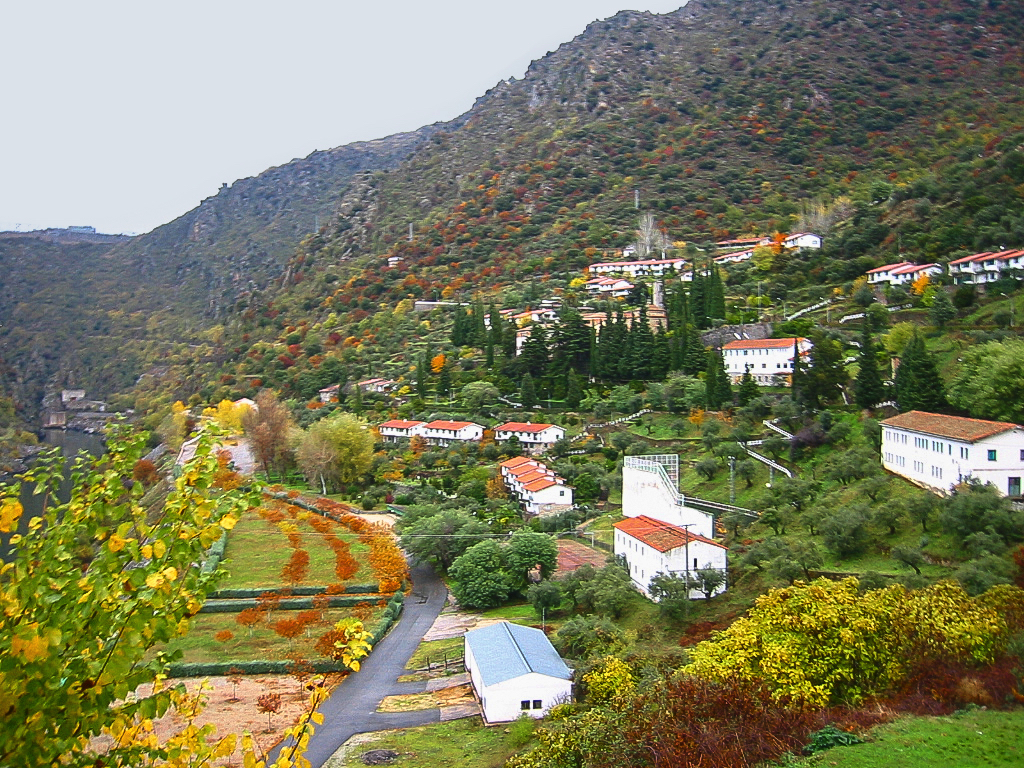
Salto de Aldeadávila
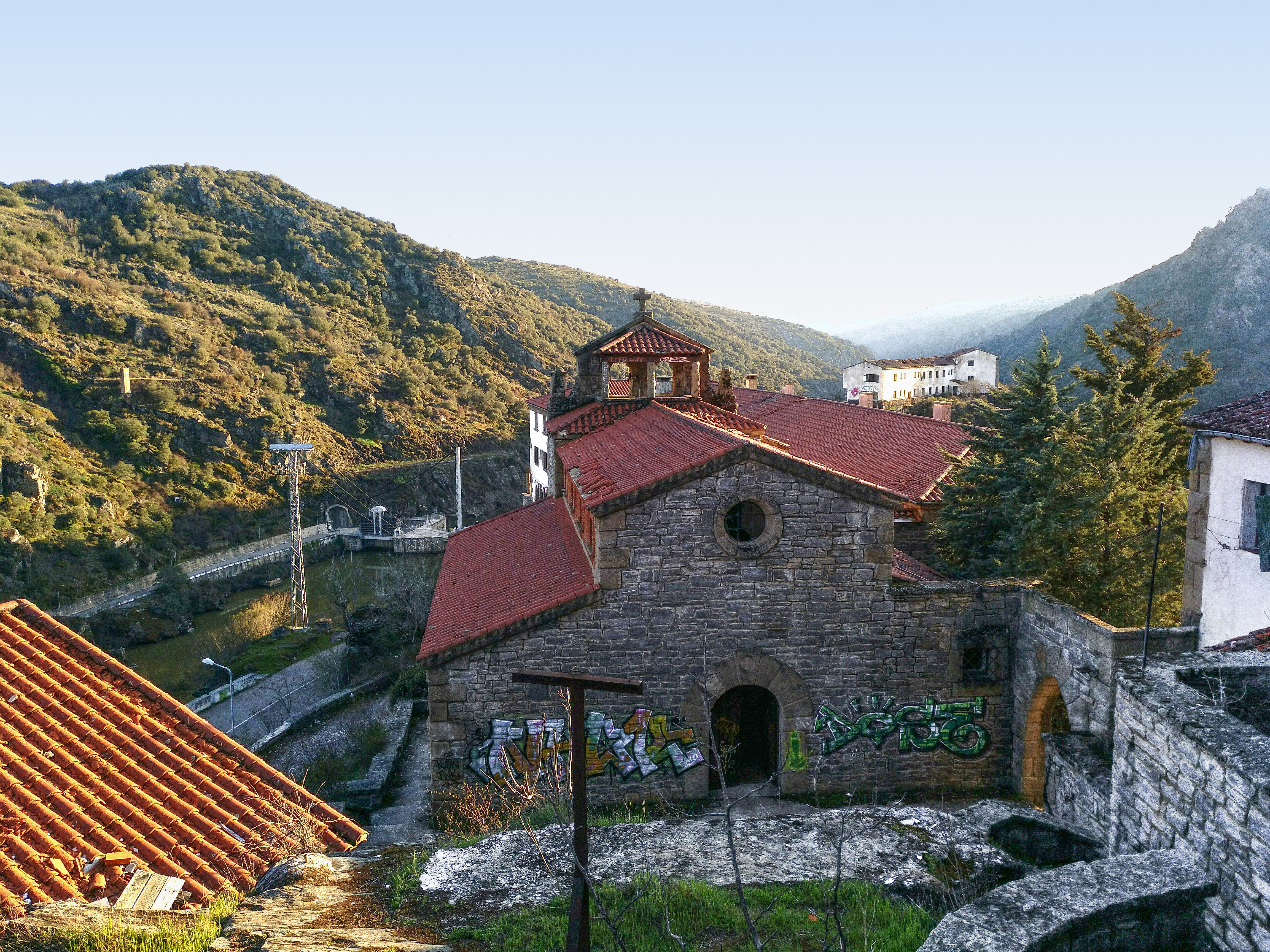
Salto de Castro
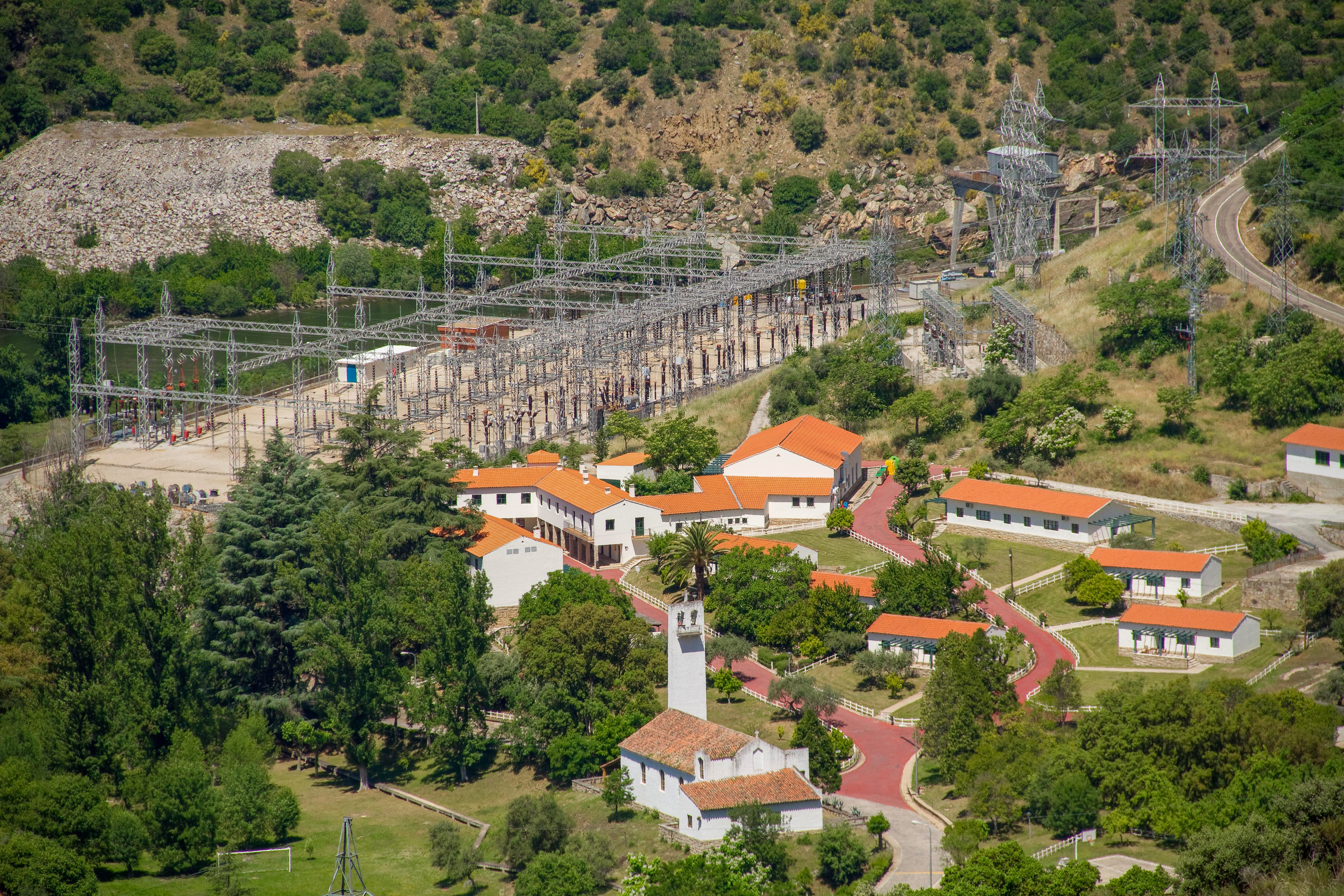
Salto de Saucelle
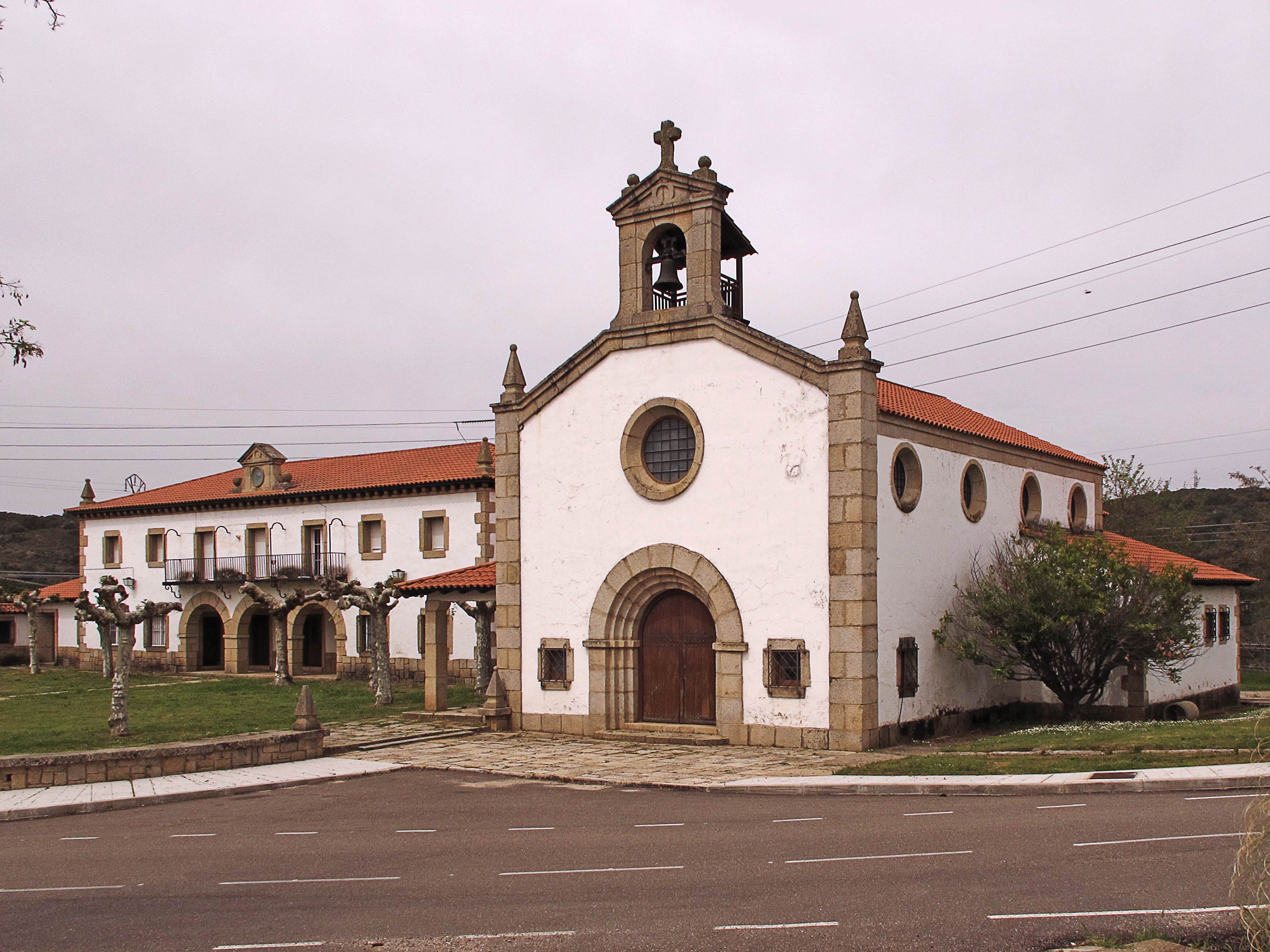
Salto de Villalcampo

Mención especial tiene una de las estructuras más conocidas y espectaculares de los arribes zamoranos, el llamado puente de Requejo —puente Pino de forma popular—. Fue construido para salvar el Duero y unir las comarcas zamoranas de Sayago y Aliste a través de los municipios de Pino y Villadepera. Cuando fue inaugurado en 1914 se colocó a la cabeza de los de su tipo en Europa por sus 120 metros de luz en su único arco.
También es relevante la confluencia del los ríos Águeda y Duero, donde se encuentra el muelle de Vega Terrón. En sus cercanías se sitúa el puente internacional ferroviario, infraestructura que forma parte de la vía turística del Camino de Hierro entre la localidad española de La Fregeneda y la portuguesa de Barca de Alba, proyecto que ha supuesto la rehabilitación de 20 túneles y 12 puentes que atraviesan los arribes del río Águeda. Otro valle de Arribes que destaca por sus paisajes es el de la presa de Saucelle, en donde el Huebra se une al Duero. Por su parte, la confluencia de los ríos Duero y Tormes, situado entre Fermoselle y Villarino, conocida popularmente como el paraje de Ambasaguas o Las Dos Aguas, es paisajísticamente destacable.
Esta también fue tierra de minas, de las que son ejemplo la mina Dorinda en Carbajosa y la mina de El Carrascal en Villadepera, esta última ya rehabilitada para convertirse en lugar turístico, al ser visitables unos 200 metros de los más de 2 kilómetros de galerías con que cuenta.

## Cultura

### Fiestas
La romería de los Viriatos está considerada como una de las procesiones de mayor tradición en la comarca zamorana de Sayago y, en general, de Arribes. Se celebra el primer domingo de junio y en ella se traslada la imagen de la Virgen del Castillo desde la parroquia de Fariza hasta la ermita de la misma localidad. La comitiva va acompañada por los pendones de los ocho pueblos sayagueses que tradicionalmente han participado en esta romería, se montan sobre grandes mástiles que precisan de tres vientos para mantenerse equilibrados.
En toda la zona son populares los festejos taurinos, siendo especialmente conocidos los encierros multitudinarios de Aldeadávila, Fermoselle y Villarino de los Aires.

### Ferias
Artesanos y comerciantes, en colaboración con algunos ayuntamientos, exponen sus productos en distintas ferias turísticas y comerciales. En Trabanca se celebran anualmente la Feria Internacional Agroalimentaria de Arribes del Duero, la Feria Internacional de Artesanía de Arribes del Duero y el Salón Internacional del Vino. También se convocan la Feria de Artesanía y Productos Típicos de la Comarca de Sayago y Trás-os-Montes en Moralina, la Feria Internacional del Queso en Hinojosa de Duero, la Feria de Muestras Multisectorial Transfronteriza de Lumbrales, la Feria del Vino D.O. Arribes en Villarino de los Aires y la Feria Transfronteriza del Olivar en Vilvestre. Por otra parte, también existen el mercadillo portugués de Trabanca, el mercadillo artesanal de Pinilla de Fermoselle y el mercadillo medieval de San Felices de los Gallegos.

### Museos
Debido al notable atractivo turístico de Arribes, en varias localidades se han ido inaugurando distintos museos en los que se muestran diversos aspectos propios de la zona.
Existe una amplia oferta de museos etnográficos en la que se muestra la forma de vida tradicional de los habitantes de la zona. Entre ellos el Museo de Ecoturismo Las Majadas Arribeñas de Aldeadávila, el Museo Etnográfico de Fariza, el Museo Etnográfico de Hinojosa de Duero, el Museo de la Tradición de Moralina o el parque temático de Construcciones Populares Trabanca. En Vilvestre se ha instalado el Centro de Biodiversidad, pensado para proteger y dar a conocer el patrimonio natural de las arribes.

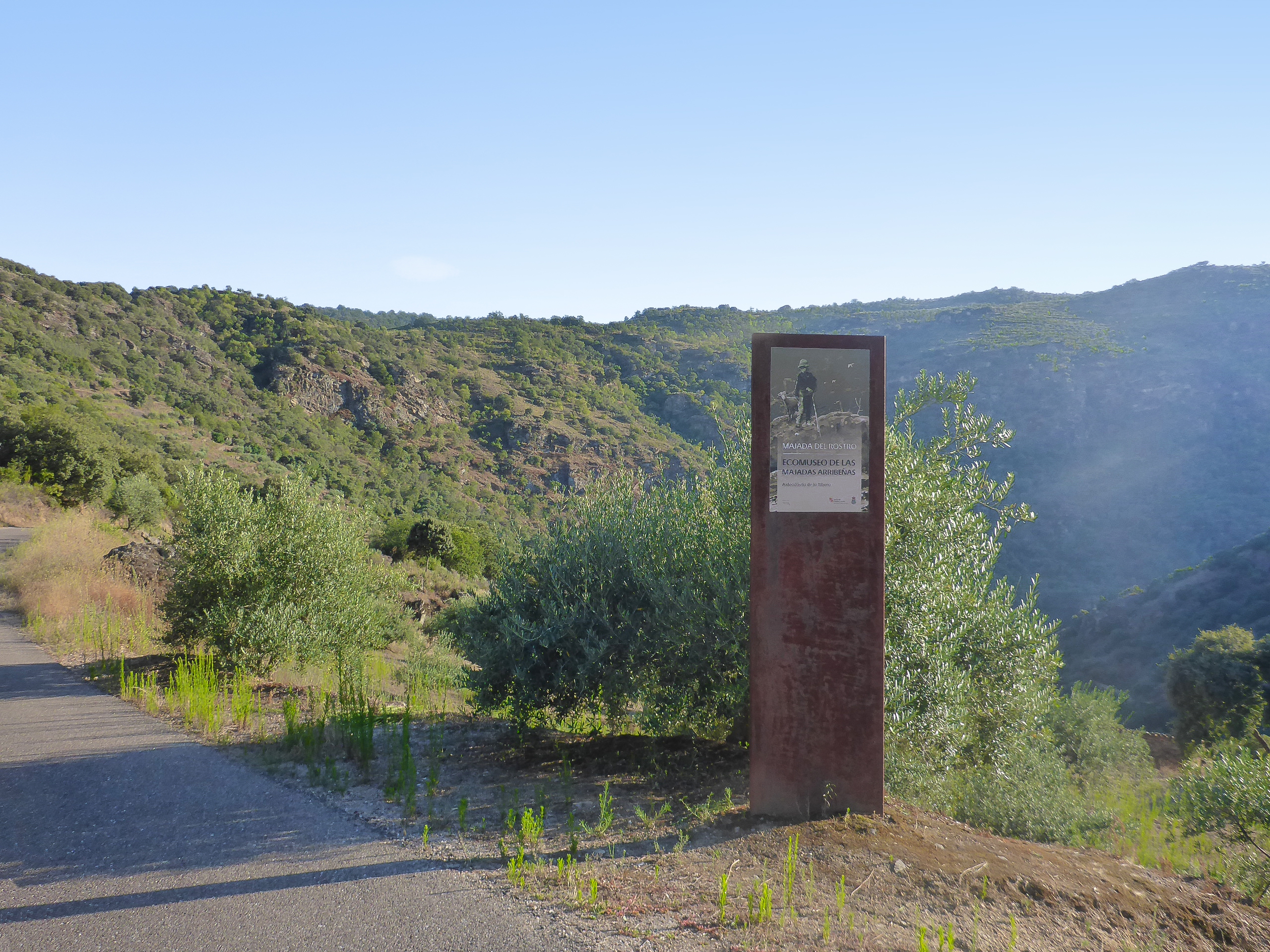
Entrada al museo etnológico de Las Majadas Arribeñas, Aldeadávila

Por otra parte, también existen otros espacios como La Fragua de Trabanca, con los trabajos propios de una herrería, el Museo del Cantero en San Felices de los Gallegos, que muestra los trabajos realizados con el granito, el Taller de Alfarería y Cerámica de Trabanca o el Taller de Cerámica de Nuria Martín en Gamones, con la artesanía del barro.
El grupo de museos más numeroso lo forman los relacionados con la producción de los distintos productos elaborados en la zona y los útiles utilizados para ello. De esta forma, existen la Casa Museo el Pereduz en Bermellar, el Museo del Aceite de Ahigal de los Aceiteros, el Museo del Aceite El Lagar del Mudo de San Felices de los Gallegos, el Molino Harinero de Santa Ana en San Felices de los Gallegos, el Molino Harinero de Sobradillo y el Museo del Vino y Destilados de Villarino de los Aires. Por otra parte, también existe el Museo Textil de Lumbrales.
En cuanto a museos de historia y arqueología existen el Museo Arqueológico de Lumbrales, ubicado en la Torre del Reloj de esta localidad, en el que se recogen hallazgos encontrados en la comarca de El Abadengo y su entorno inmediato o la Casa de los Frailes de Vilvestre, centrado básicamente en el Santuario Rupestre de El Castillo, en el que se exponen los materiales cedidos por Luis Benito del Rey, profesor de prehistoria y arqueología de la Universidad de Salamanca. En la torre del homenaje de San Felices de los Gallegos, se ha creado la denominada «Aula Histórica», en la que se puede descubrir la forma de vida de los que fueron moradores del castillo y conocer algunos de los útiles más representativos de aquella época.
También se puede ver una muestra del arte religioso de esta zona en el Museo Parroquial de Fermoselle o el Museo de Arte Sacro de Villadepera.

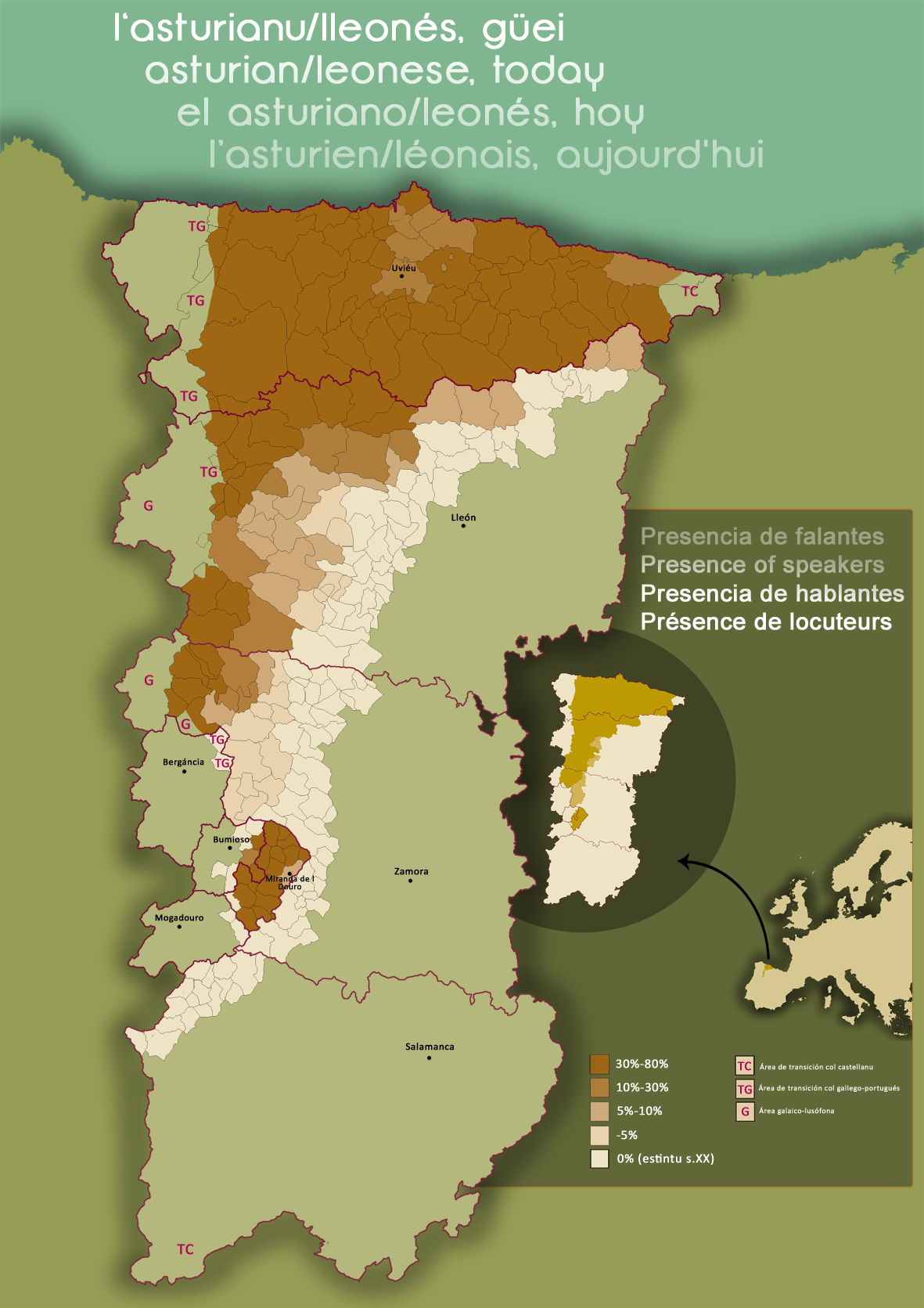
Mapa de extensión de la lengua asturleonesa hasta el siglo XX

### Habla
El castellano y el portugués son las principales lenguas de la zona, aunque existe un importante sustrato del idioma asturleonés, hablado en la parte española hasta bien entrado el siglo XX y en los municipios portugueses de Miranda do Douro, Mogadouro y Vimioso, se sigue hablando una variedad de leonés, denominado oficialmente mirandés, que goza de protección y reconocimiento legal.
En la zona española, el habla riberana, de la provincia de Salamanca, y el habla sayaguesa, de la provincia de Zamora, se pueden considerar ejemplos de castellano con fuerte sustrato leonés, pues mantienen abundantes términos, construcciones y rasgos de esa lengua en el habla cotidiana.

### Gastronomía
El arte del buen comer es uno de los atractivos turísticos de la zona. La calidad de la materia prima y los excelentes modos culinarios hacen posible la elaboración de una cocina tradicional, rica y variada. Los entrantes constituyen una parte esencial y muy característica de esta gastronomía. El protagonista indiscutible aquí es el Queso Arribes de Salamanca y el queso zamorano acompañado con embutido.
Entre los primeros platos, podemos elegir unos huevos fritos con farinato, un plato de chanfaina, unas patatas revolconas, una típica sopa de ajo, un trozo de hornazo, un potaje o una sencilla ensalada de la huerta. Entre los segundos platos, nos encontramos con una importante presencia de carnes. Destacan en primer lugar, las especialidades en ternera, cuya calidad reside en la frescura del género y en el tradicional sistema de cría de las ganaderías de la zona, con razas autóctonas de reconocido prestigio como la morucha, sayaguesa o alistana. Menos conocidos, pero de igual virtud, son otros platos como el cordero lechal, el cabrito al horno, los reconocidos guisos de pollo de corral o los asados de costillares de cerdo. Para los que aún continúen buscando alternativas, la cocina arribeña ofrece sus especialidades en bacalao o la tenca escabechada. Las lentejas, las alubias o los garbanzos también tienen un sitio importante dentro de la comida de esta tierra.
Además, como en toda buena comida, no puede faltar una buena selección de vinos. En esta tierra, se elaboran los de las denominaciones de origen Arribes, Douro y Trás-os-Montes.
Al llegar al postre existen varias opciones de dulces, entre las que destacan el rebojo y el bollo maimón, pero si hay algo propio de estas tierras, eso es la fruta. Las más destacadas aquí son los higos y brevas, las uvas, las naranjas, las cerezas, las guindas, las manzanas, las peras y los perucos.